# Biserica de lemn Intrarea în Biserică a Maicii Domnului din Oroiu

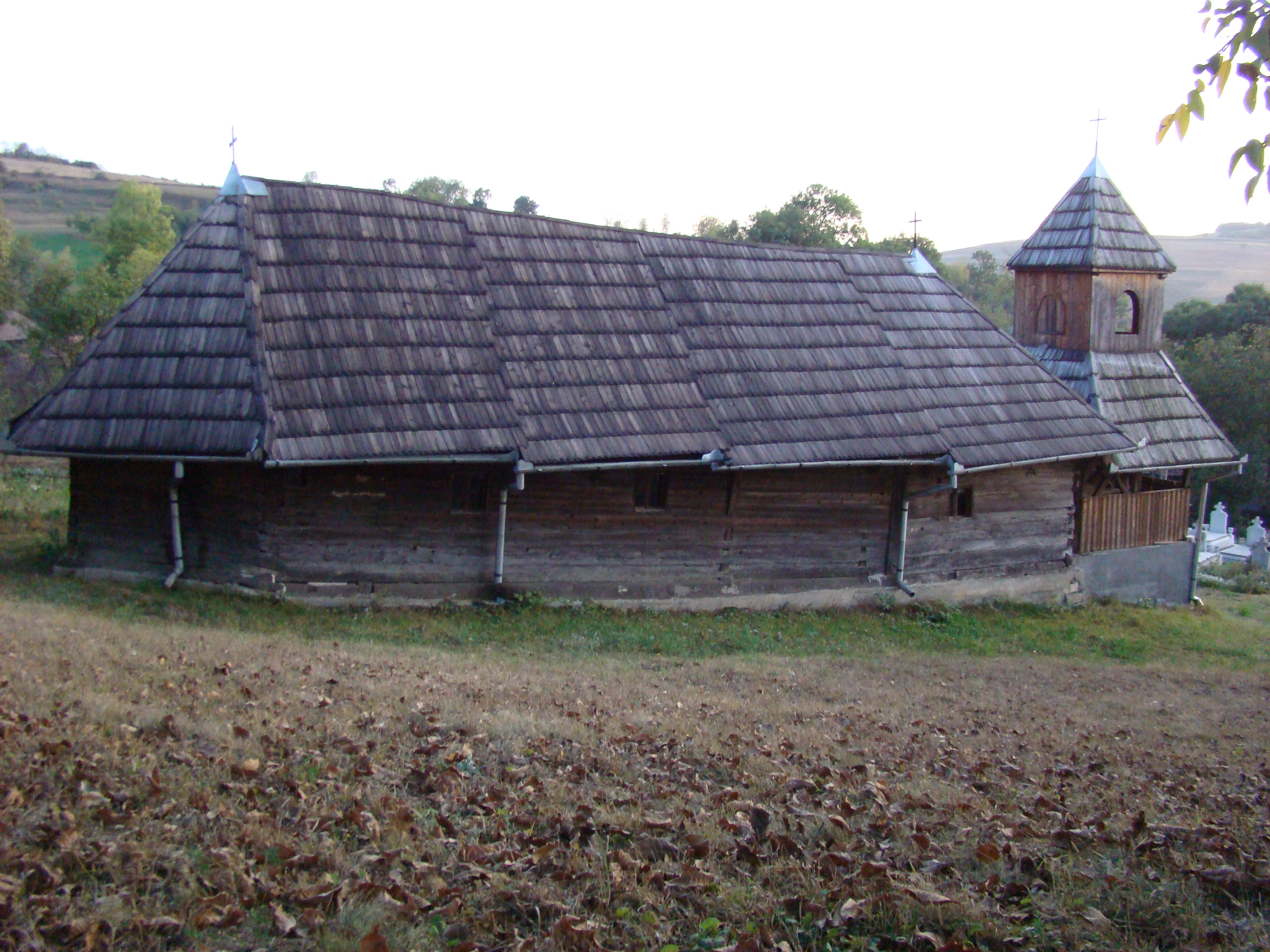
Biserica de lemn „Intrarea Maicii Domnului în Biserică” din Oroiu, comuna Band, județul Mureș, foto: septembrie 2009.

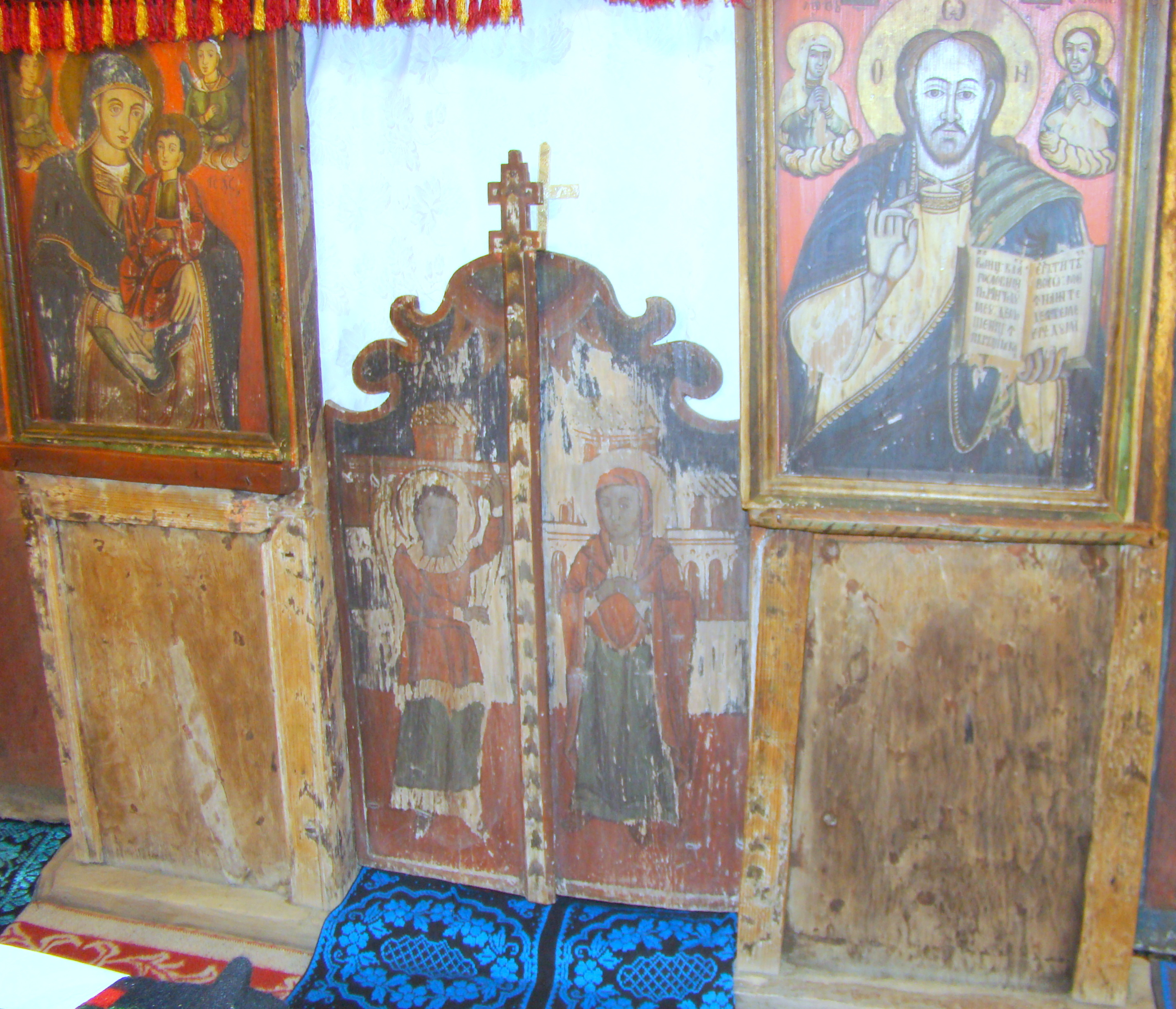

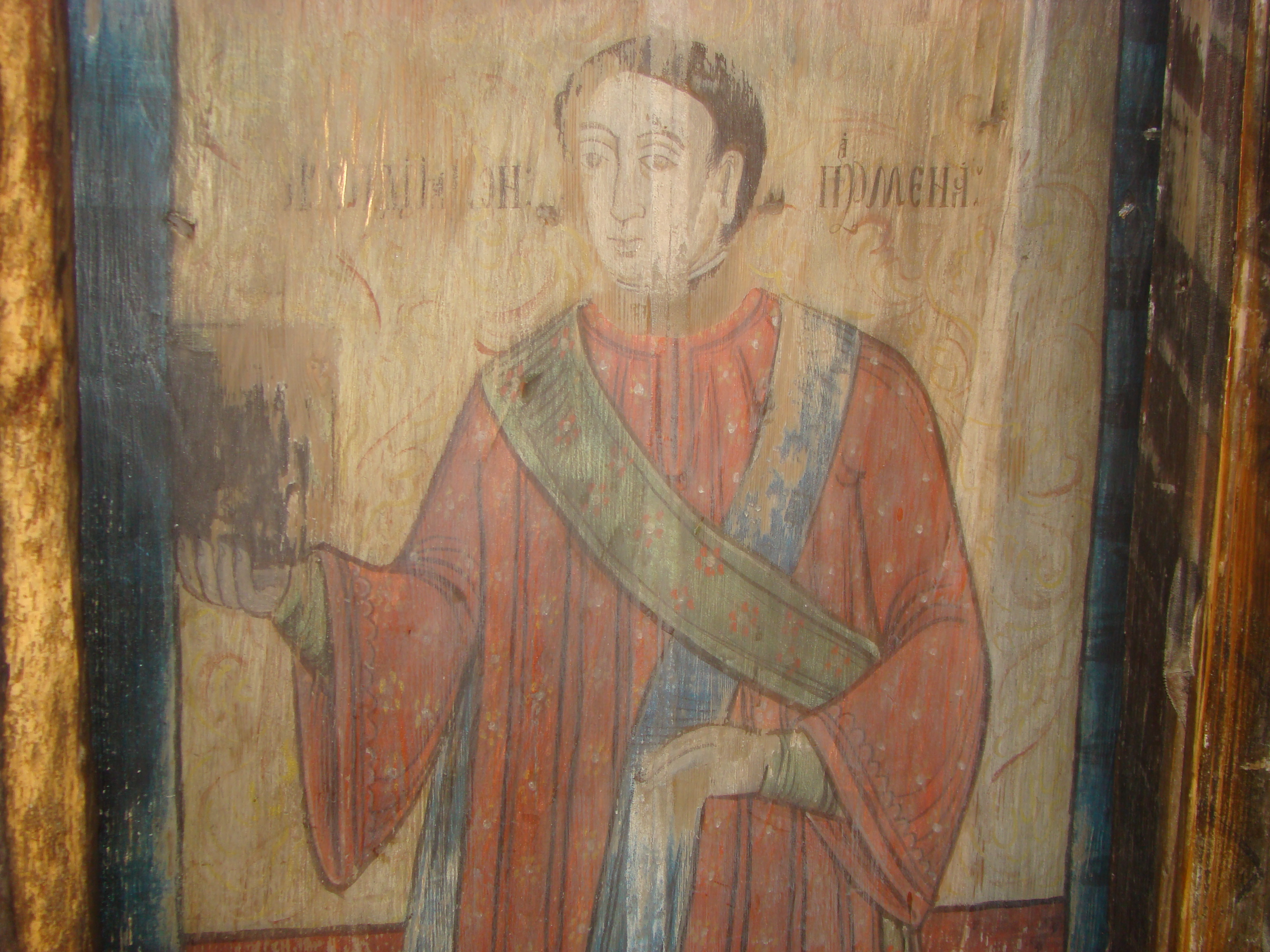

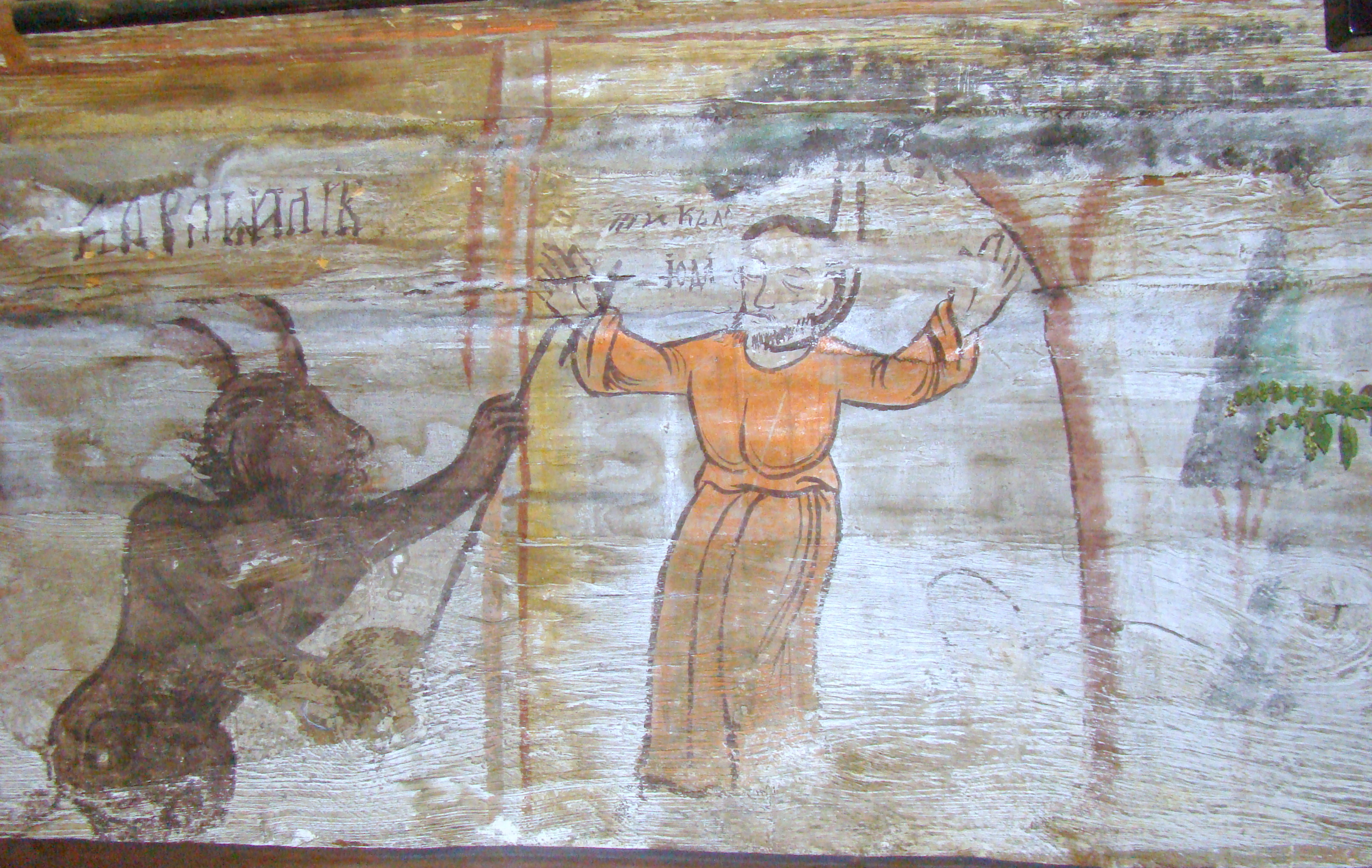

Biserica de lemn din Oroiu, comuna Band, județul Mureș, a fost edificată în anul 1784. Are hramul „Intrarea Maicii Domnului în Biserică”. Biserica se află pe noua listă a monumentelor istorice sub codul LMI:  MS-II-m-A-15740.

## Istoric și trăsături
Satul Oroiu face parte din comuna Band, fiind rezultatul contopirii a două sate alăturate: Oroiu de Câmpie și Oroiu Săcuiesc, prima atestare documentară existând din anul 1332, când este menționat un sacerdos de Vrey.
Prima menționare documentară a românilor din zonă apare în conscripția episcopului Inocențiu Micu-Klein din 1733, tot aici fiind înscrise și denumirile celor două localități amintite: Oroiu de Câmpie („Val”/achicus/Oroj) și Oroiu Săcuiesc („Mix”/tus/Oroj). Conform recensământului din 1857 majoritatea covârșitoare a locuitorilor din Oroiu de Câmpie erau români, din cei 321 de locuitori, 316 erau greco-catolici, 1 ortodox, 1 romano-catolic și 3 israeliți. Aceeași era și situația în Oroiu Săcuiesc, unde, dintr-un total de 503 locuitori, 495 erau români greco-catolici și 2 ortodocși, 1 romano-catolic, 2 reformați și 3 israeliți.
În Oroiu de Câmpie, conform inscripției sculptate pe ancadramentul intrării de pe latura sudică, biserica de lemn a fost ctitorită în anul 1784, însă, potrivit conscripțiilor din secolul XVIII, la 1750 locuitorii satului aveau deja biserică. Inițial lăcașul de cult a fost de dimensiuni reduse, însă, în cursul secolului XIX, pe latura sudică a pronaosului a fost atașat pridvorul cu trei stâlpi de susținere, care, potrivit tradiției, a fost adus de la Hodac, de pe Valea Gurghiului, fiind construită, totodată, și clopotnița de pe latura de vest.
Alunecările de teren din 1970 au provocat înclinarea și denivelarea întregului edificiu, în cursul anului 1976 realizându-se ample lucrări de consolidare și renovare, completate în 2003 prin repararea acoperișului.
În Oroiu Săcuiesc, biserica de lemn cu hramul „Sfinții Arhangheli Mihail și Gavriil” a fost edificată în ultimele decenii ale secolului XVII, însă a fost distrusă complet în 06.12.1975 de flăcările unui incendiu.

## Imagini din interior

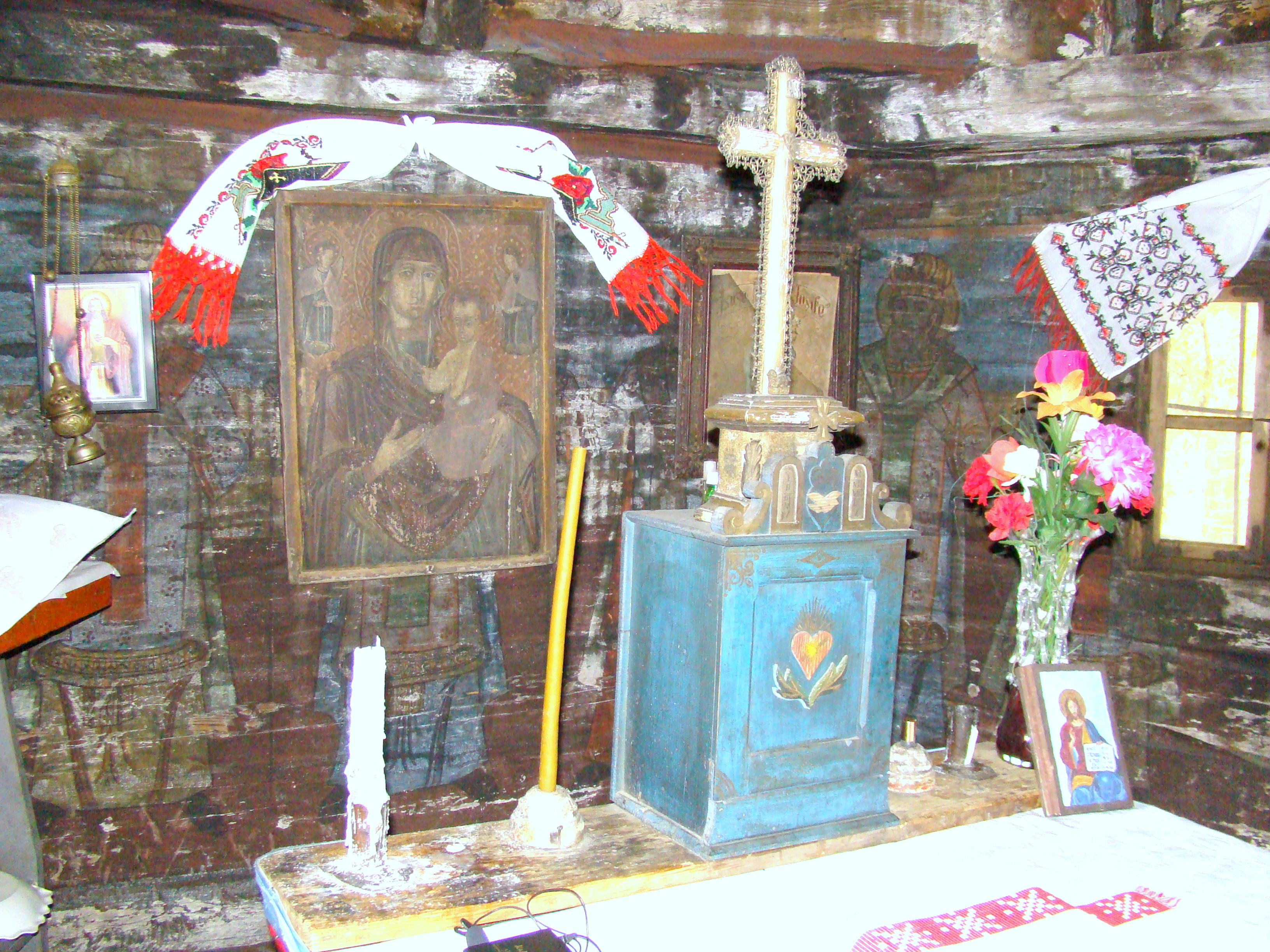
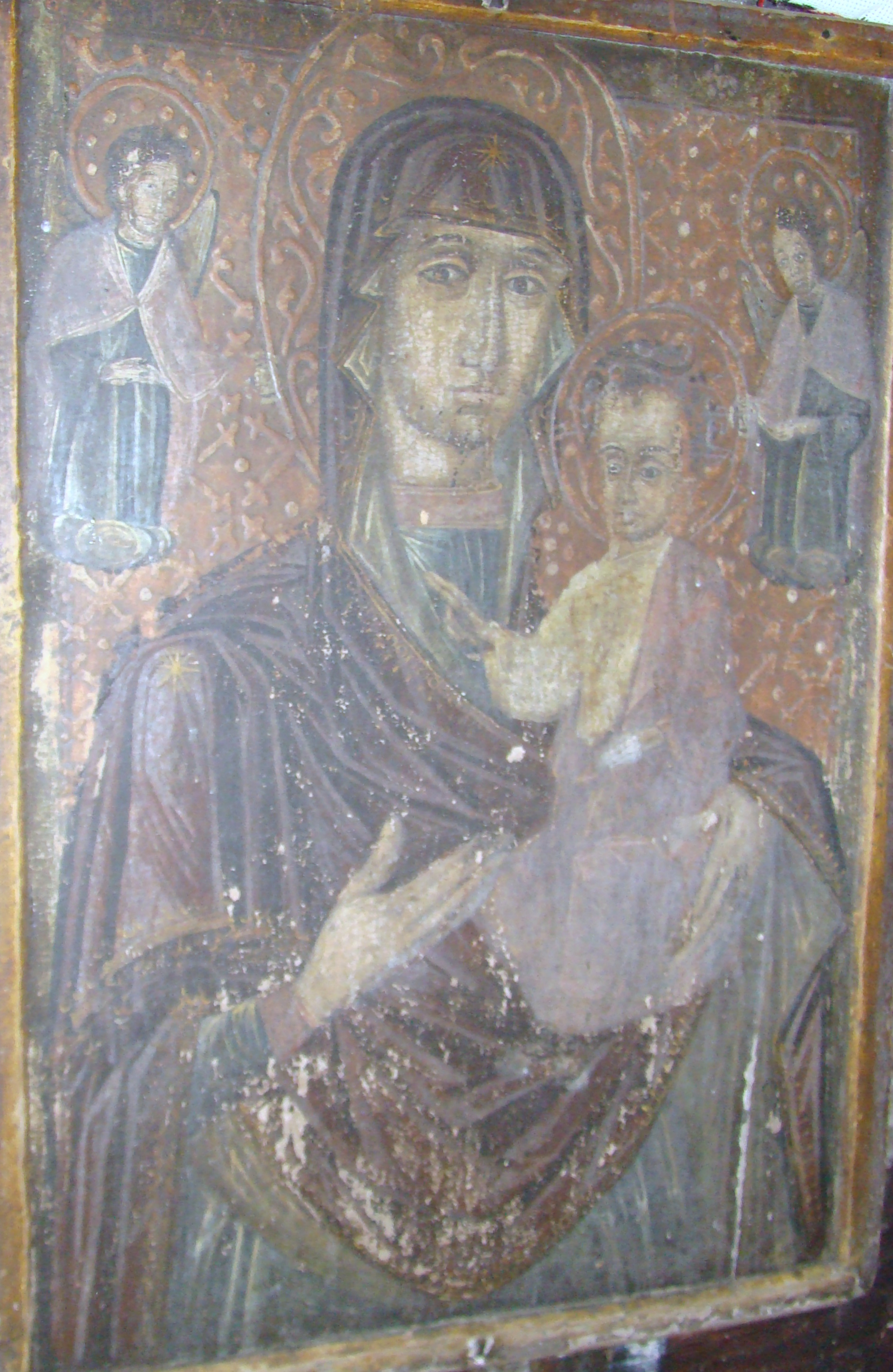
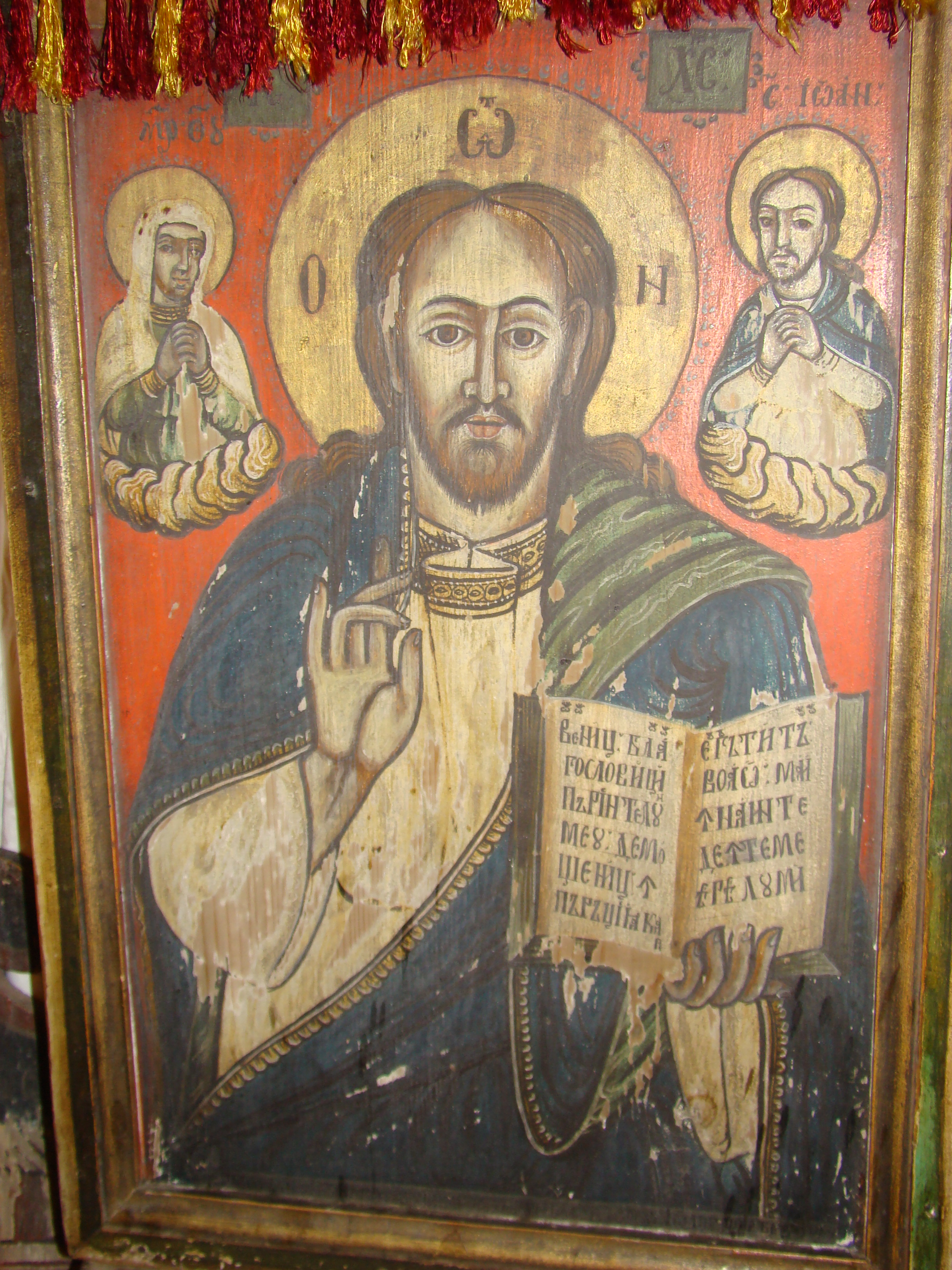
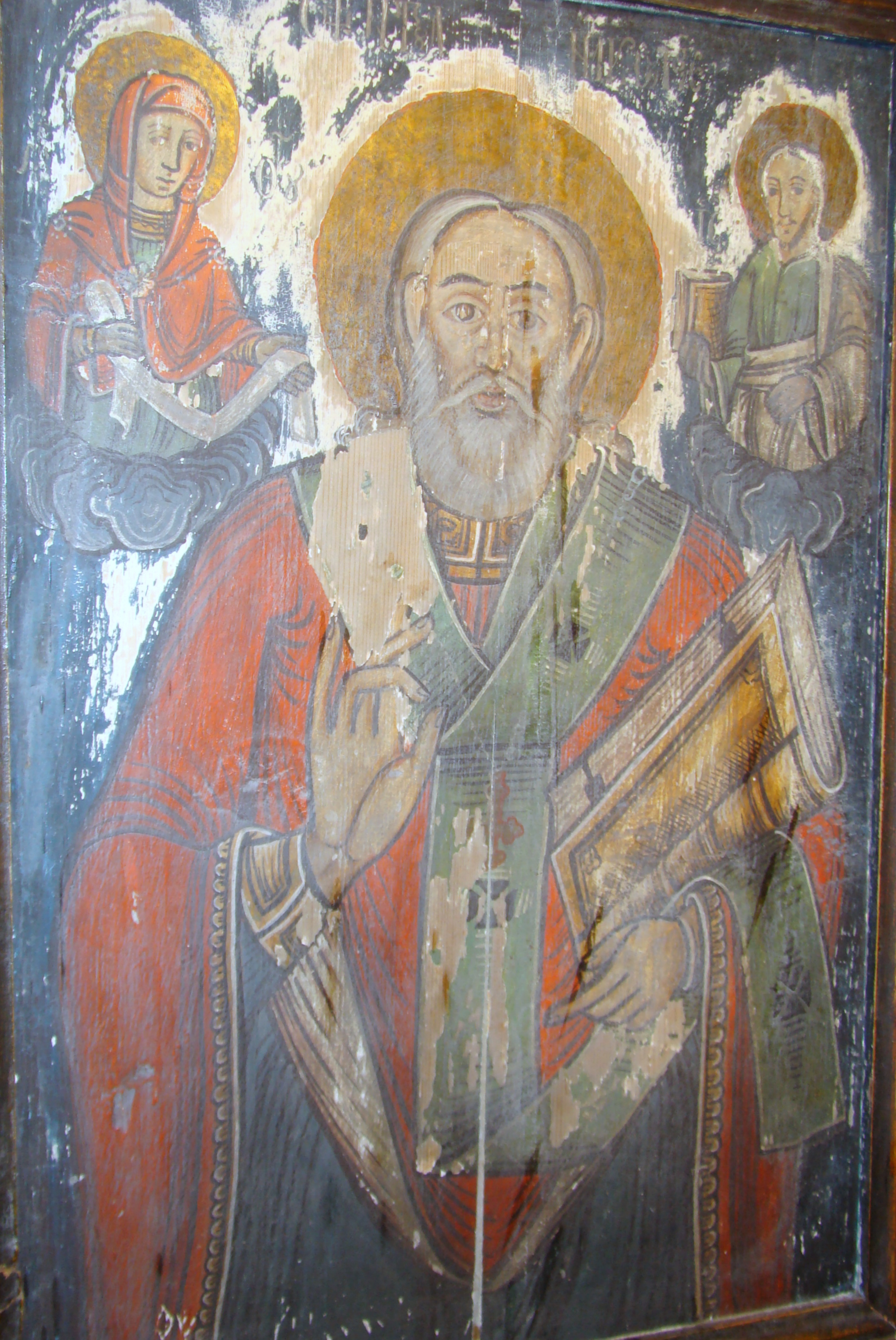
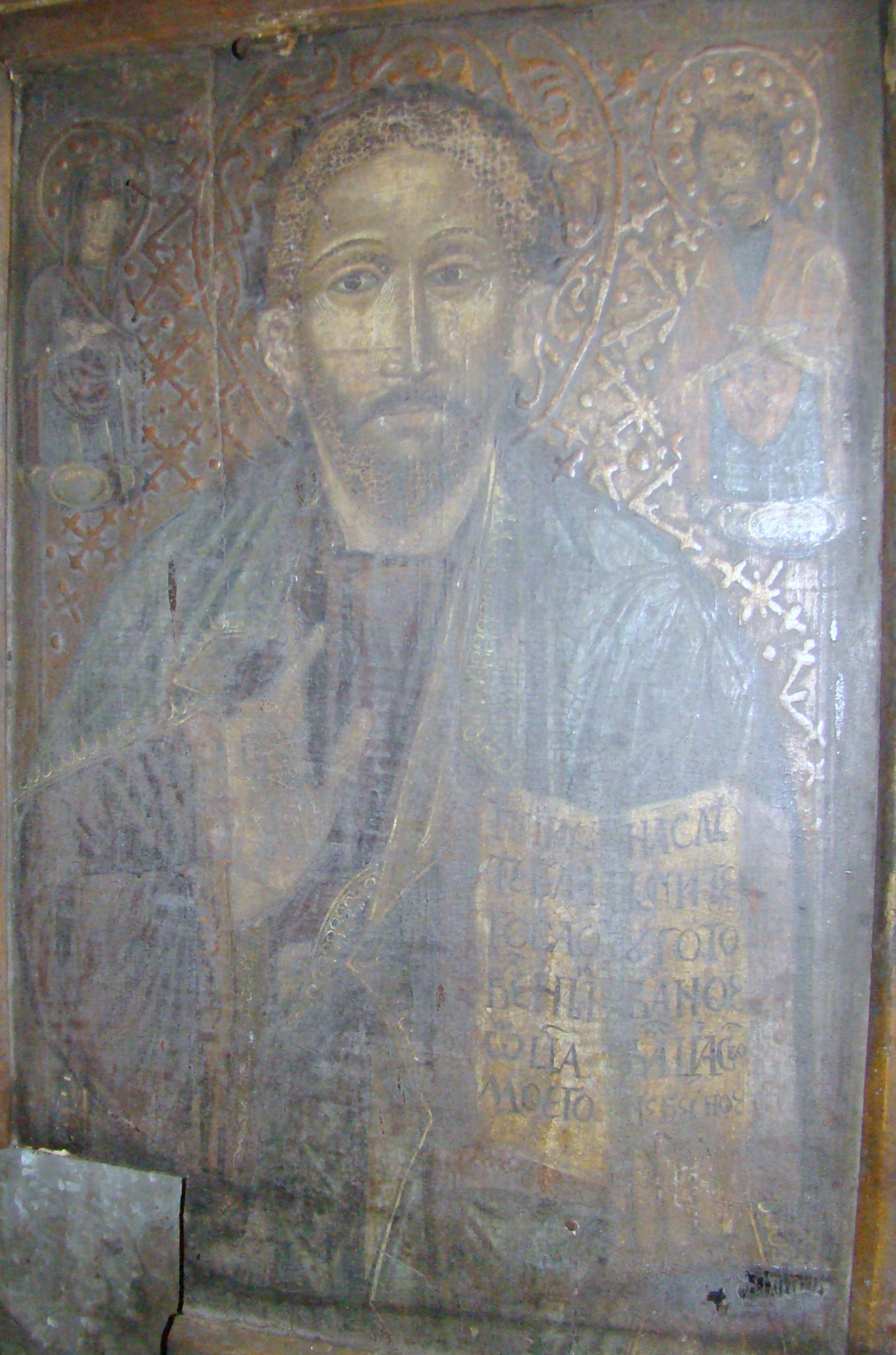
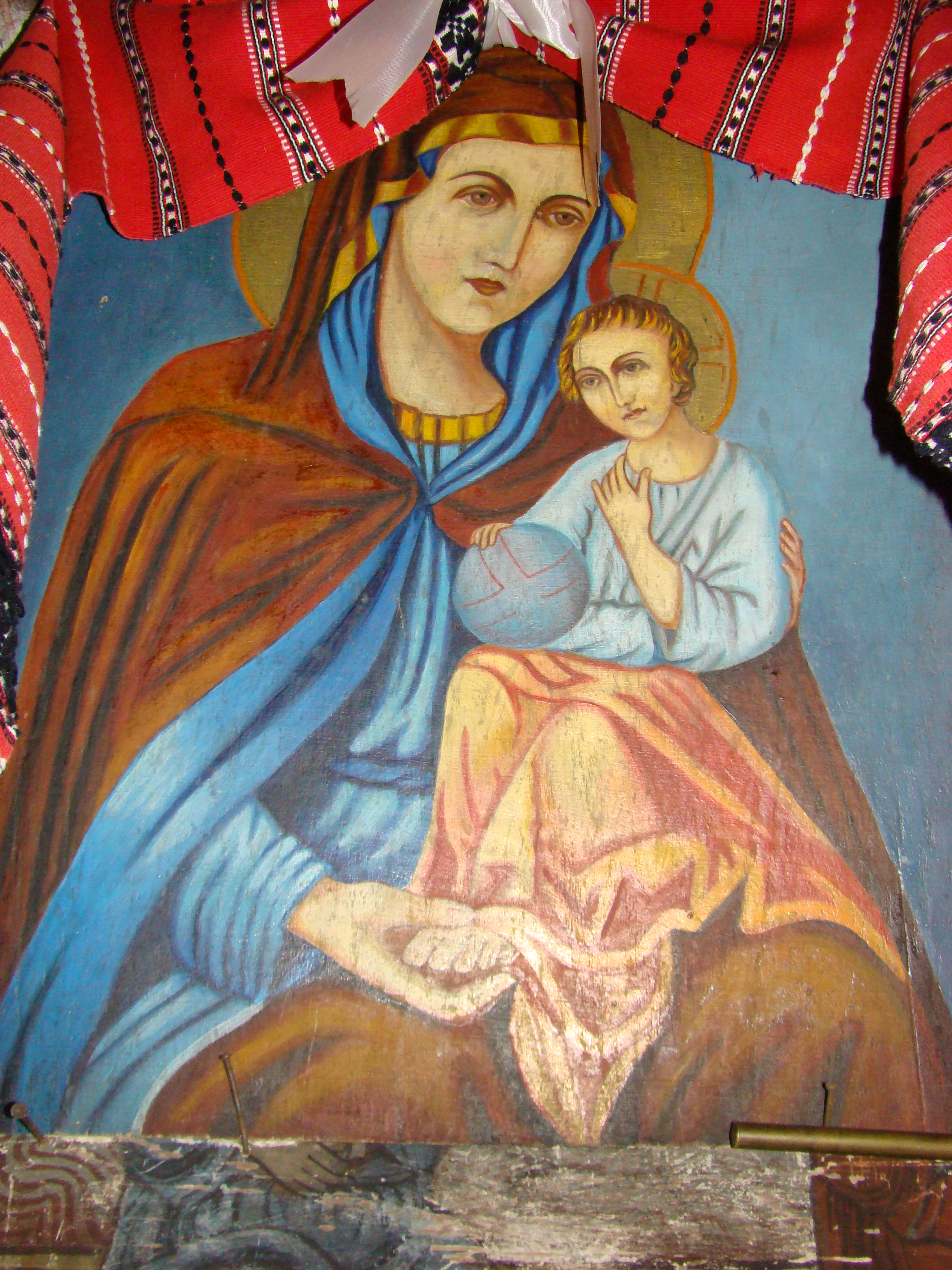
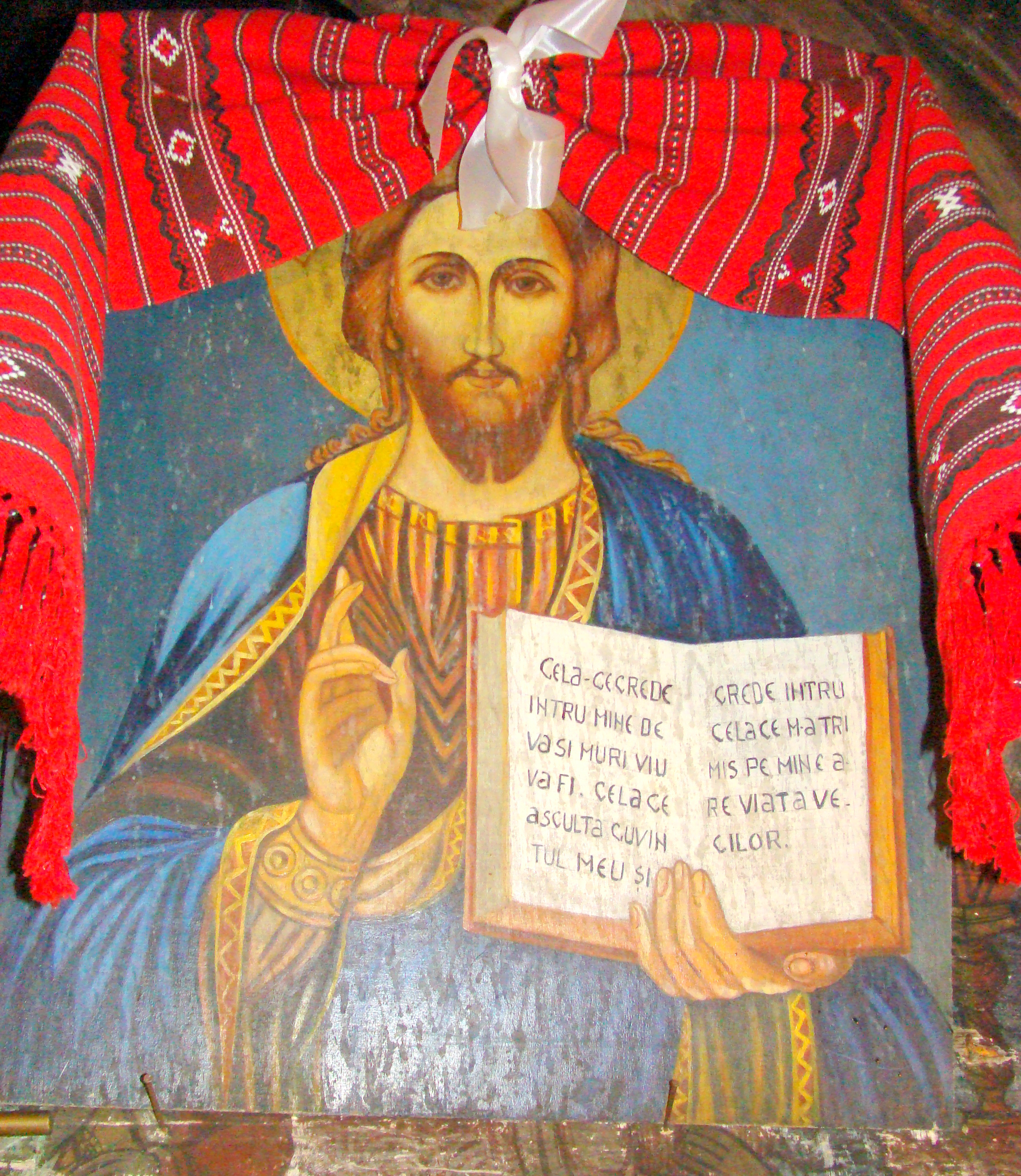
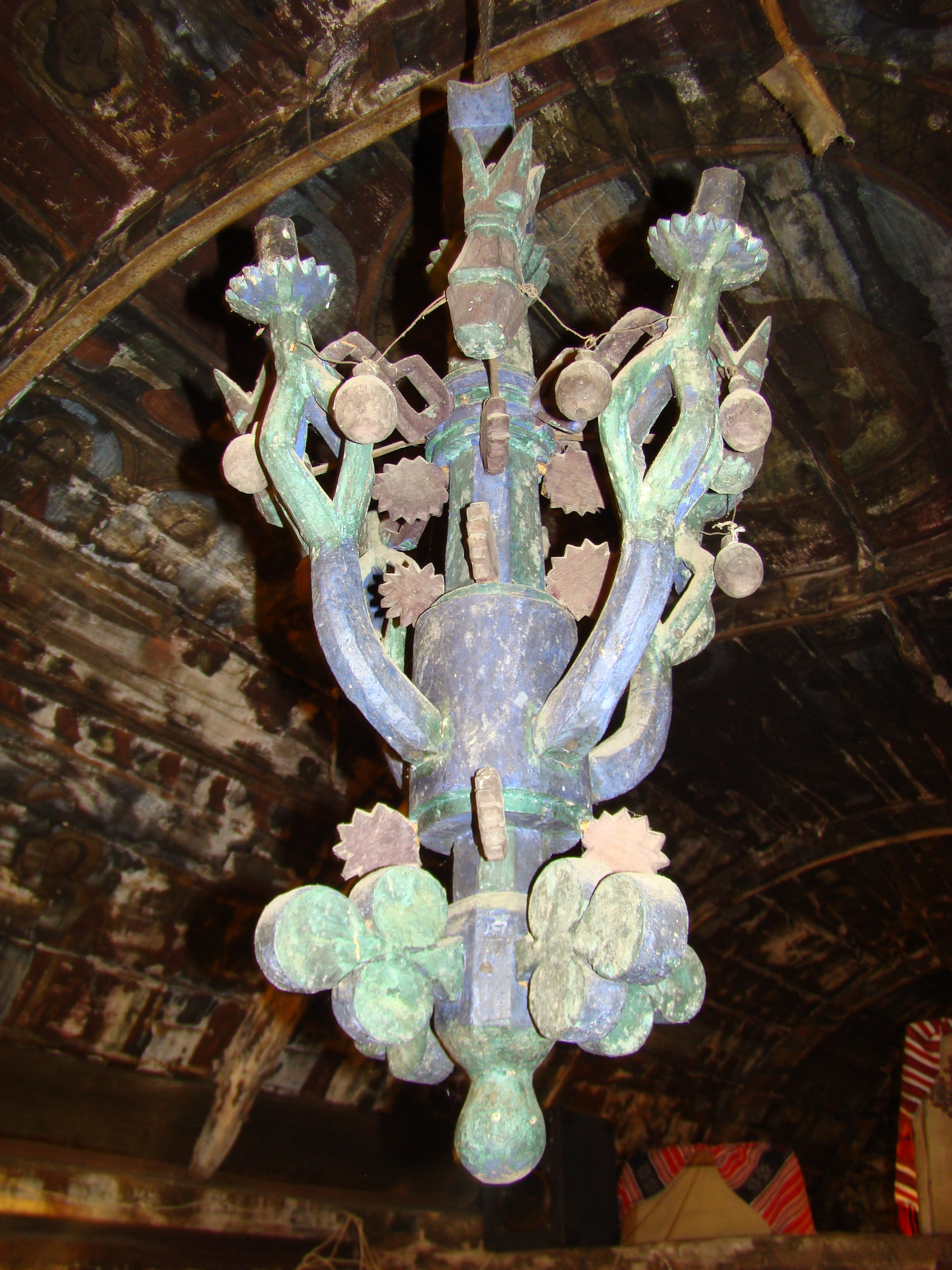
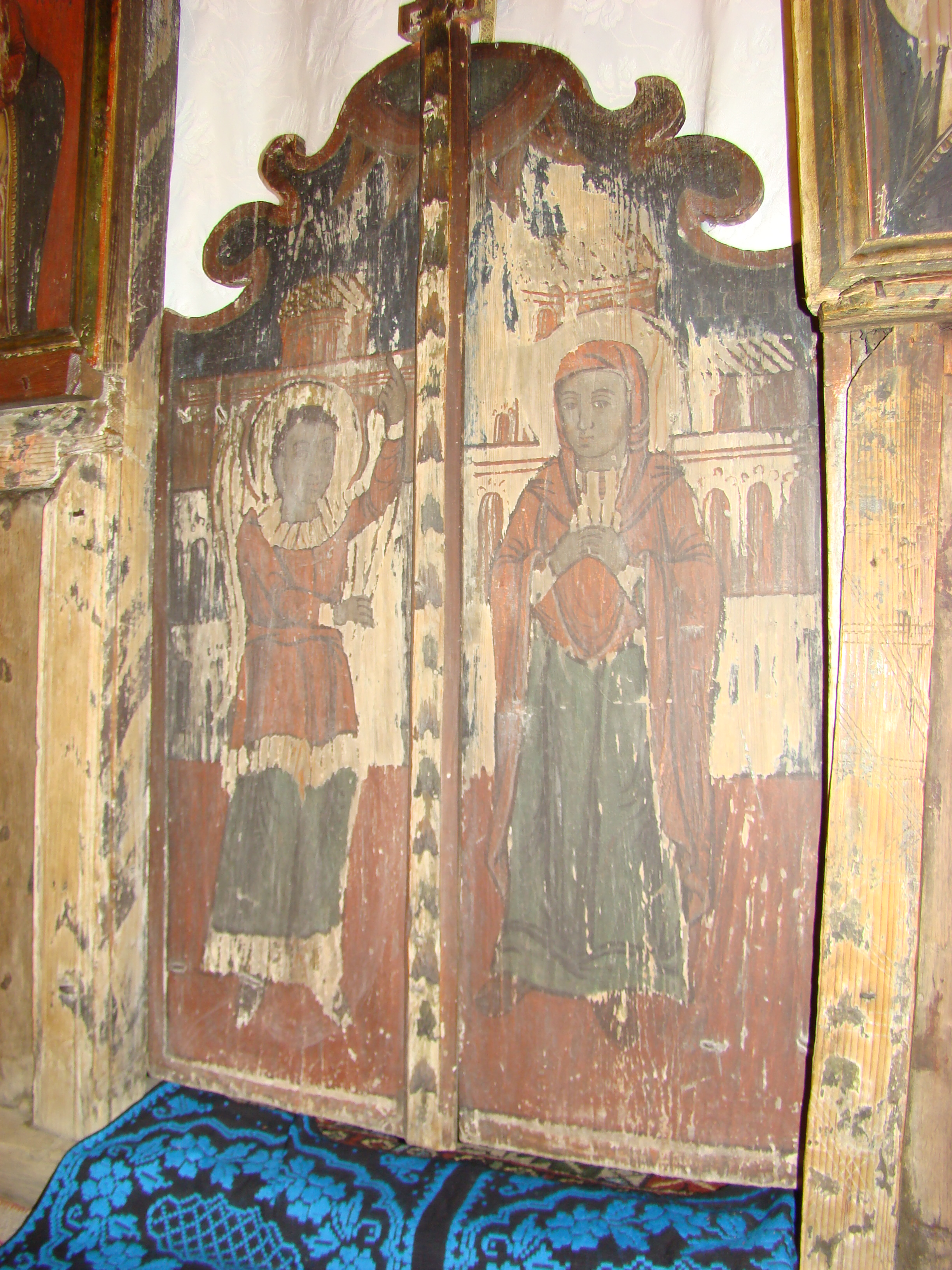
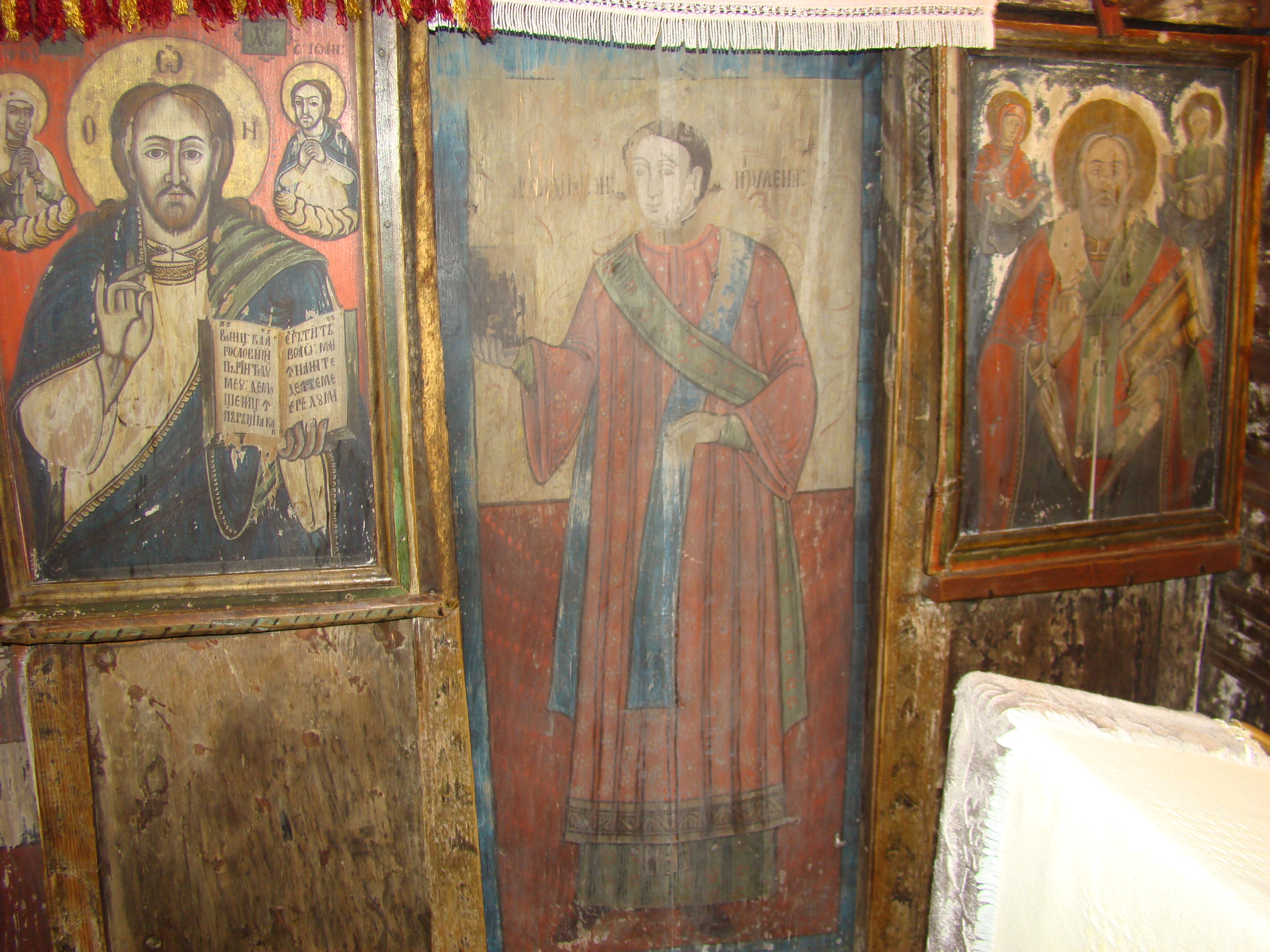
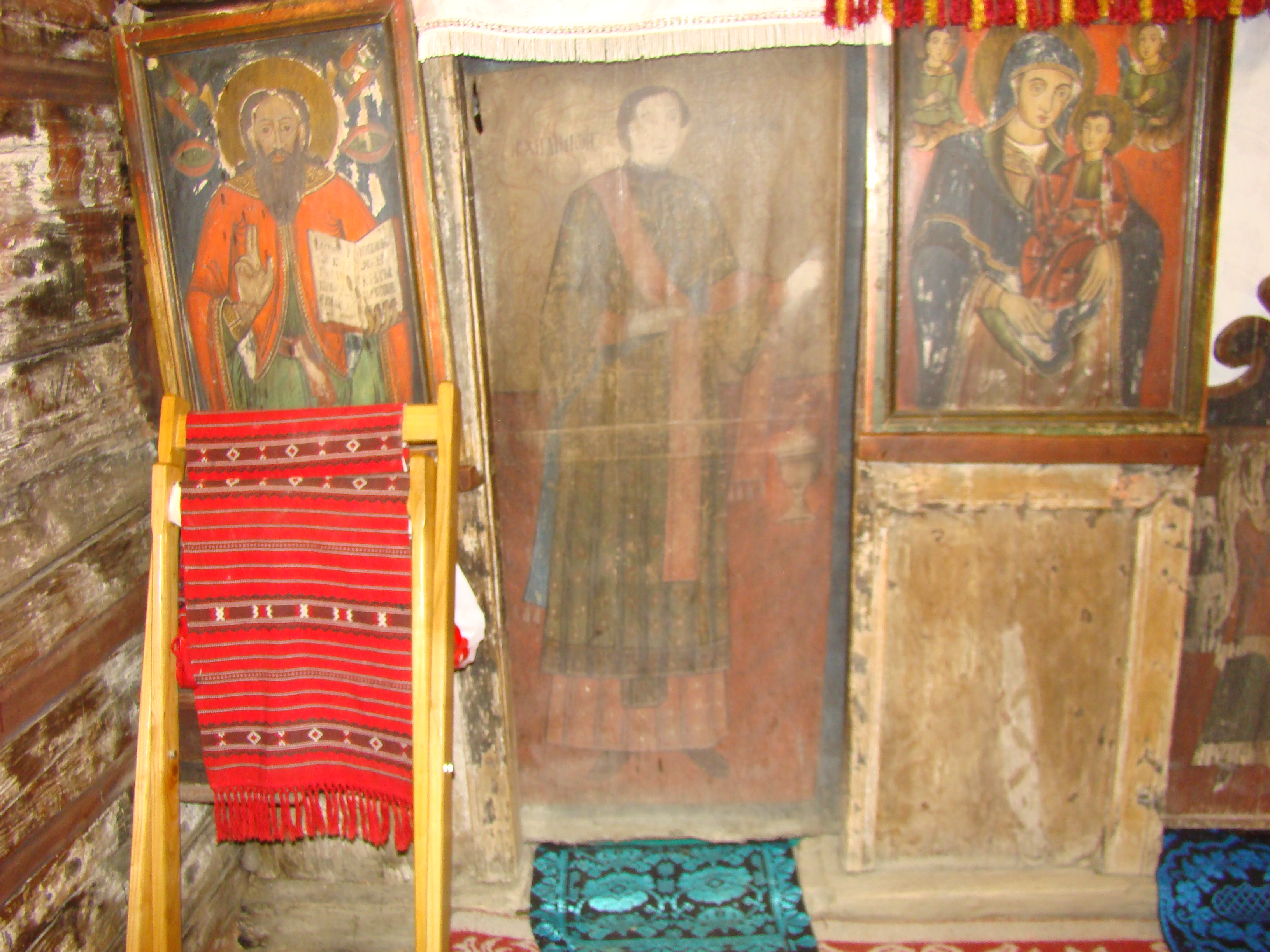
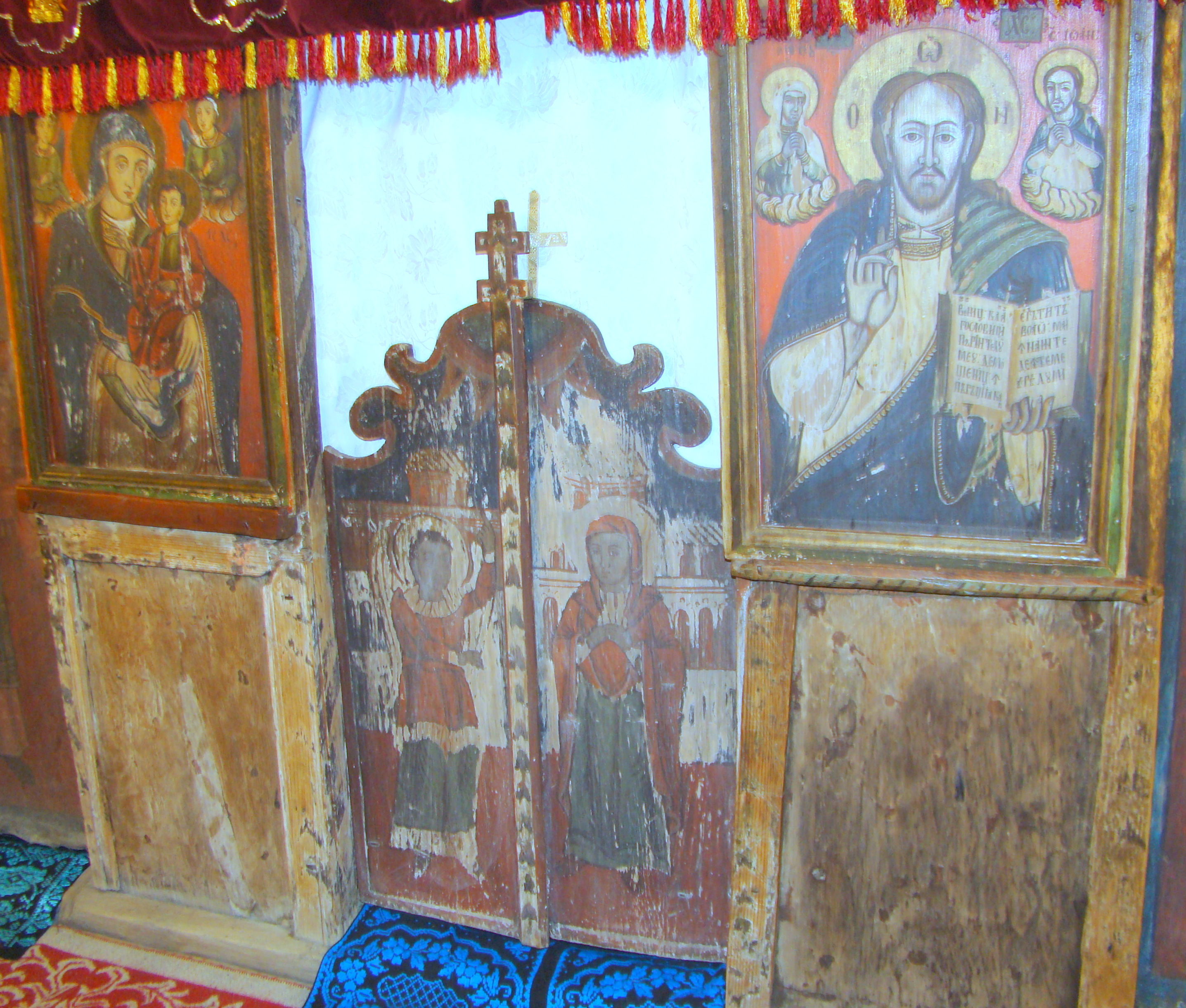
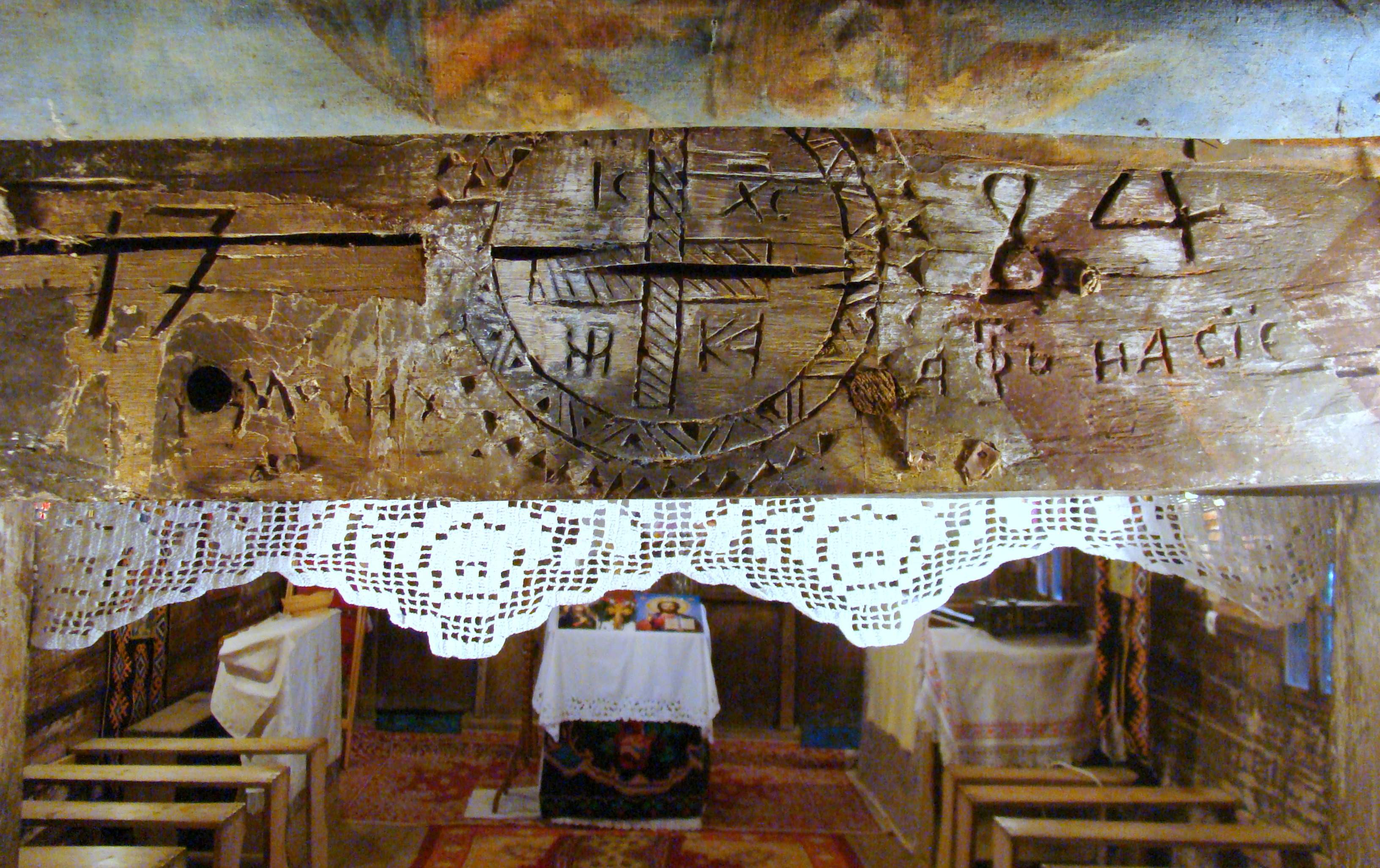
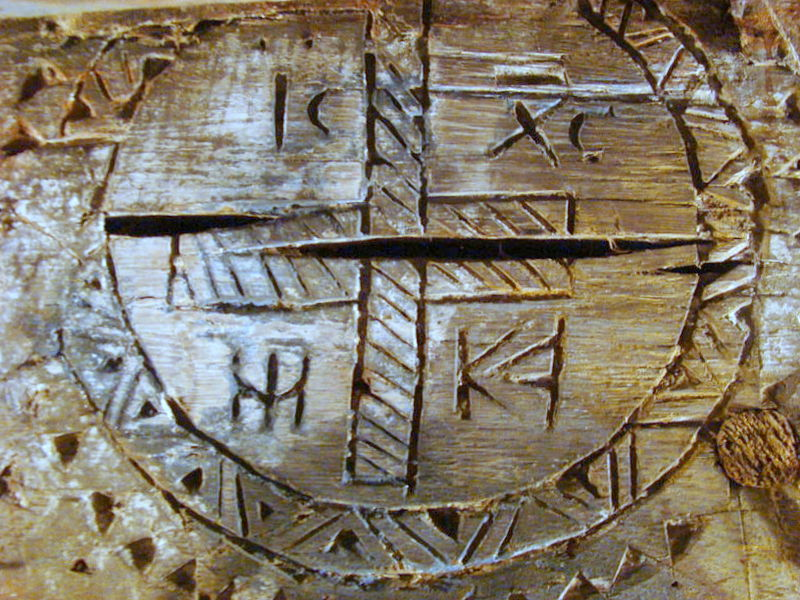
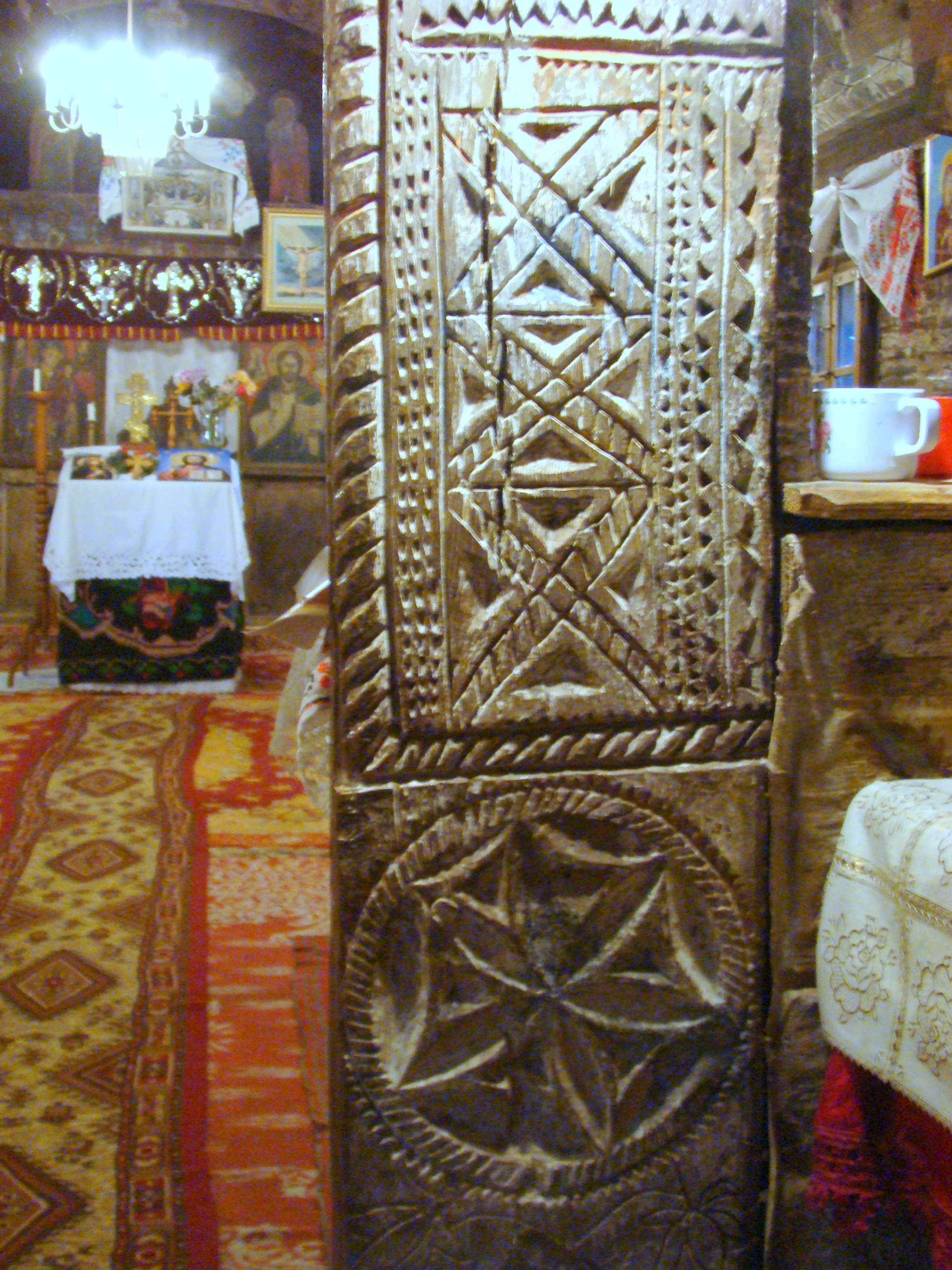
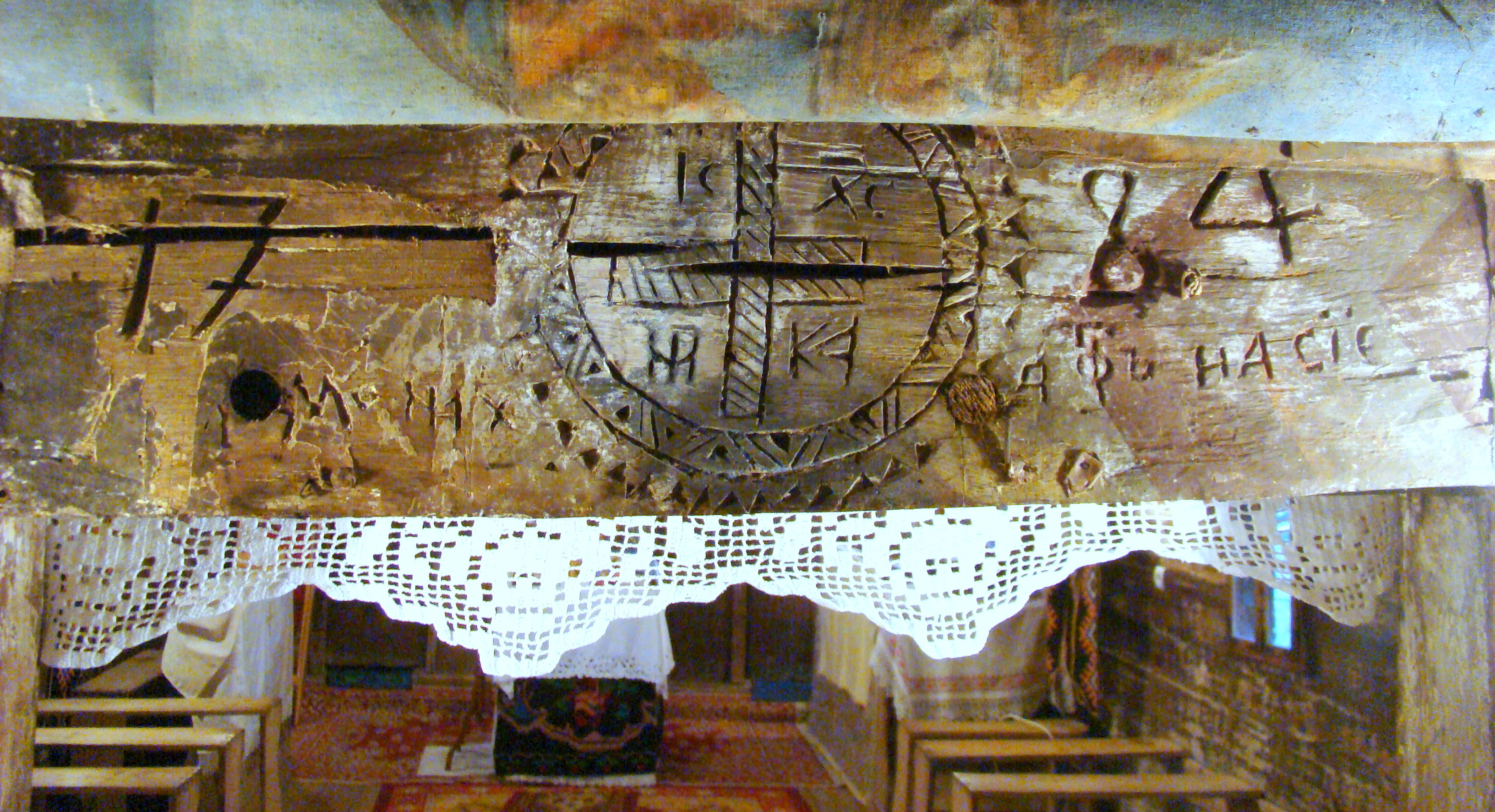
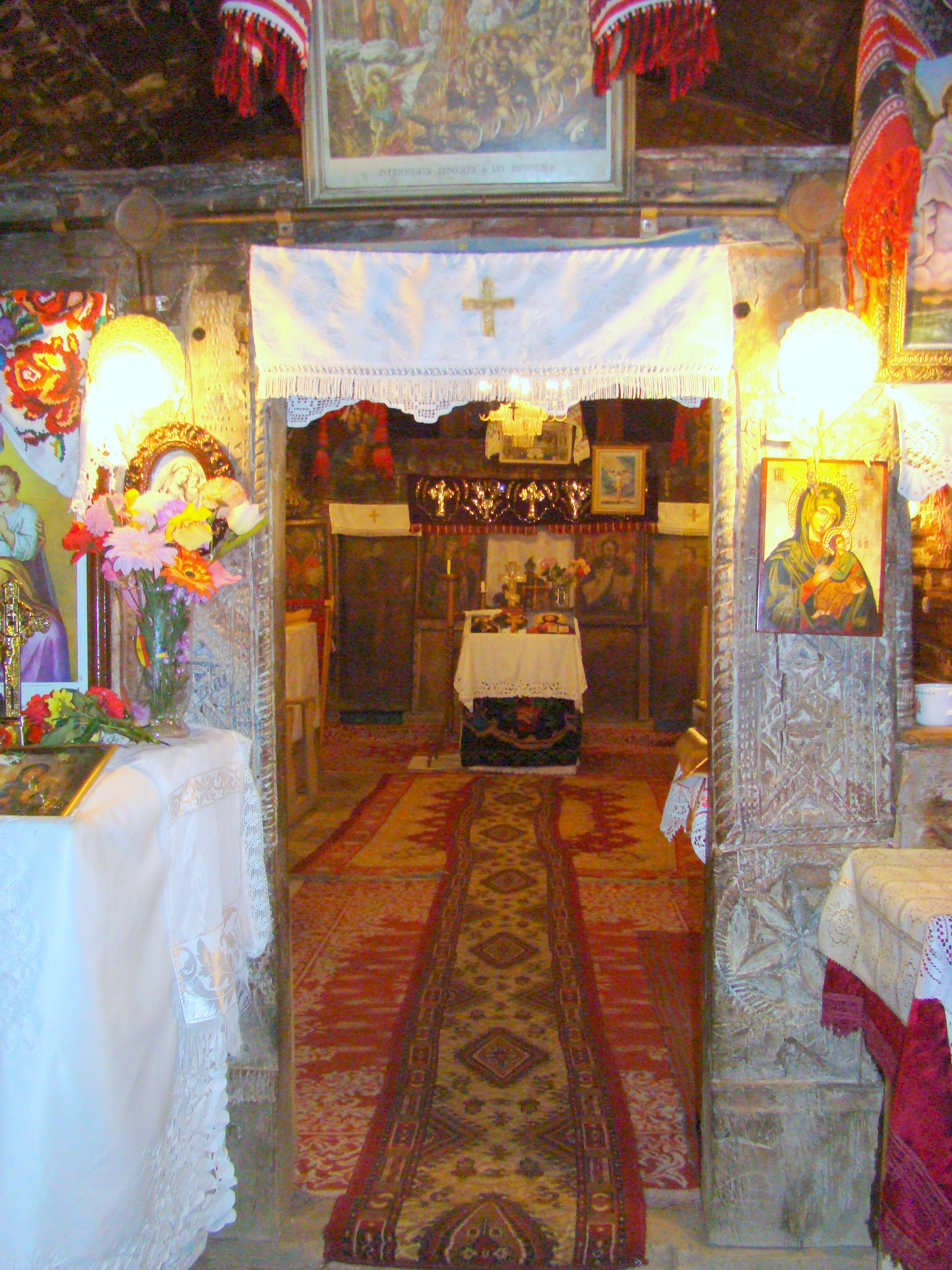
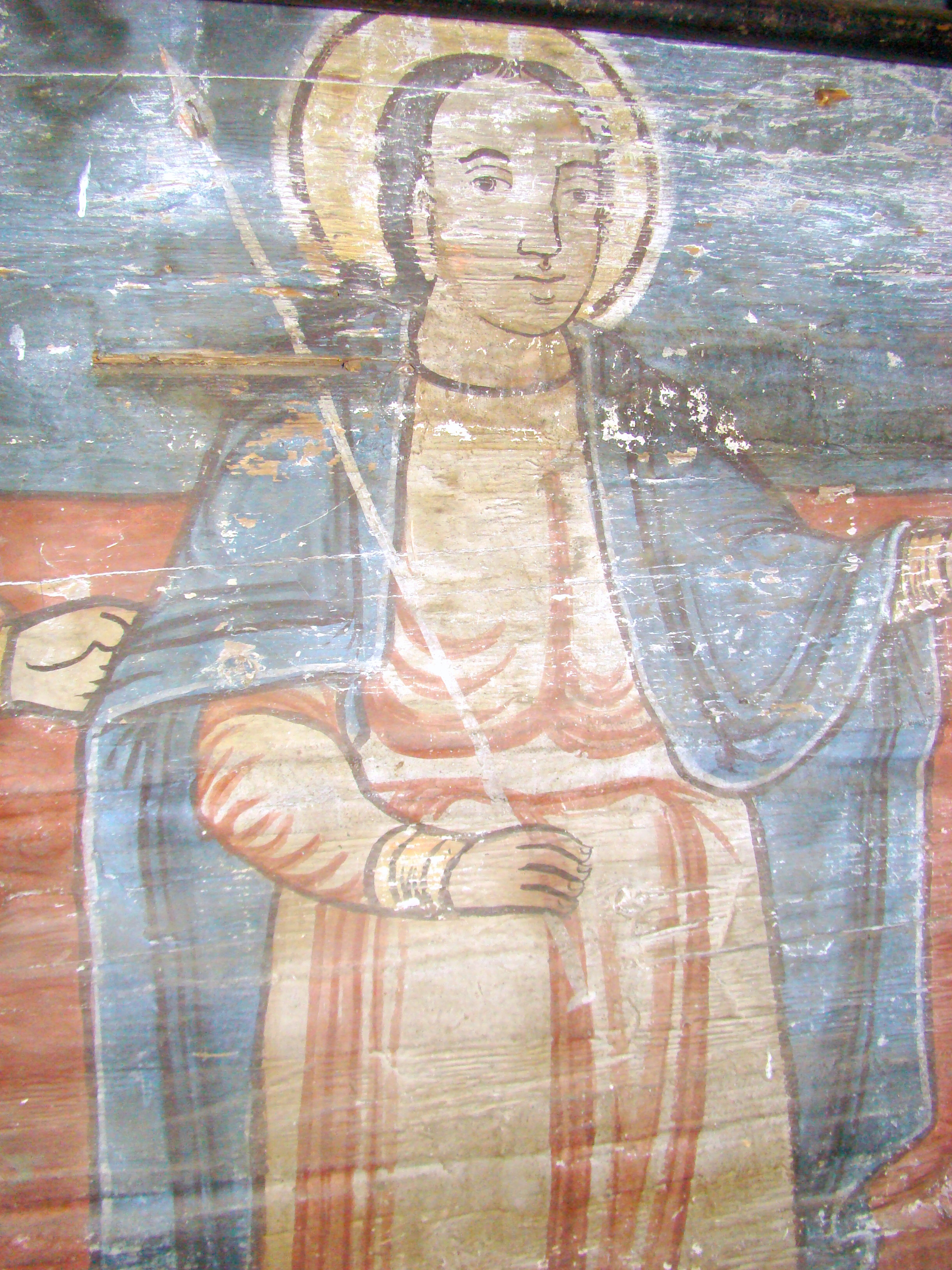
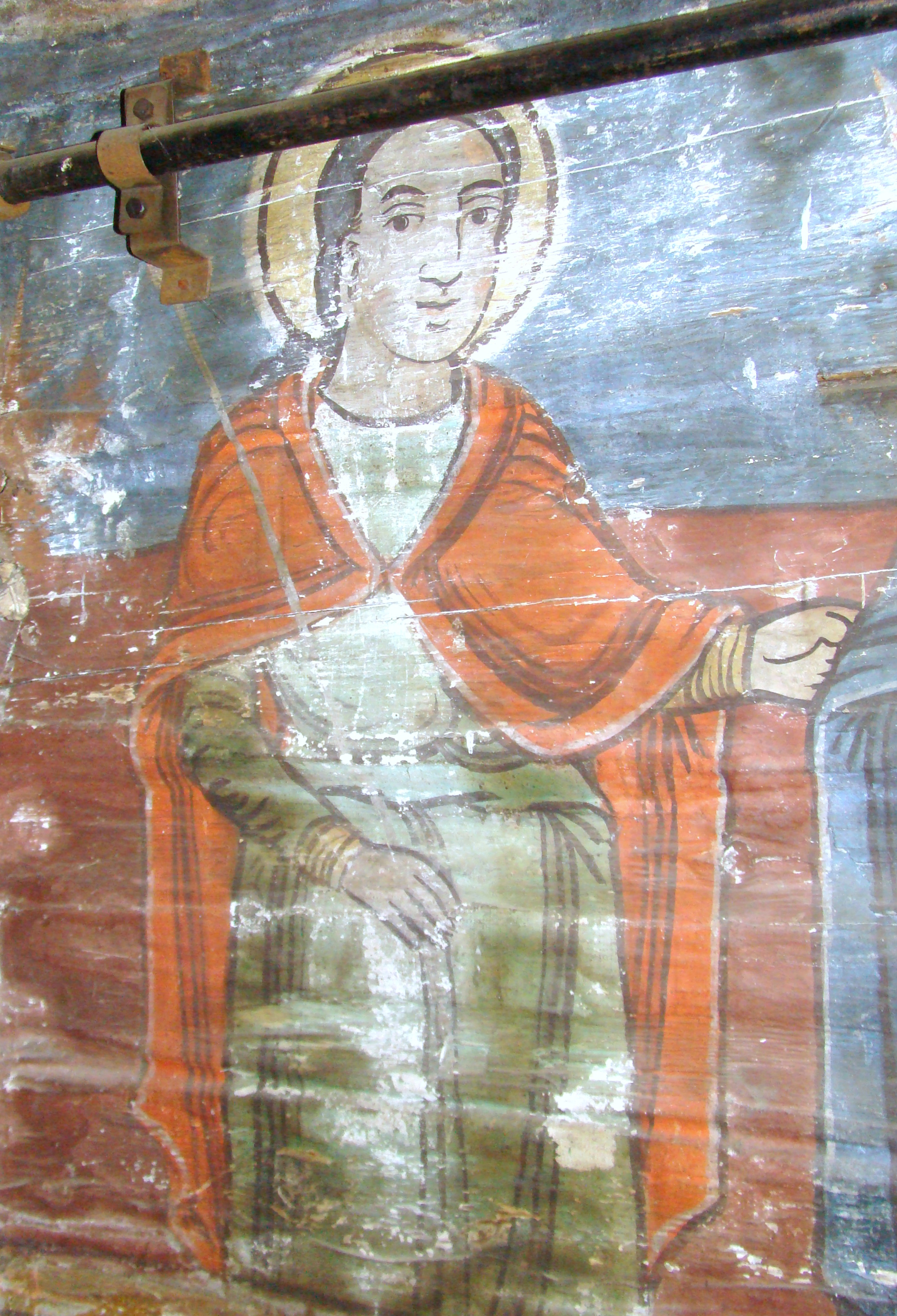
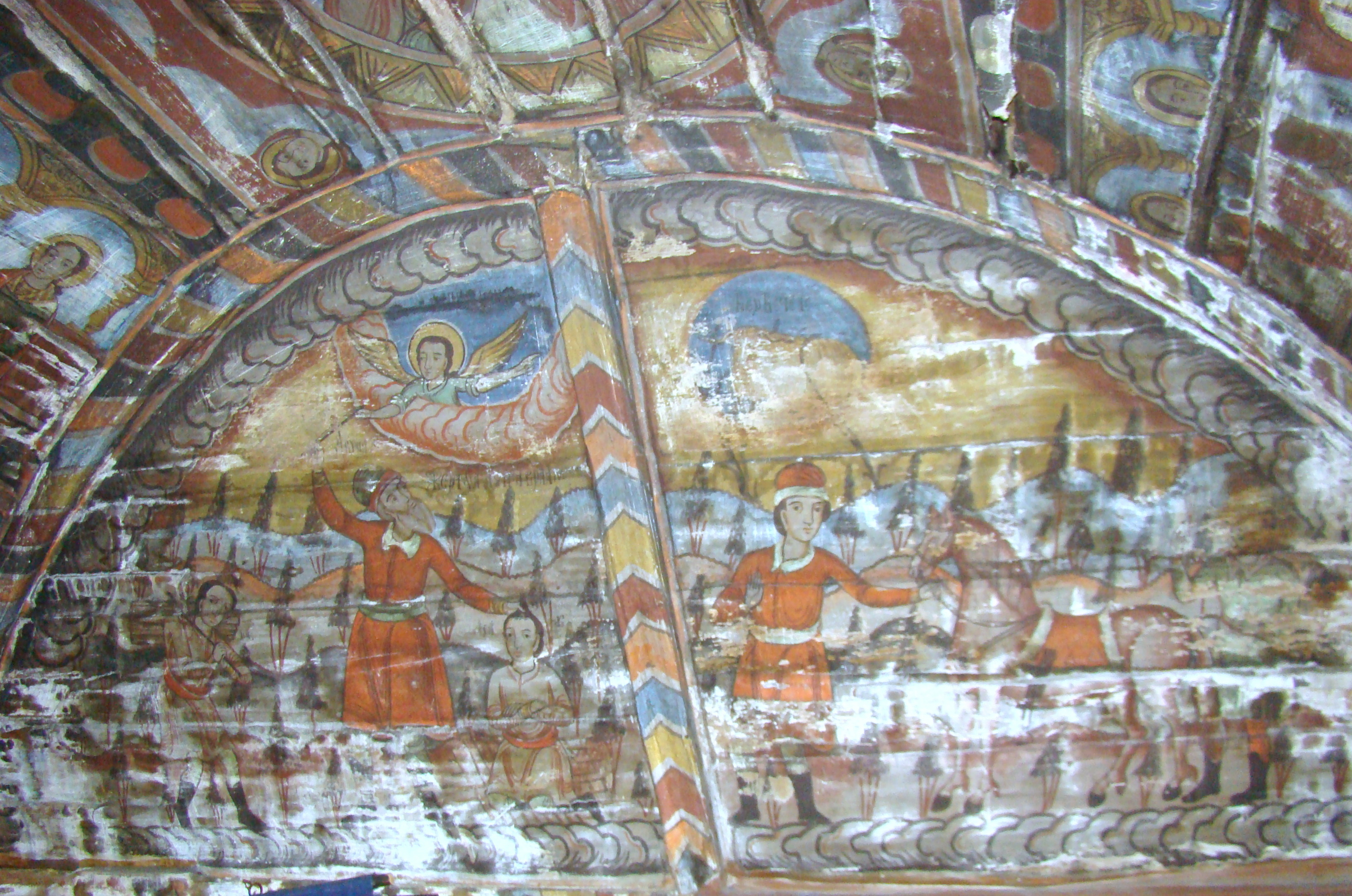
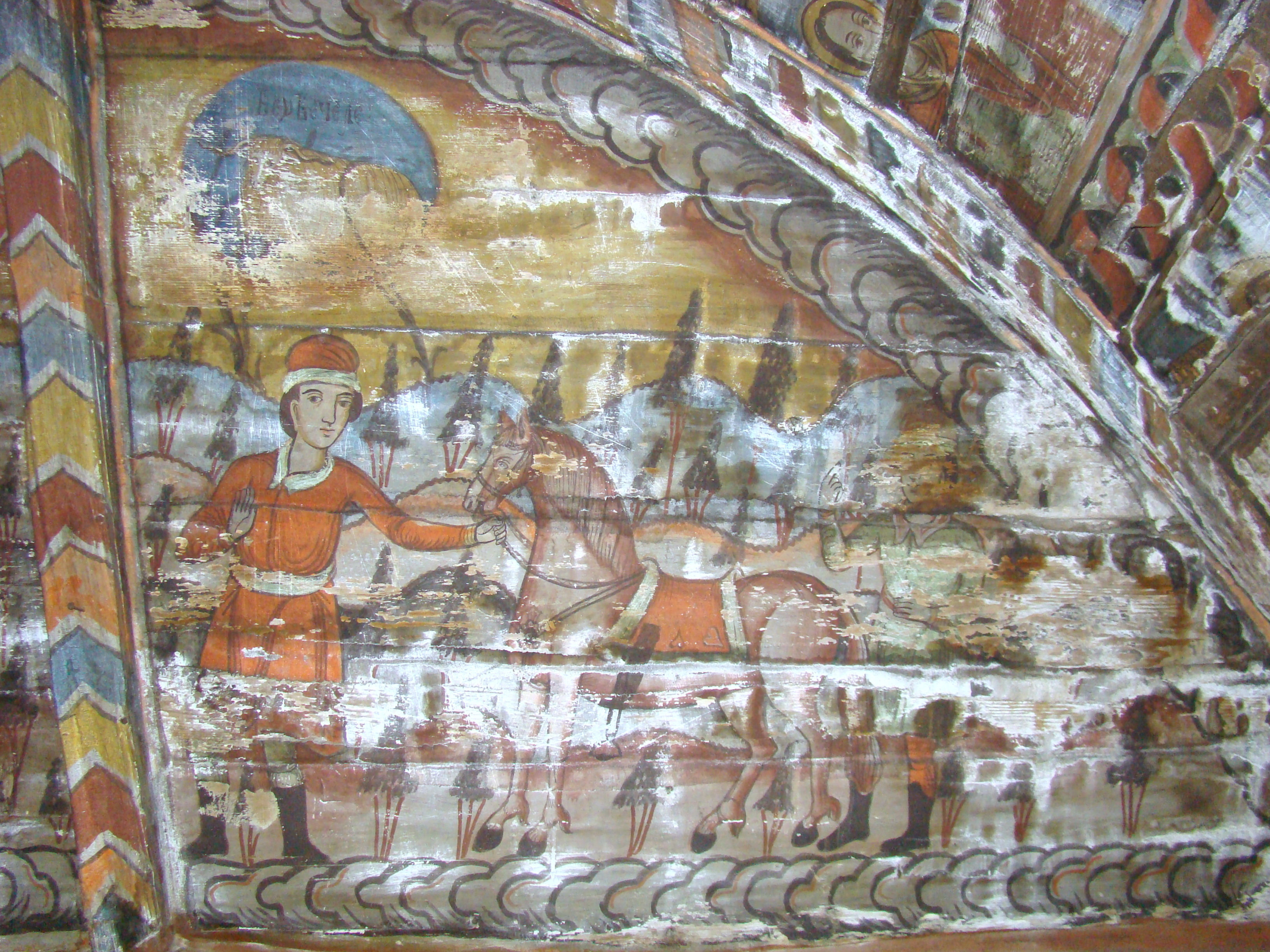
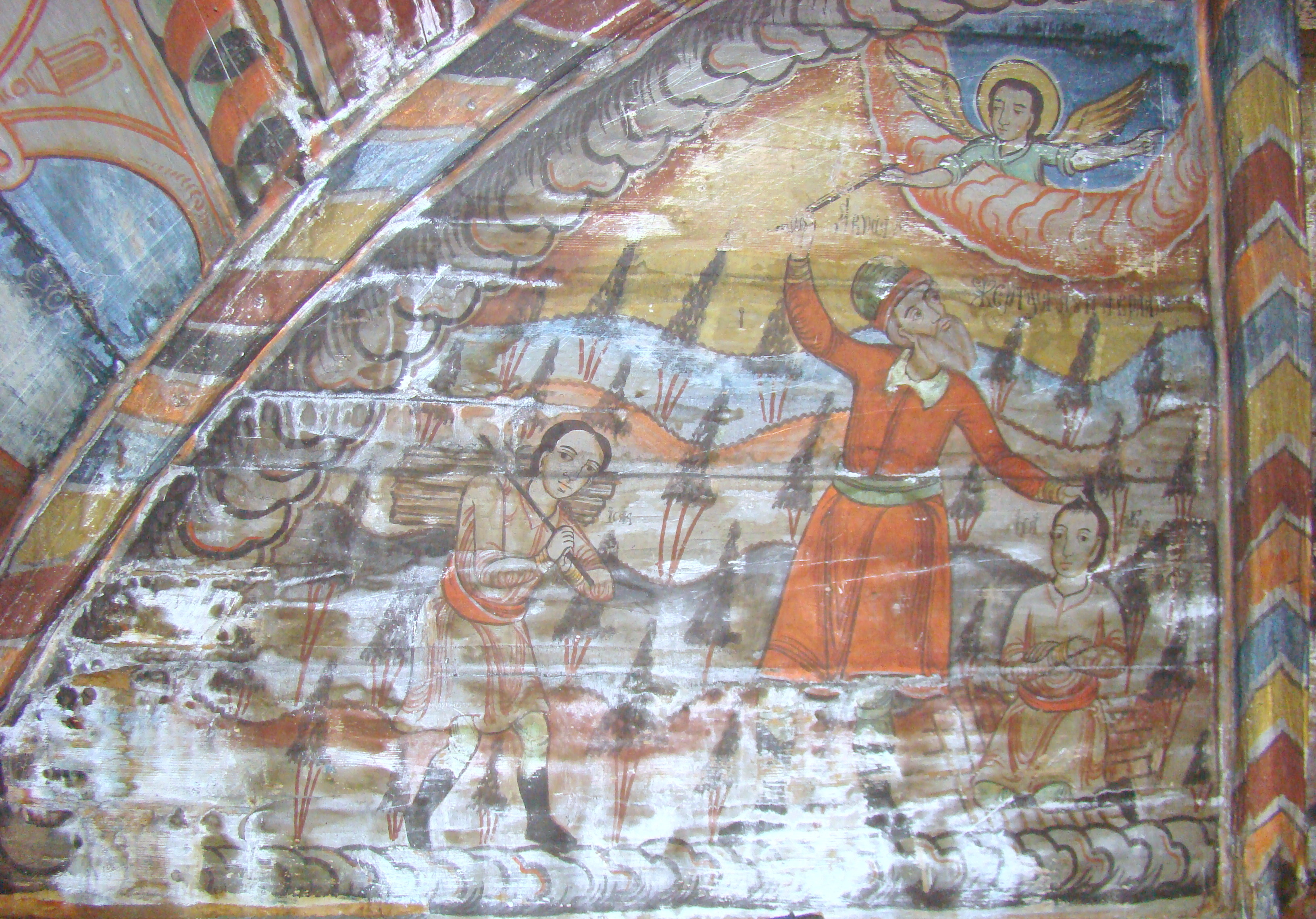
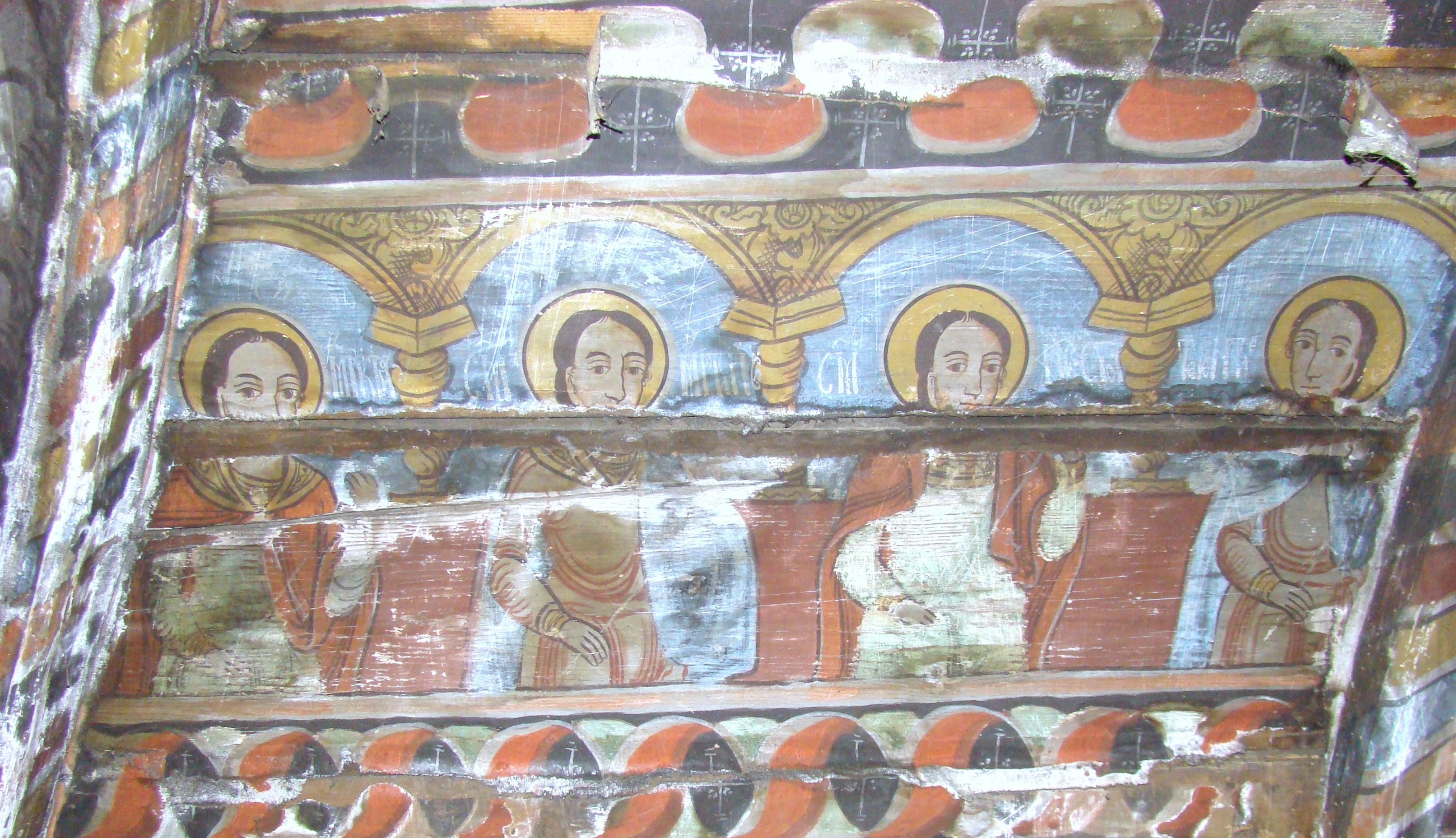
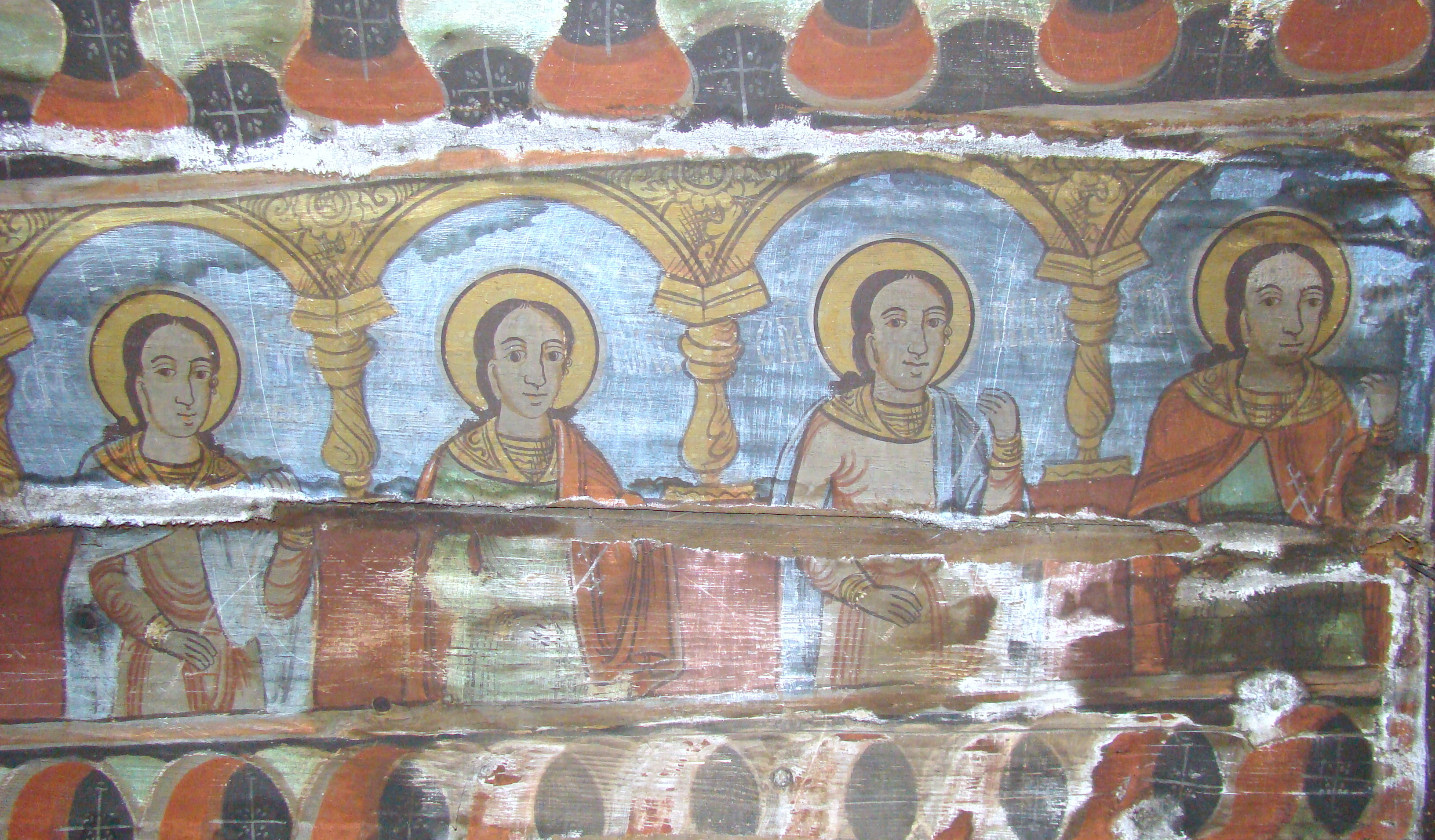
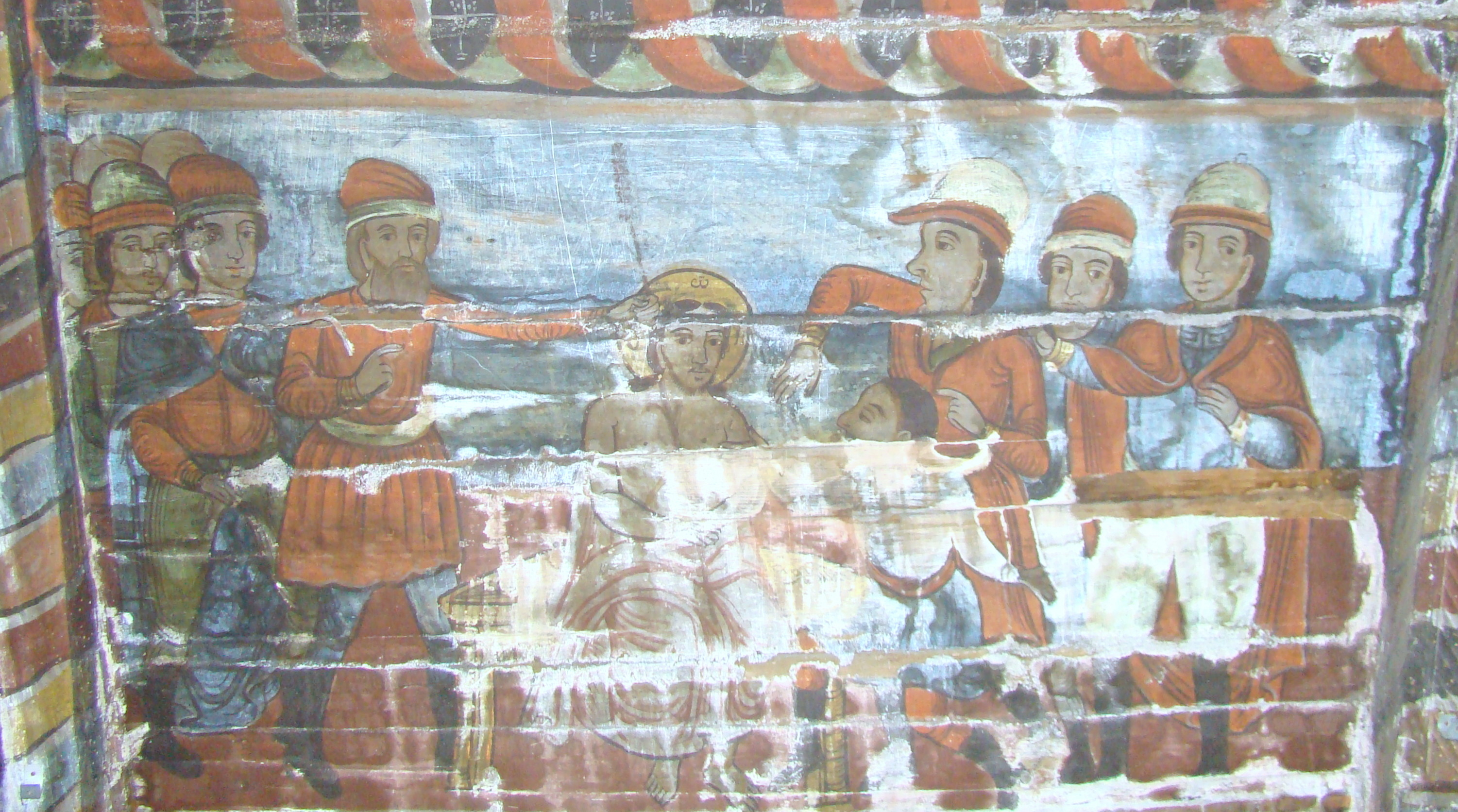
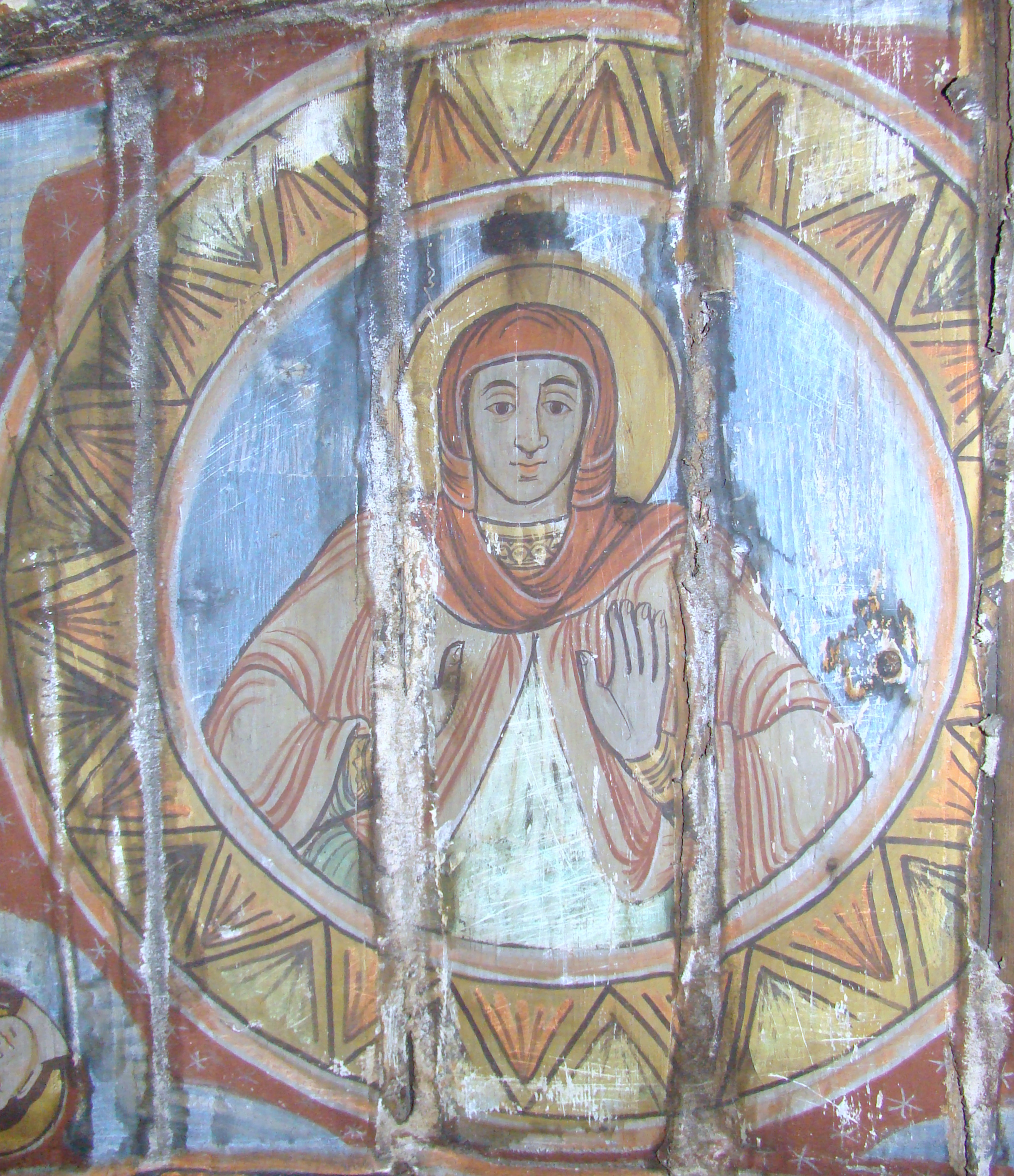
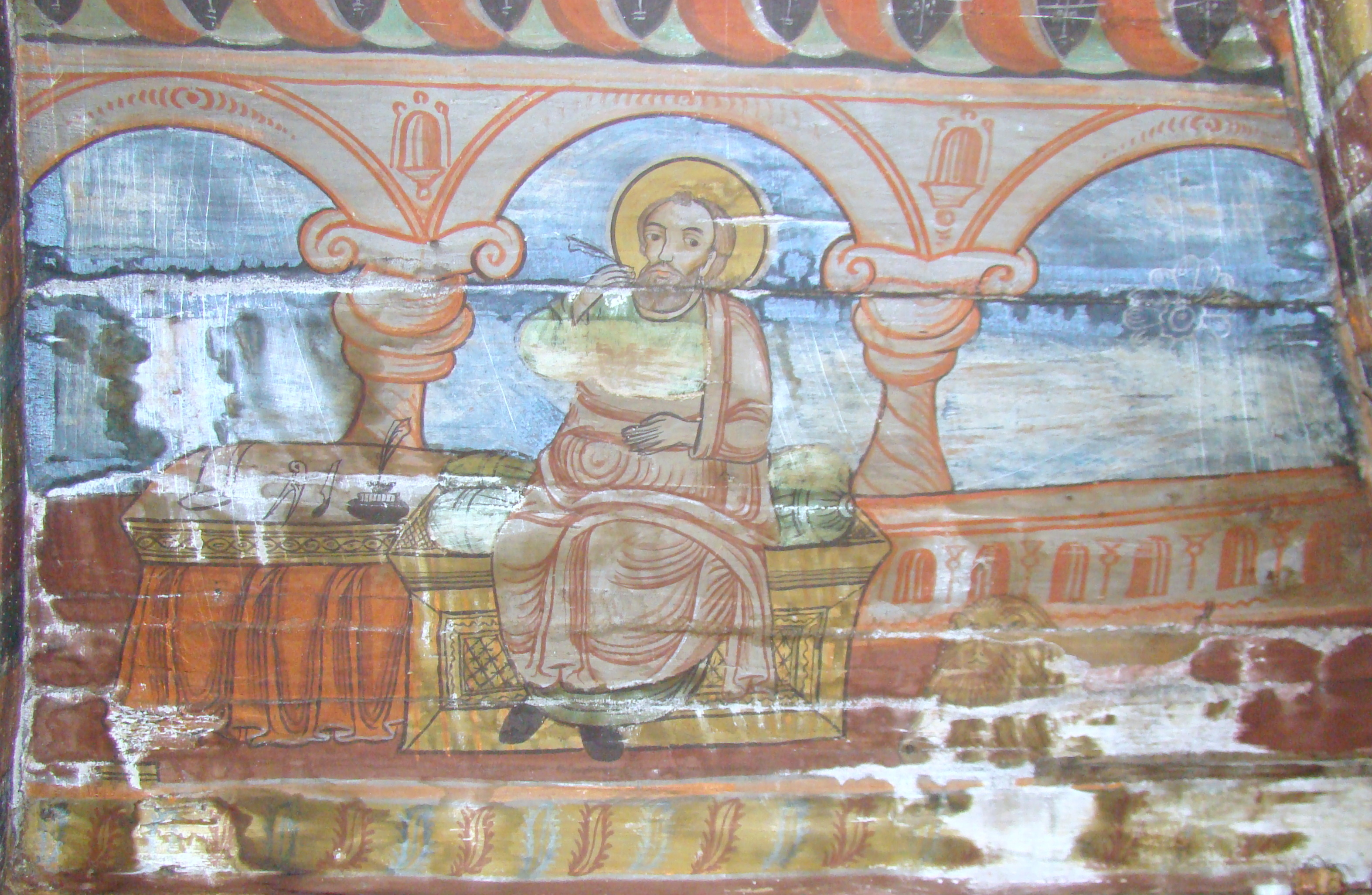
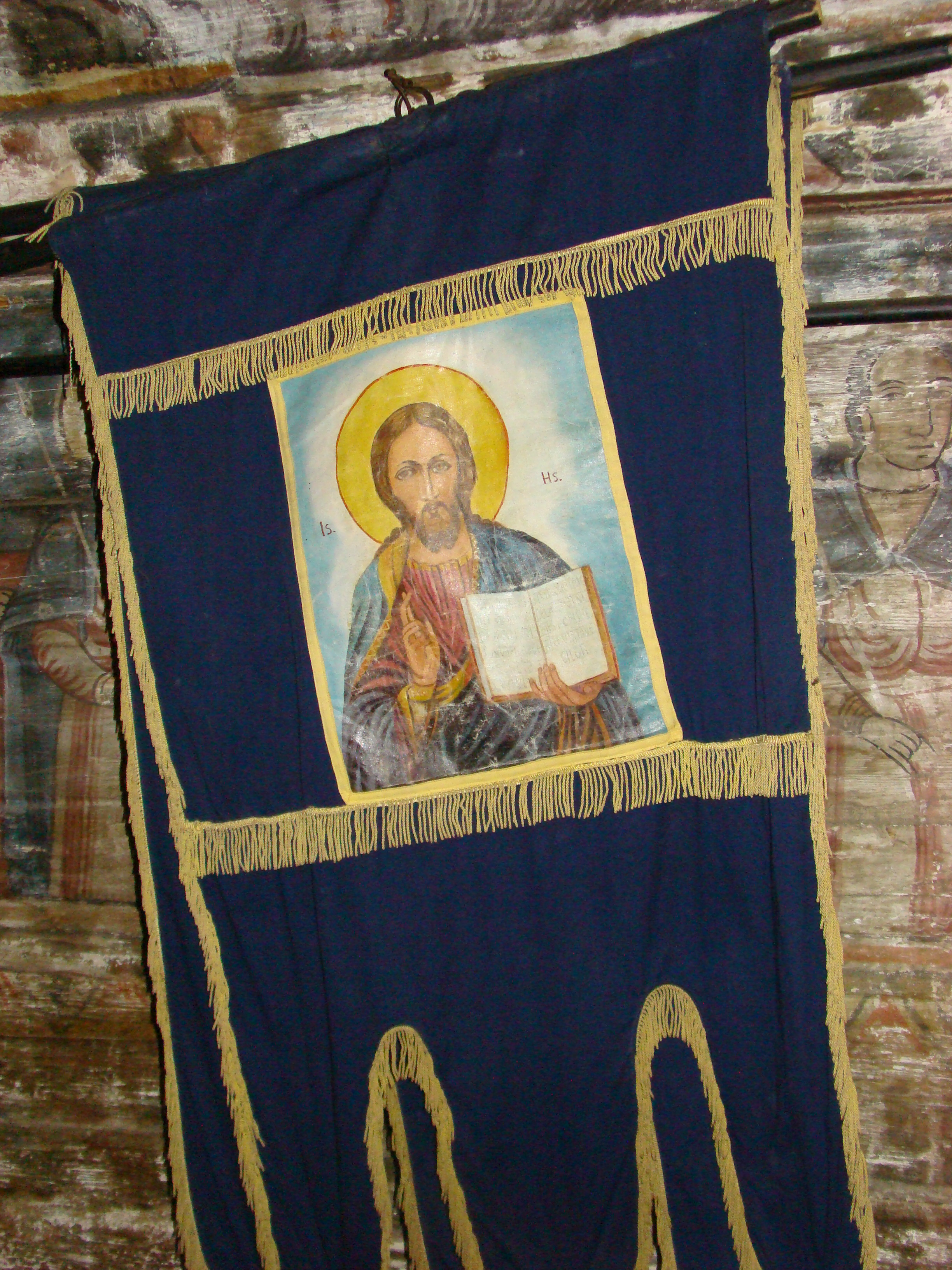
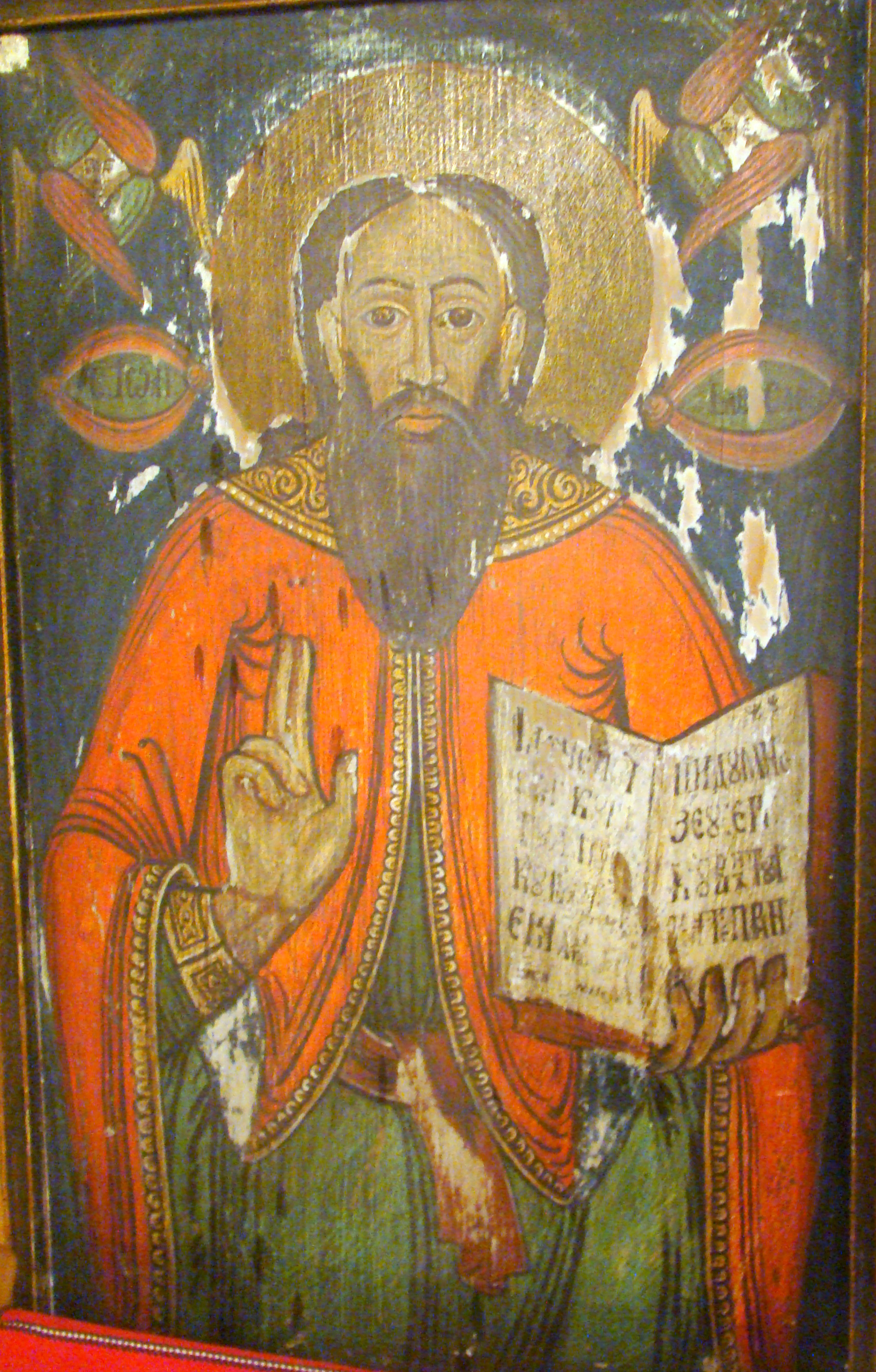
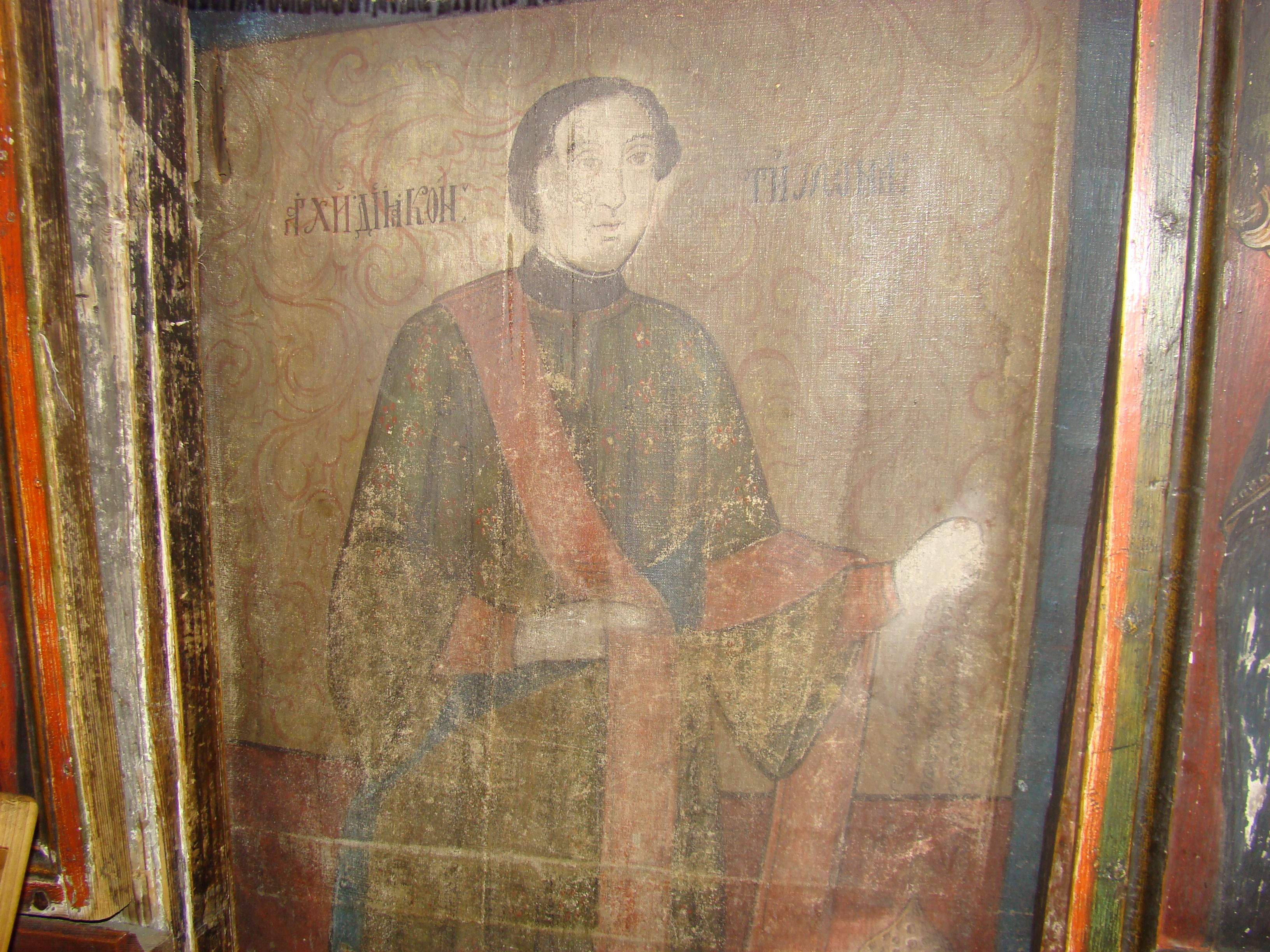
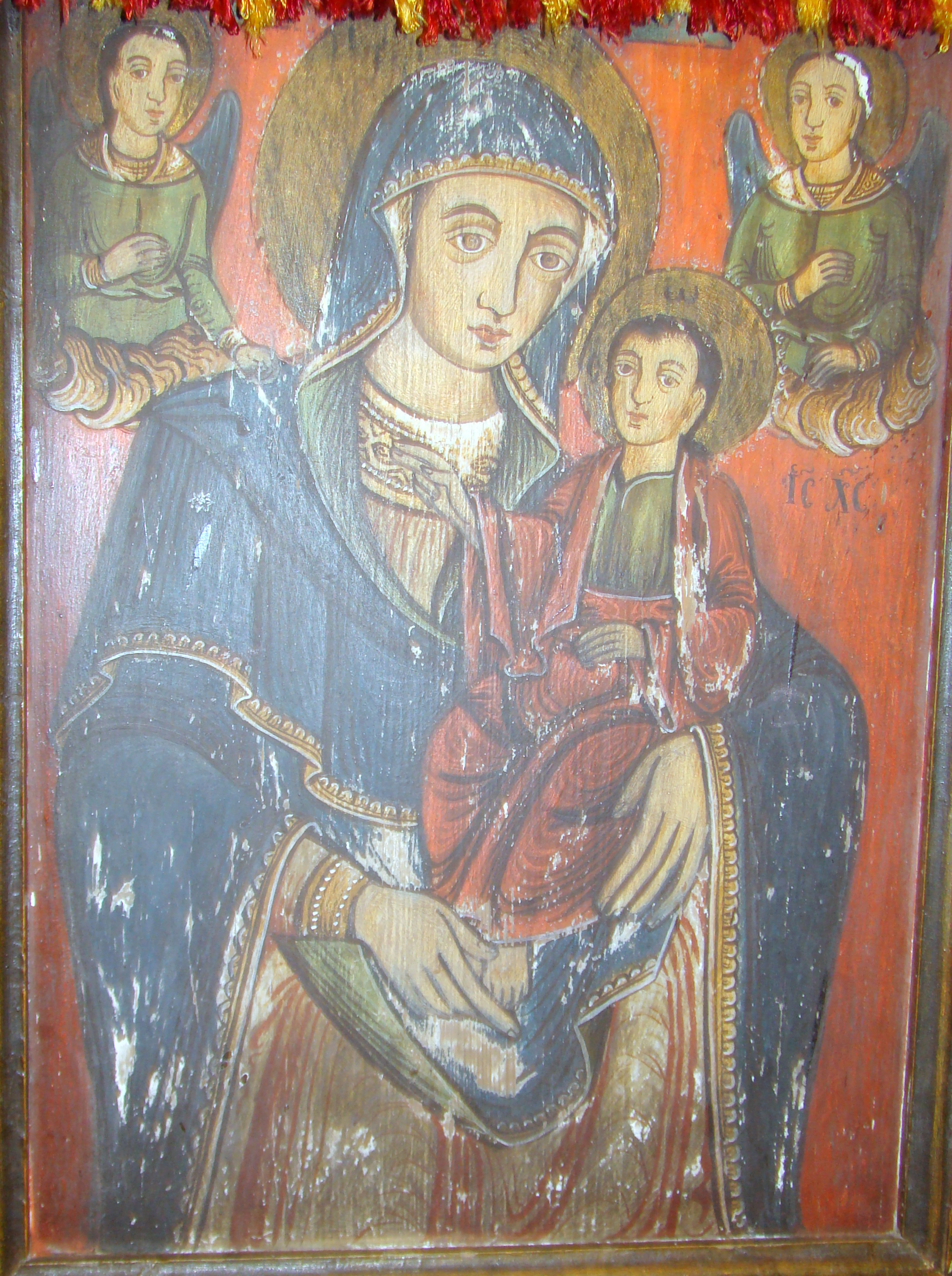
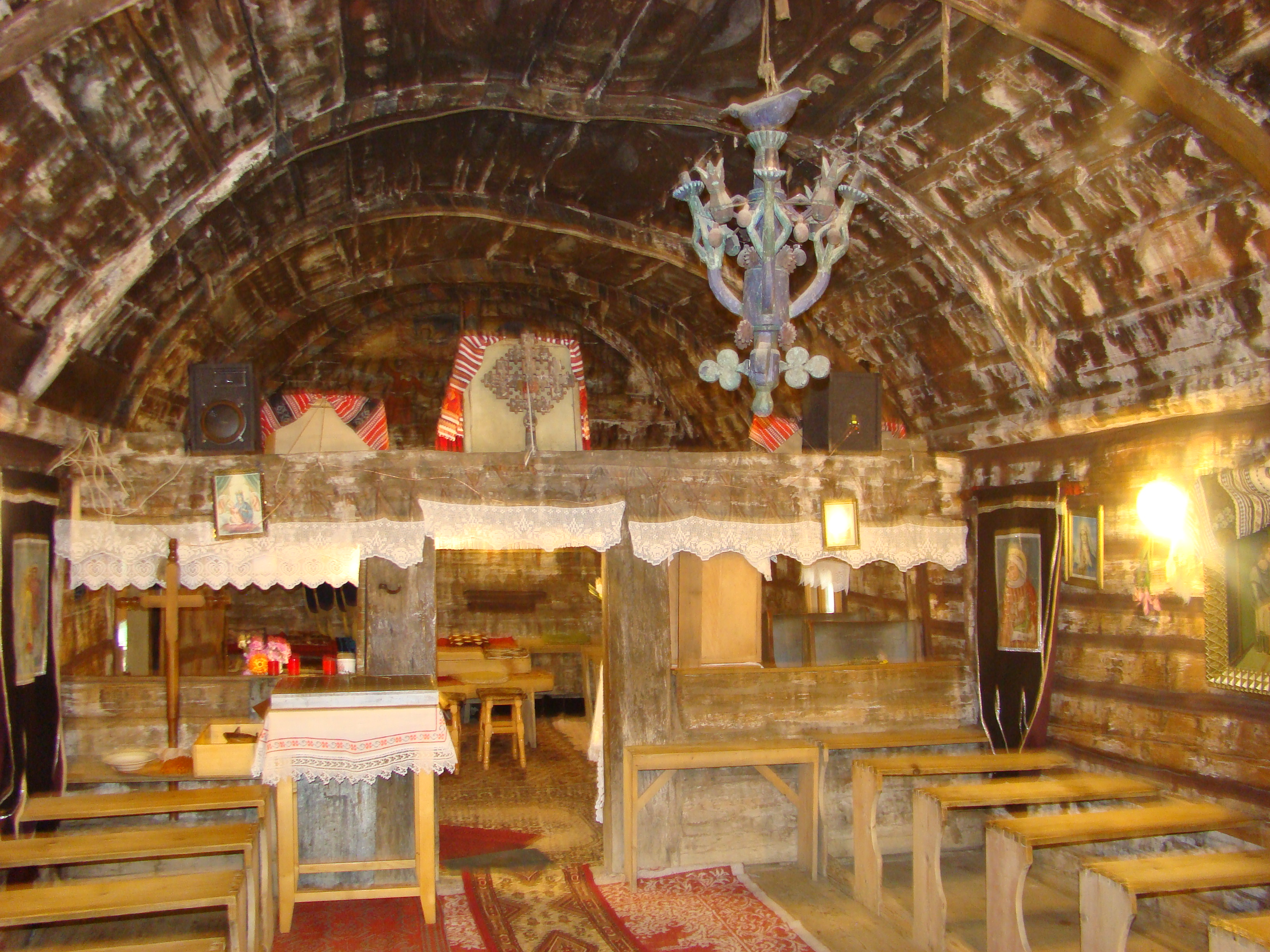
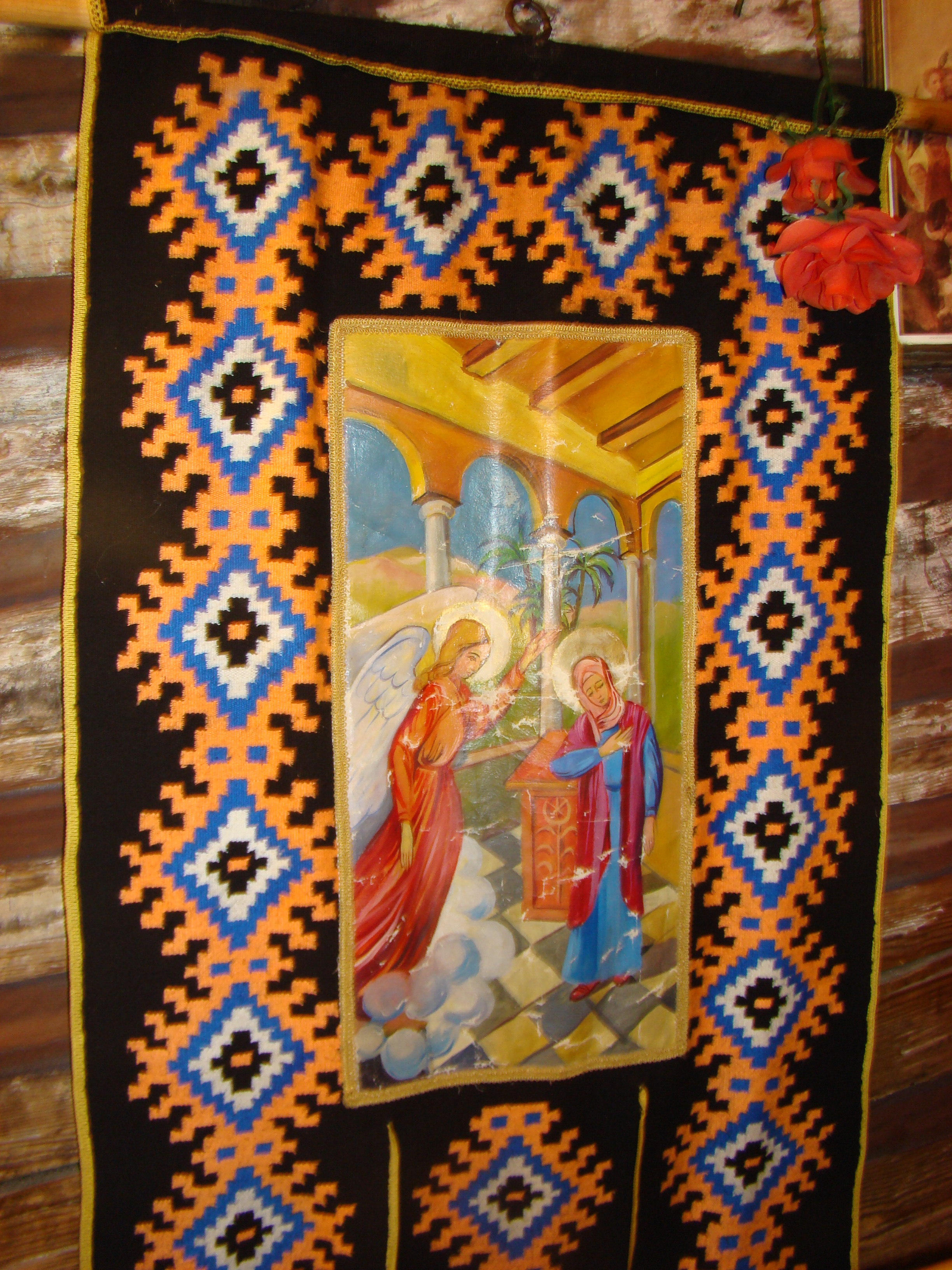
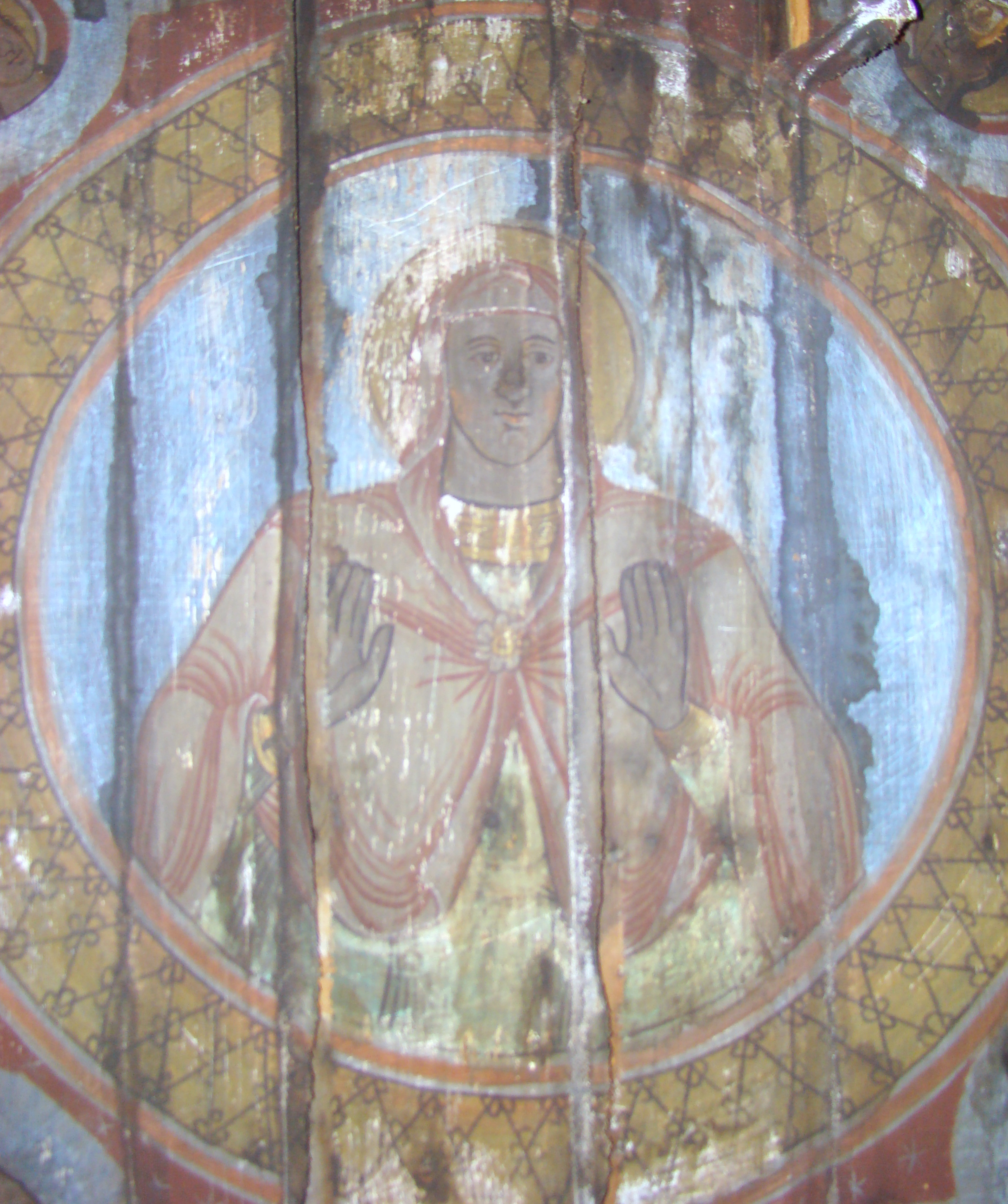
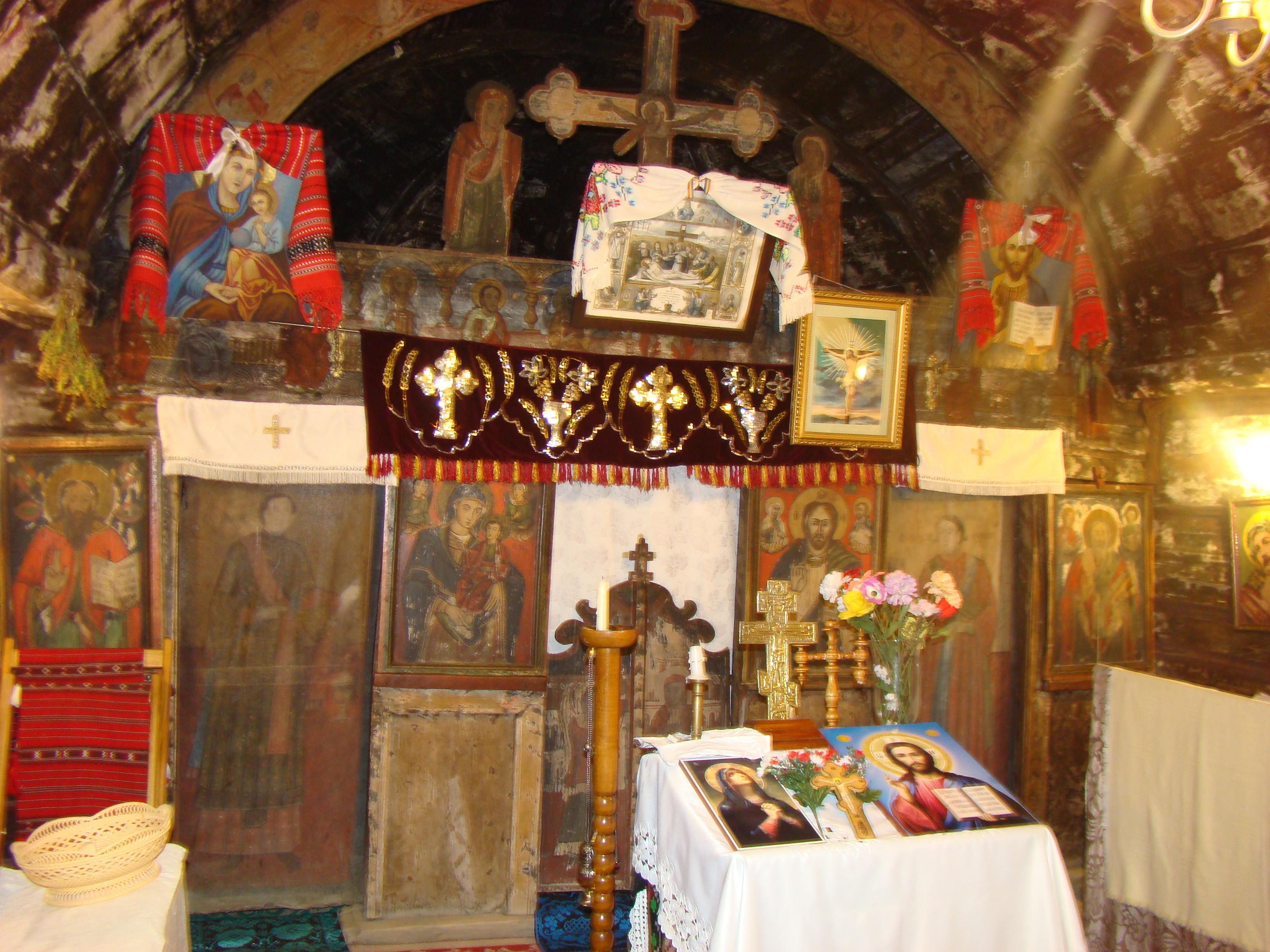
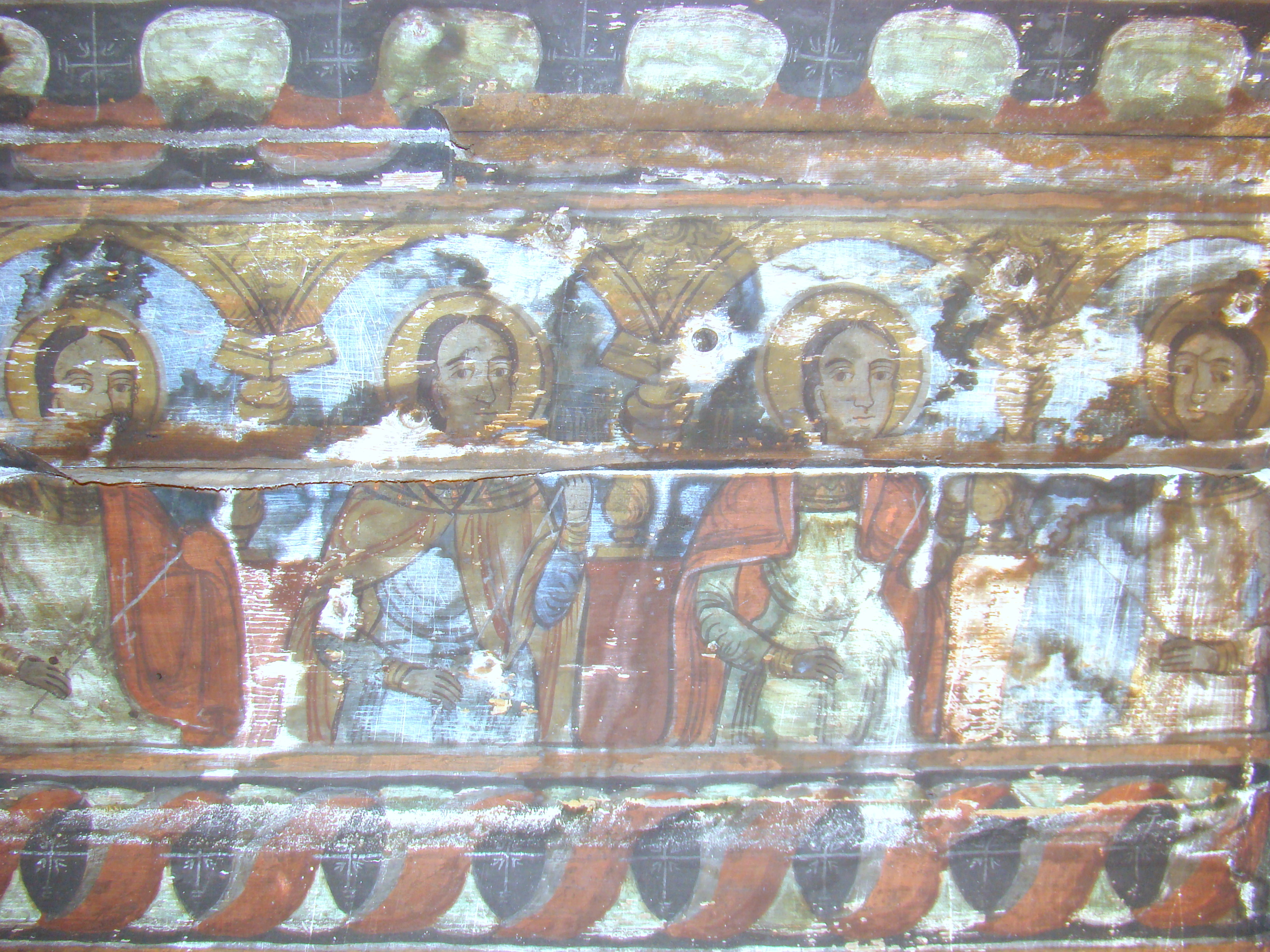
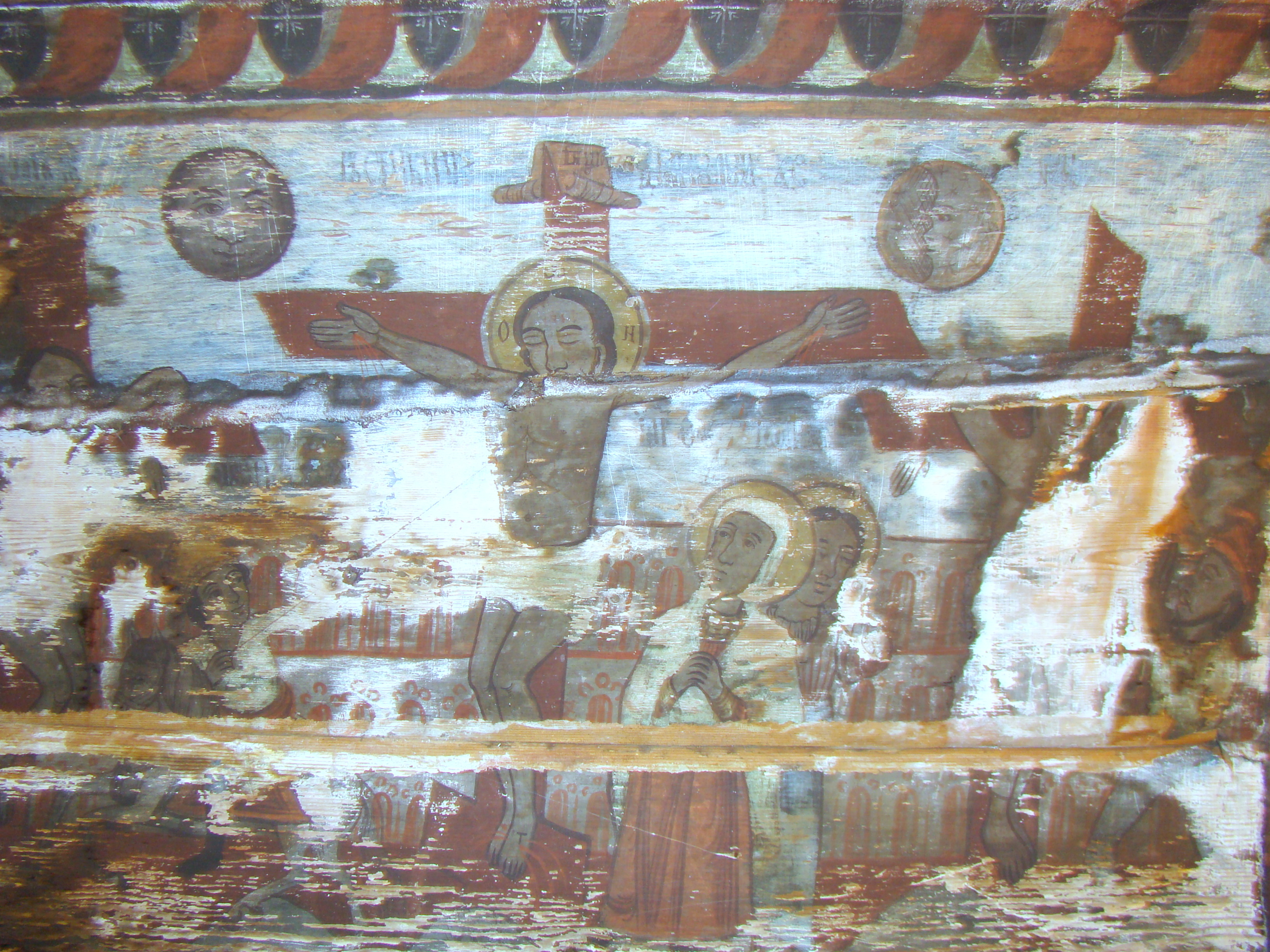
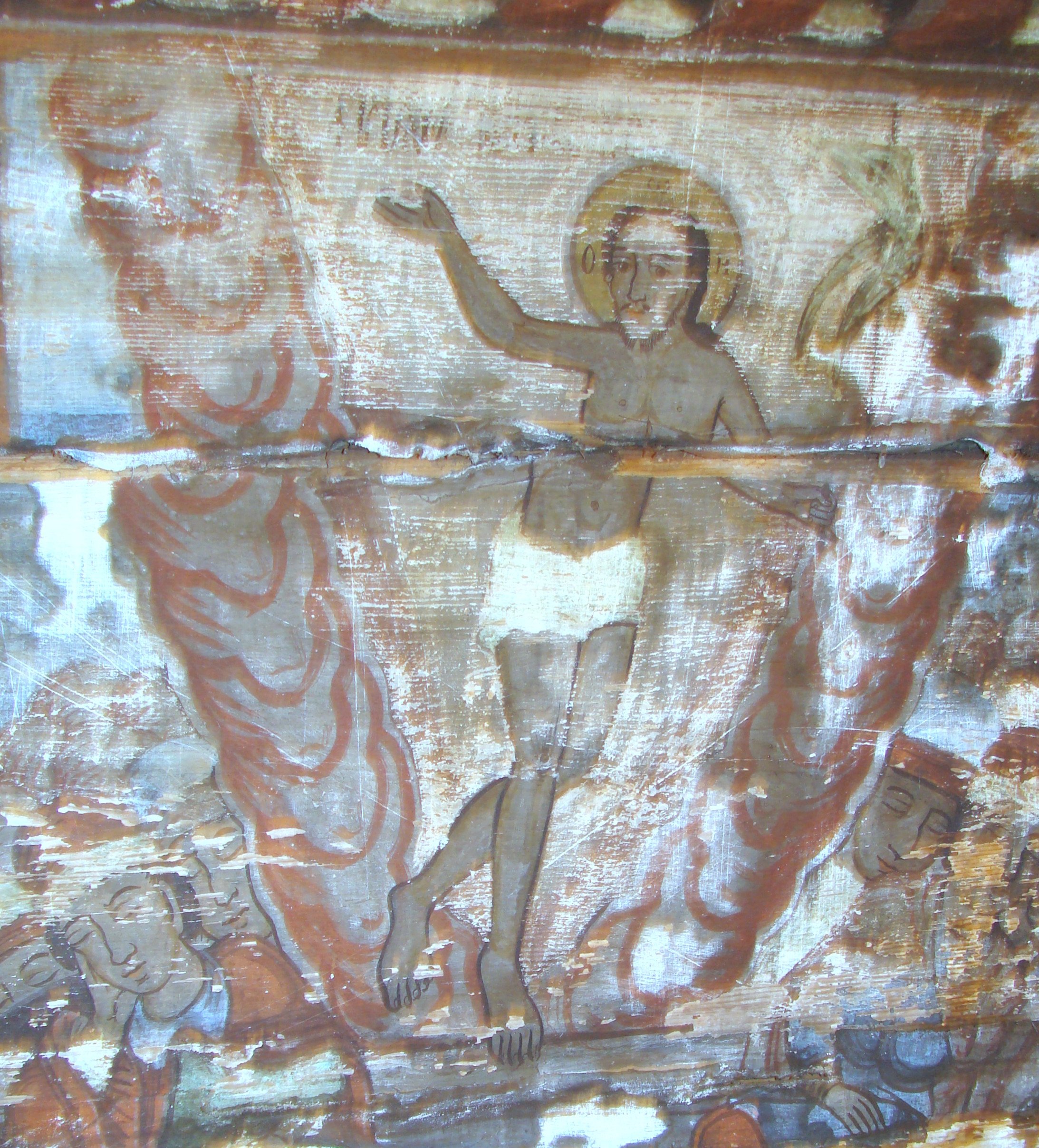
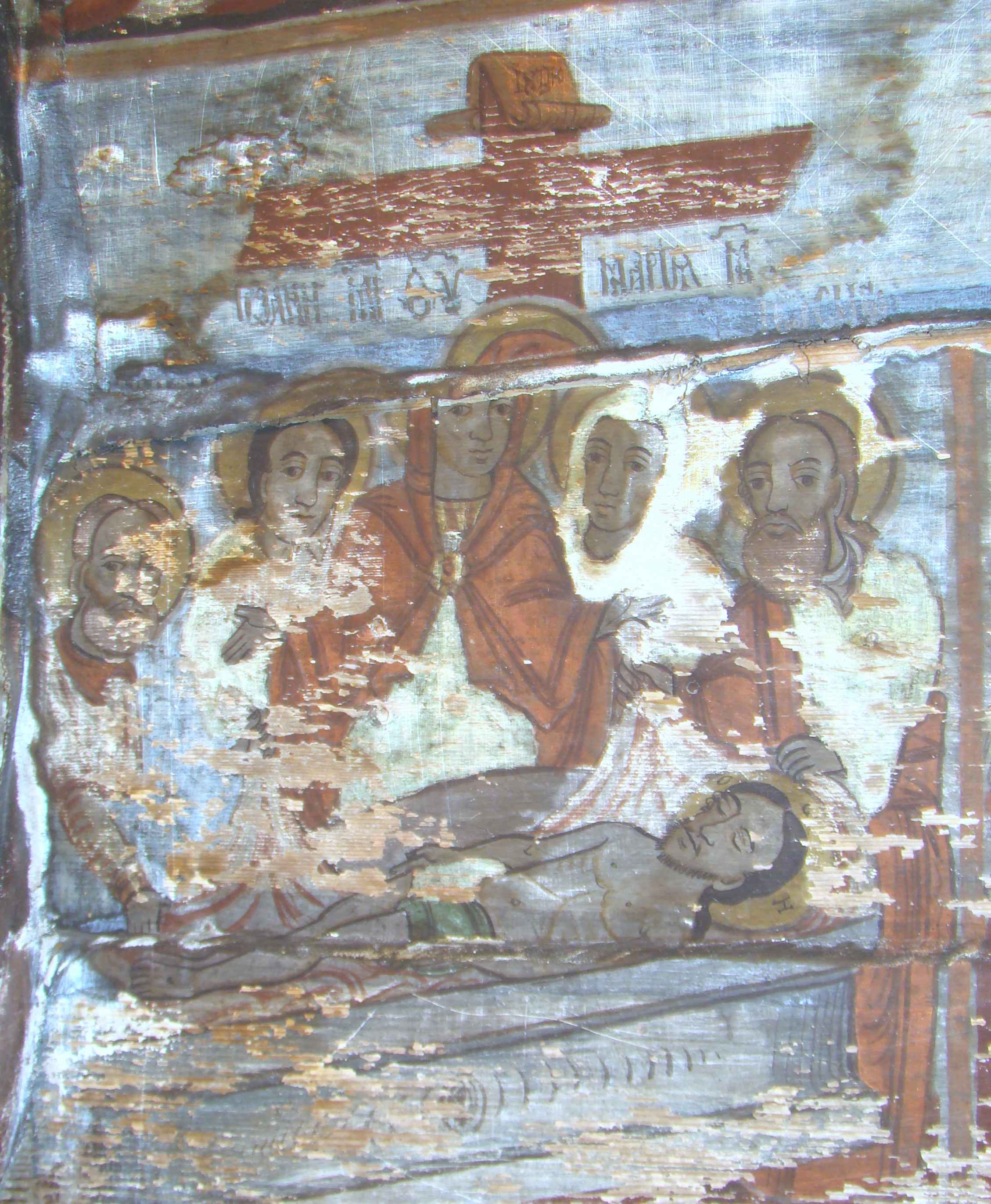
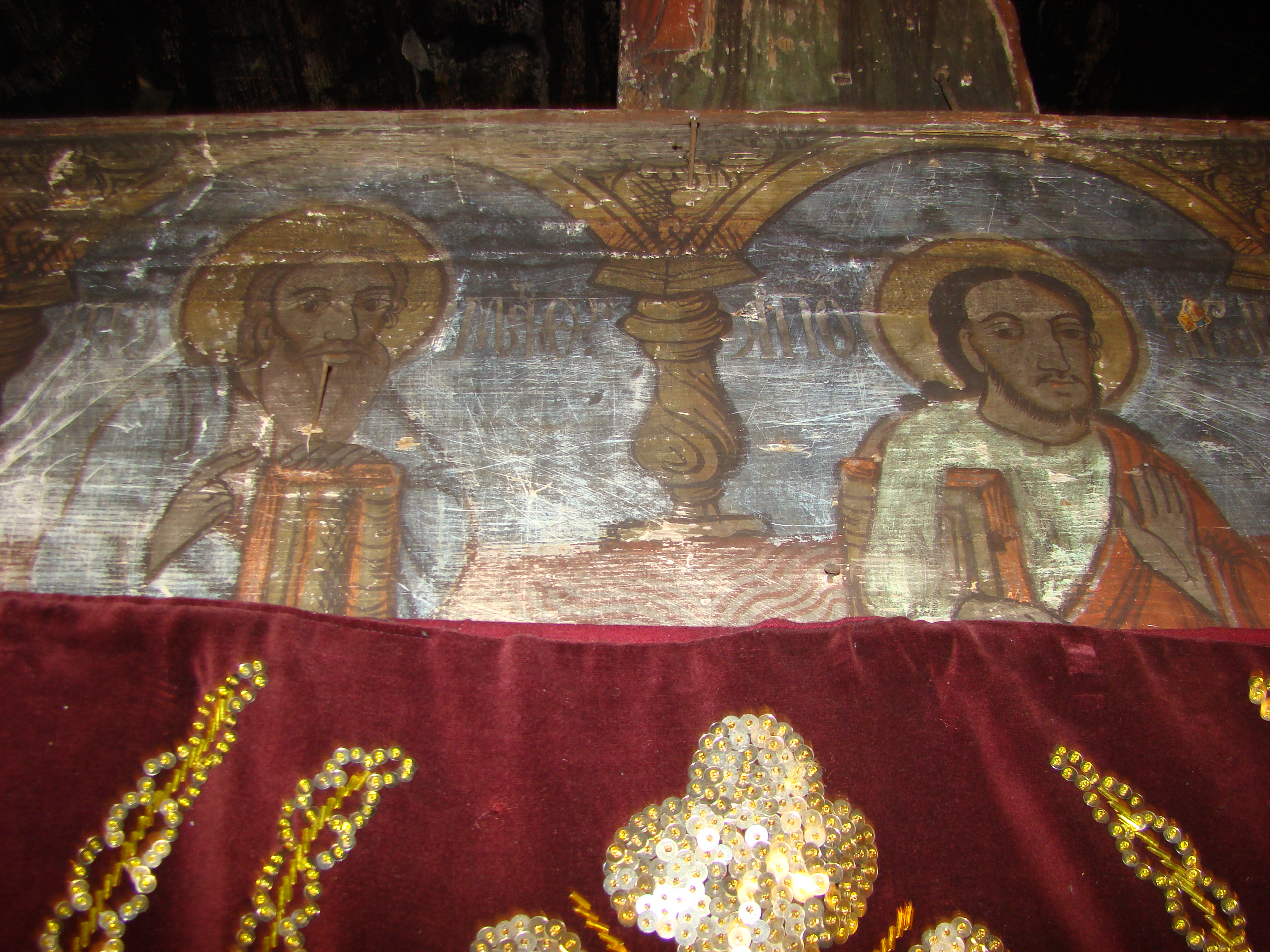
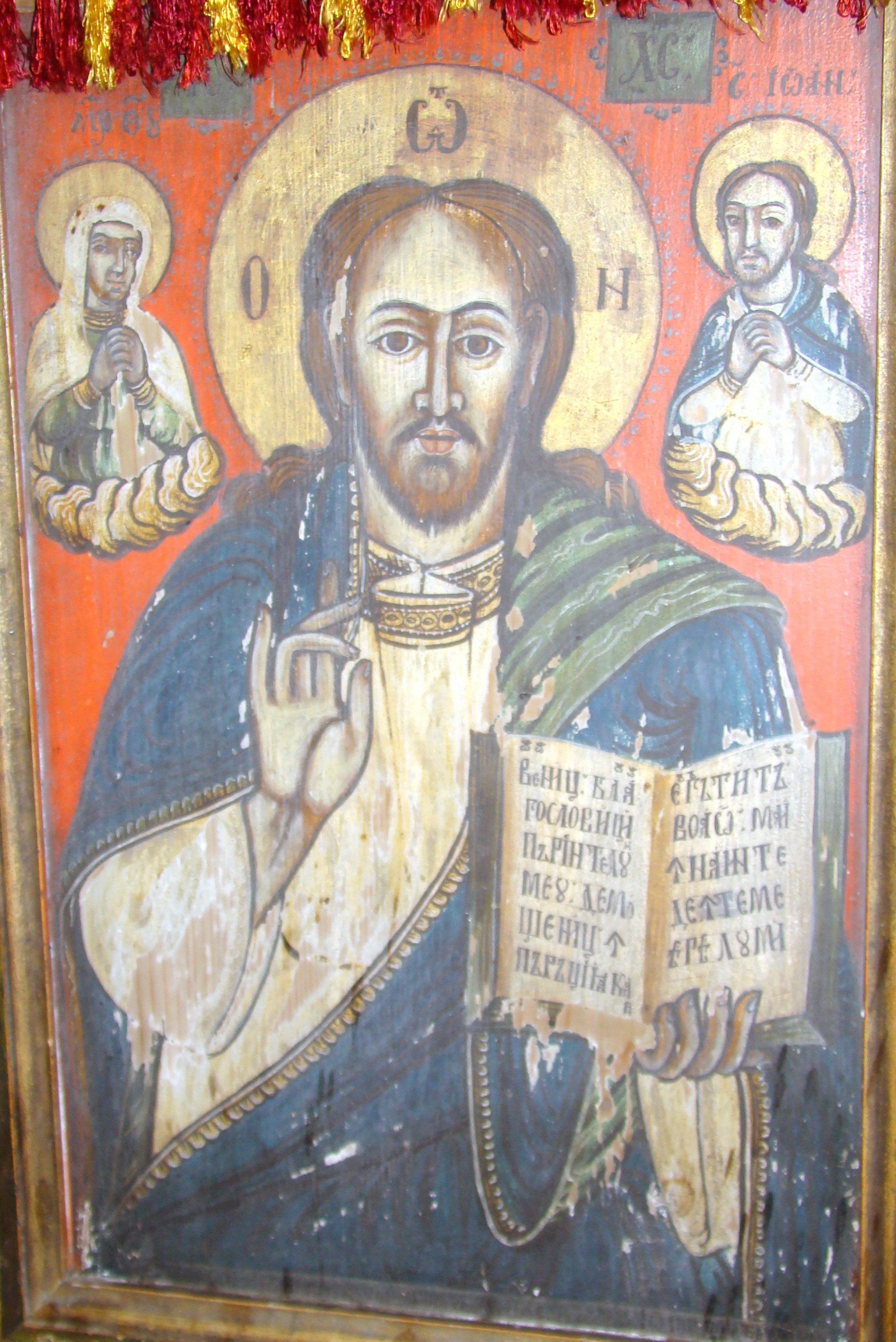
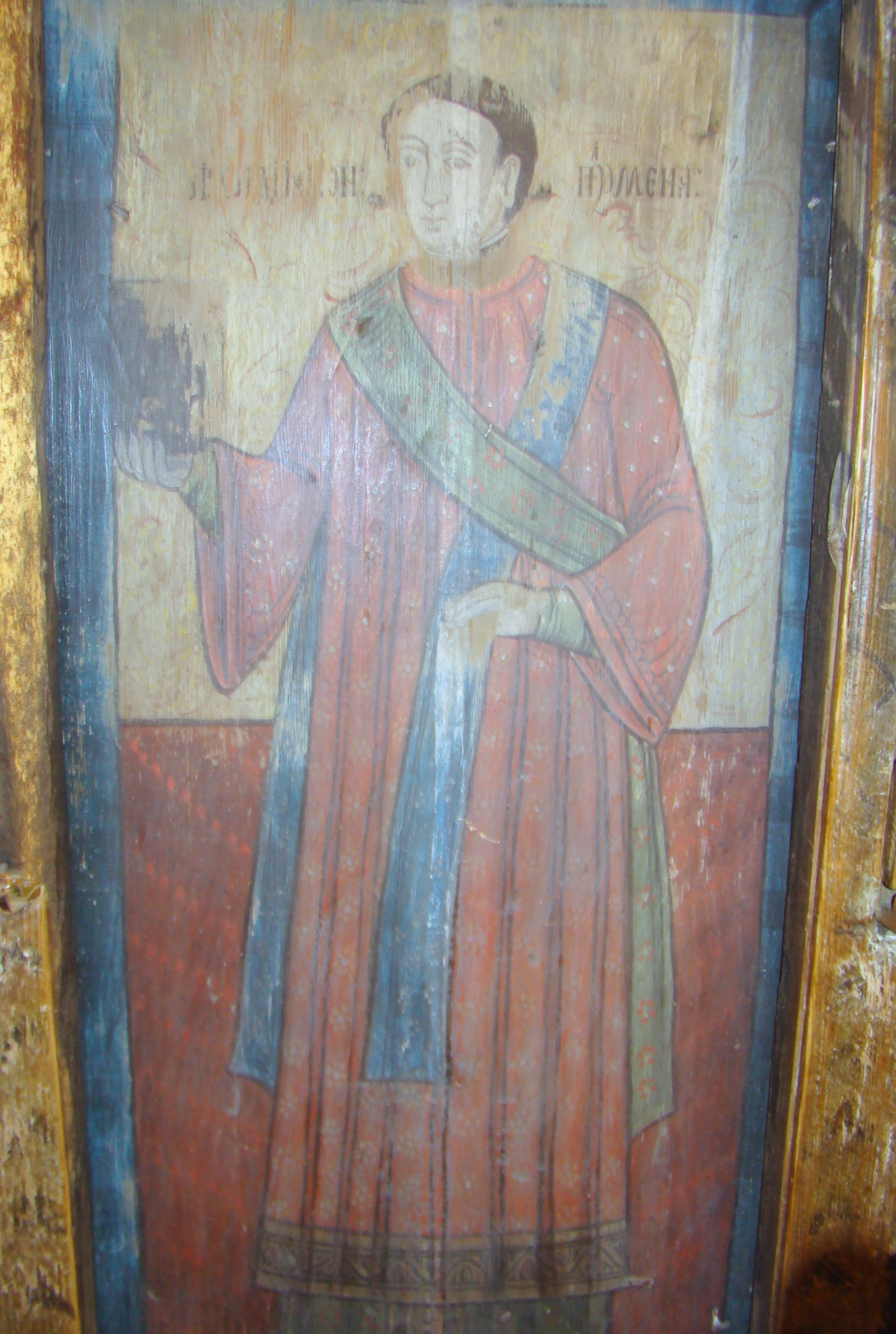
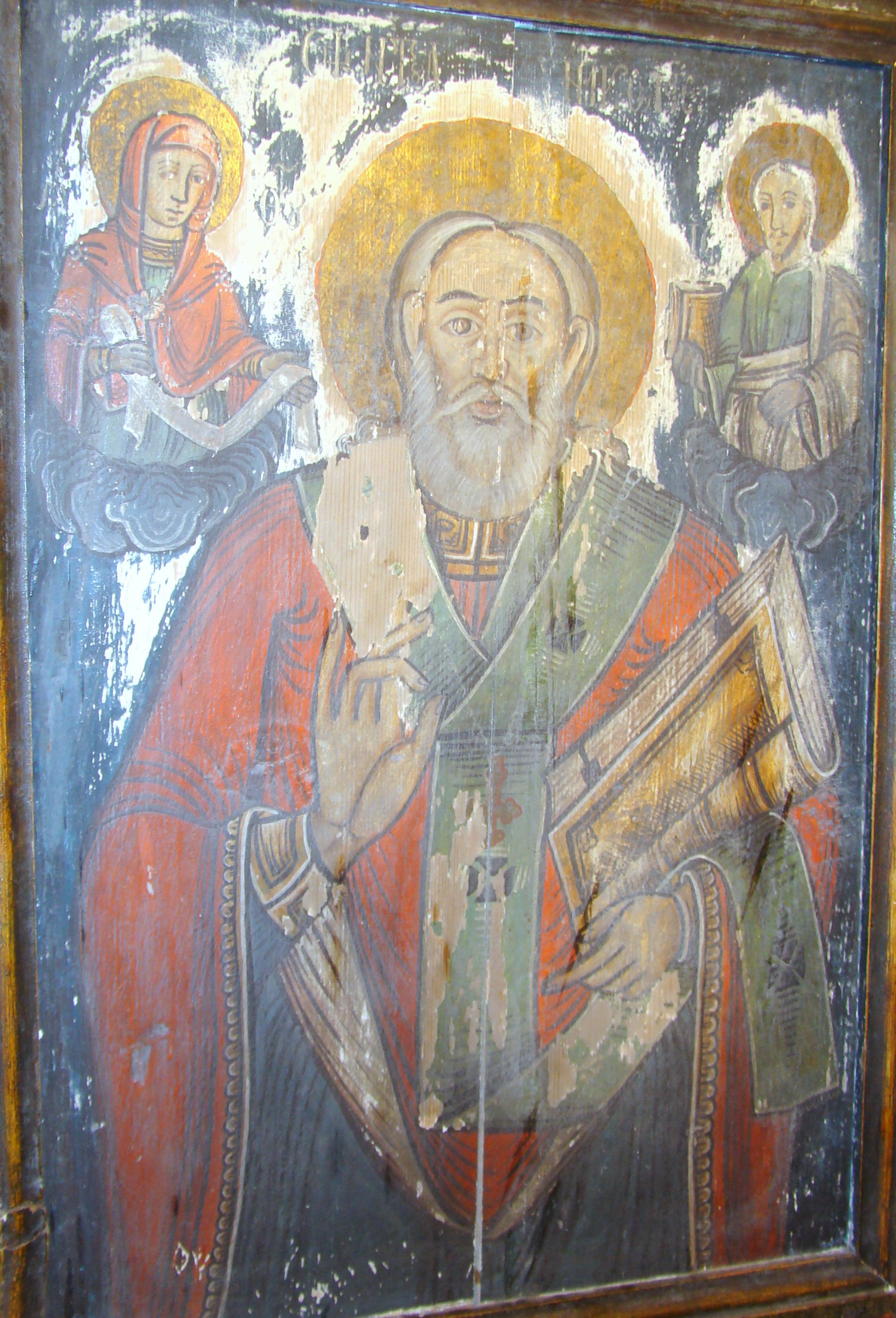
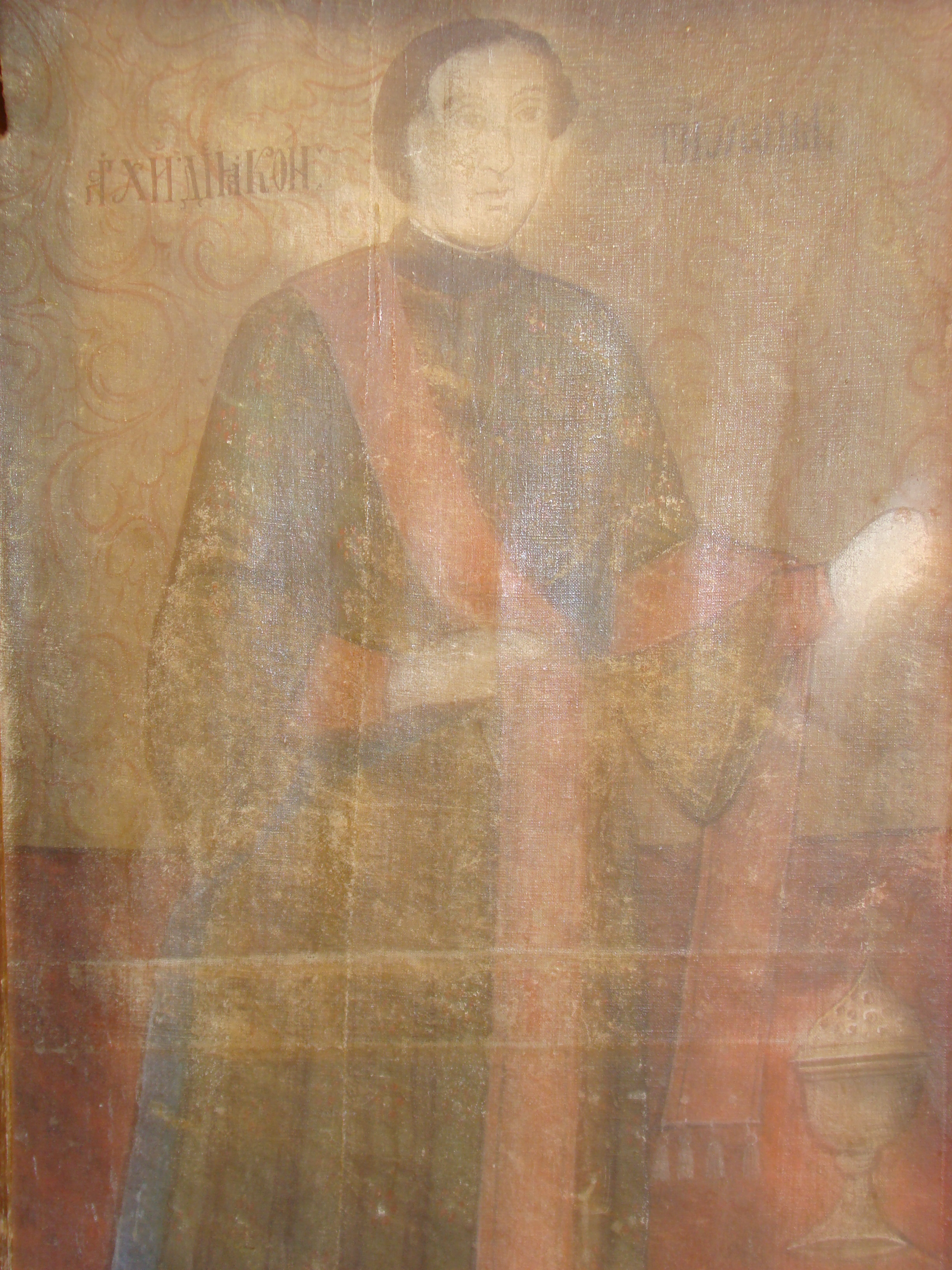
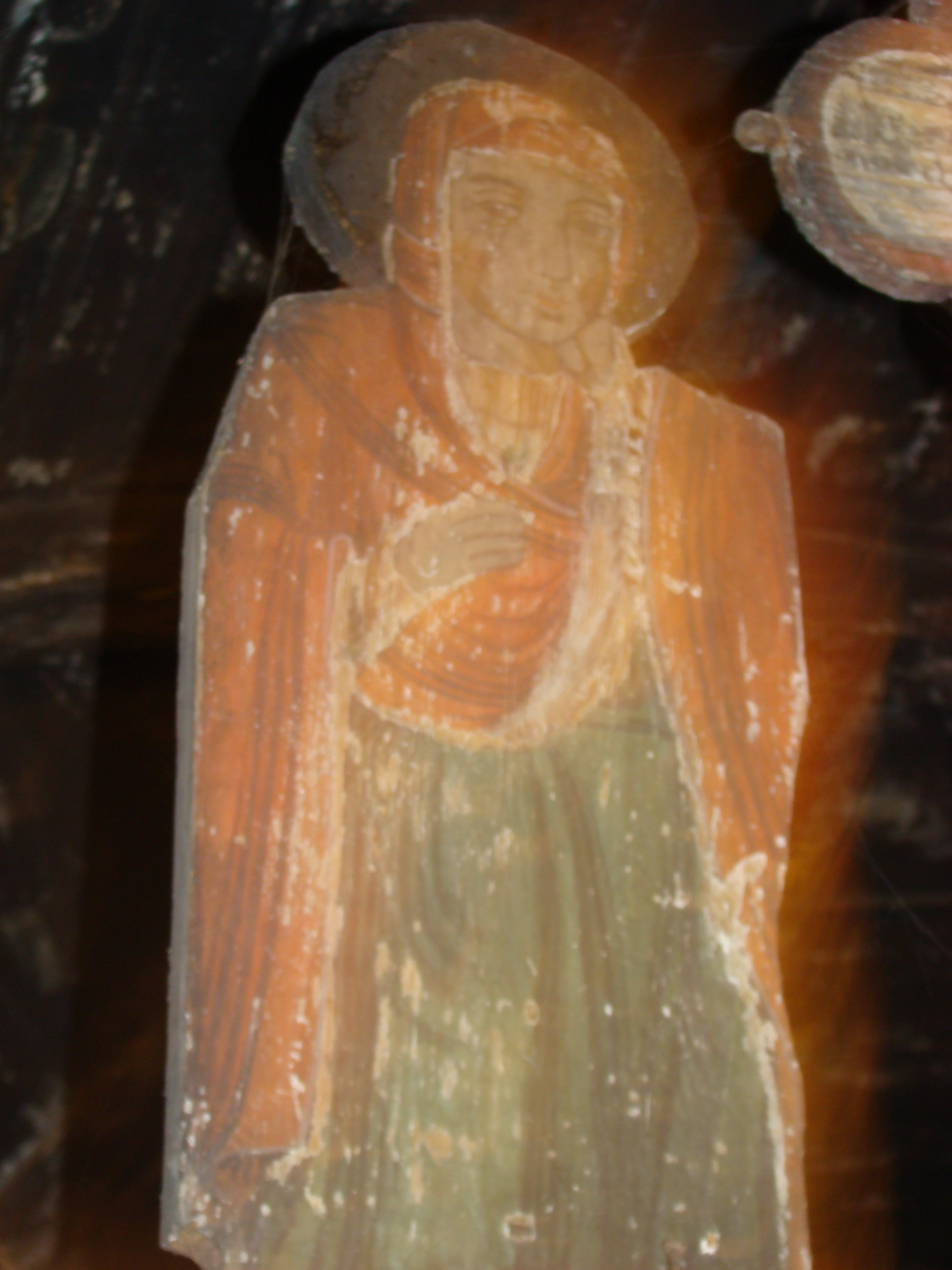
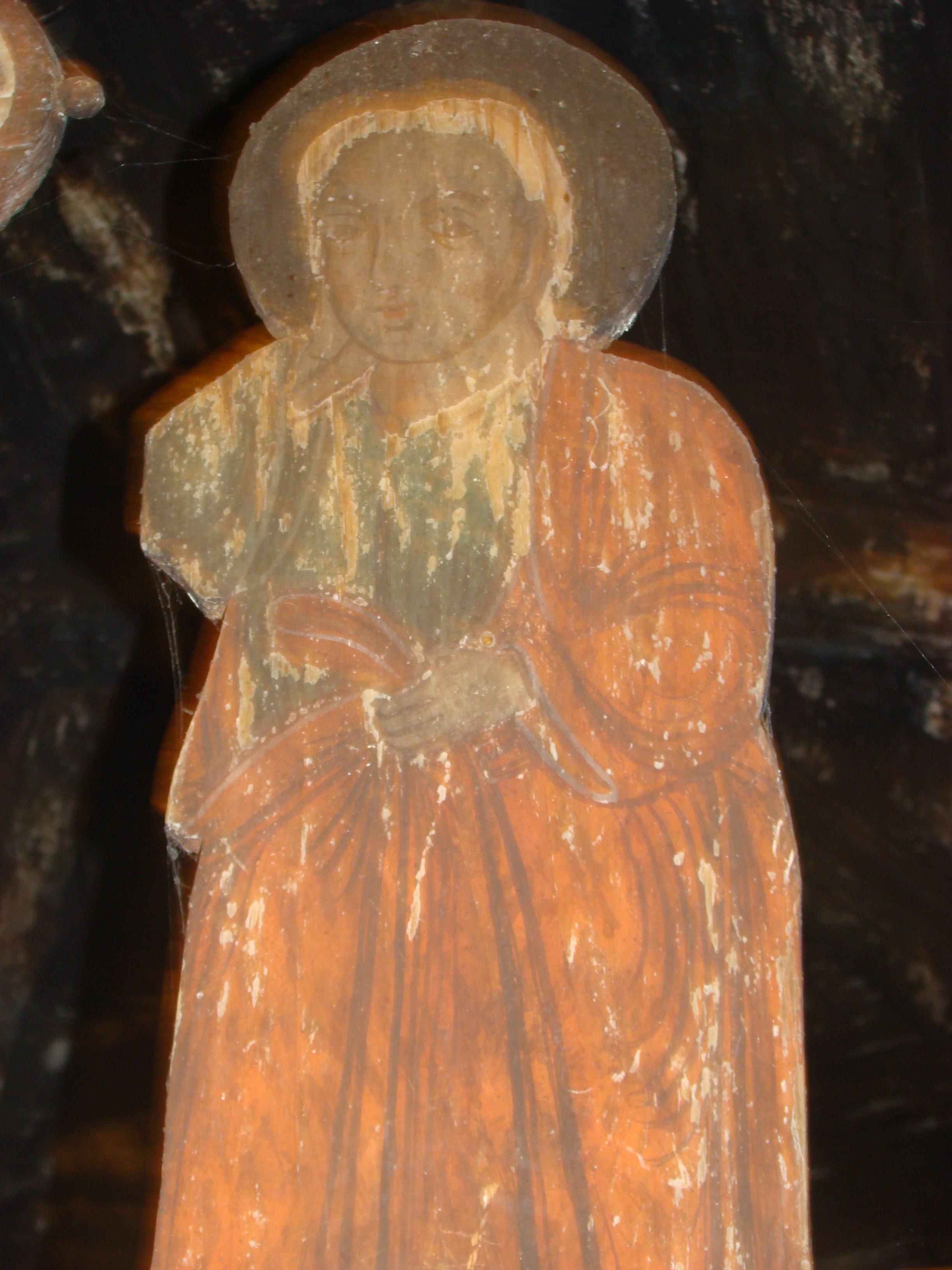
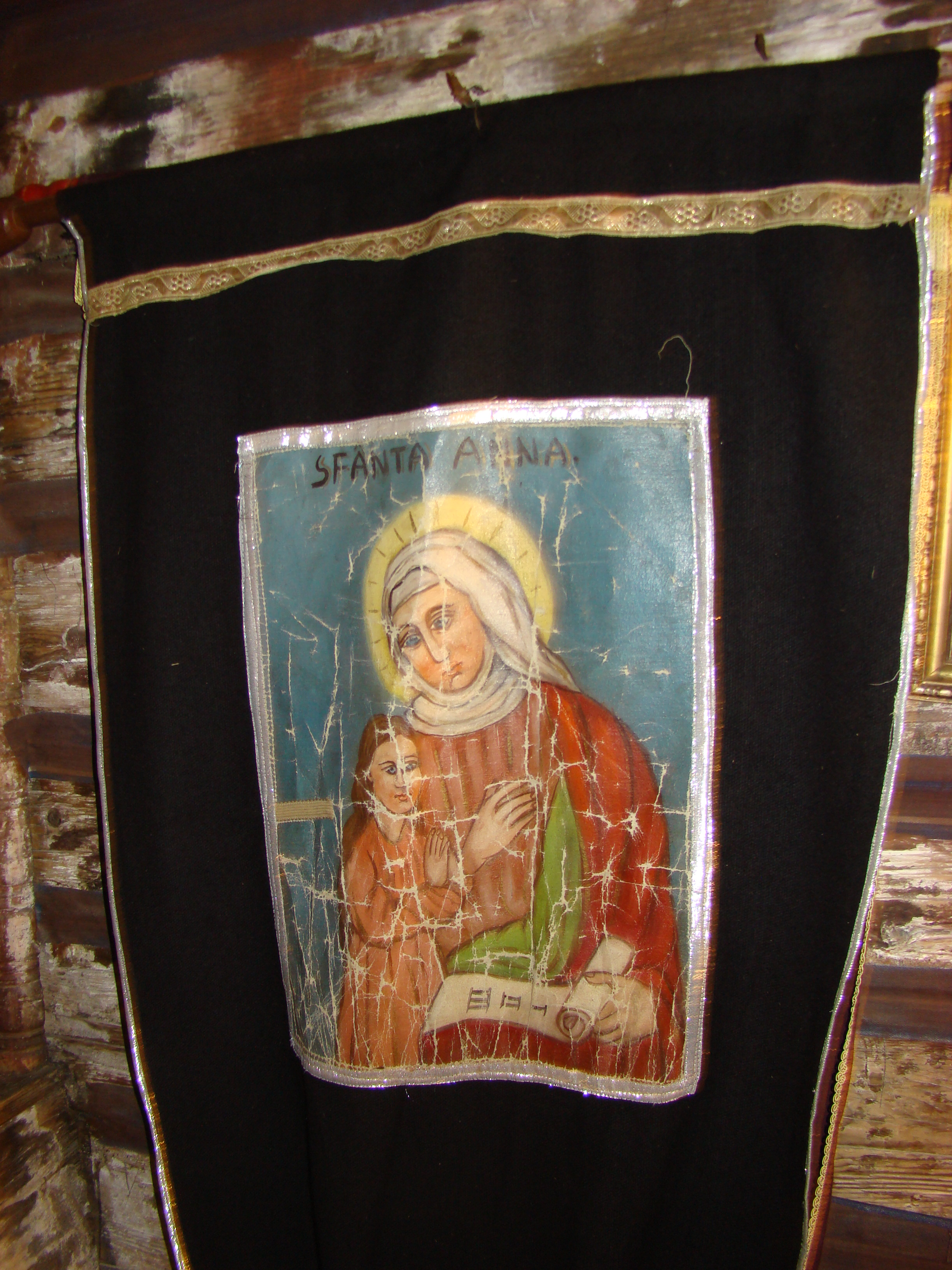
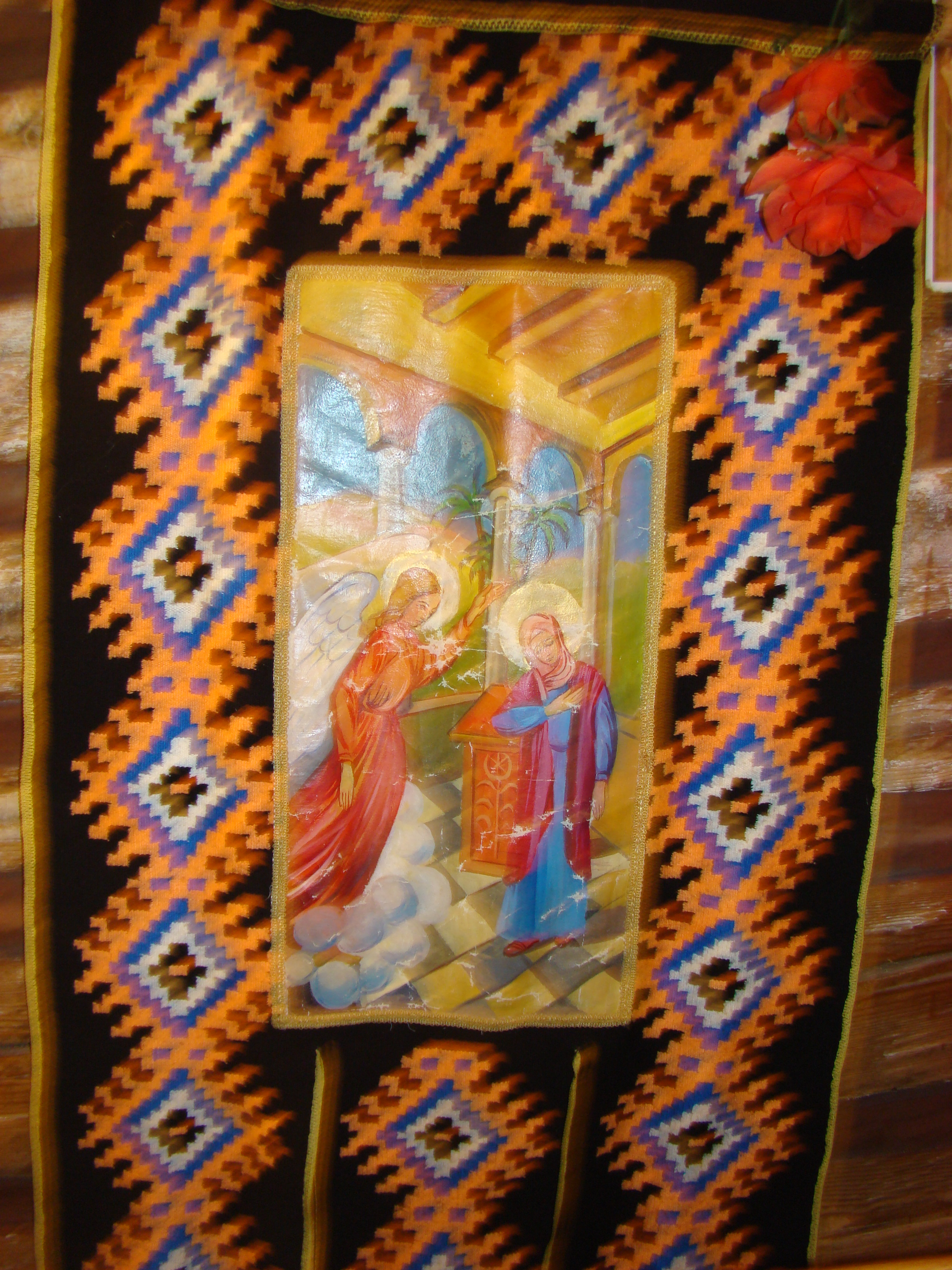
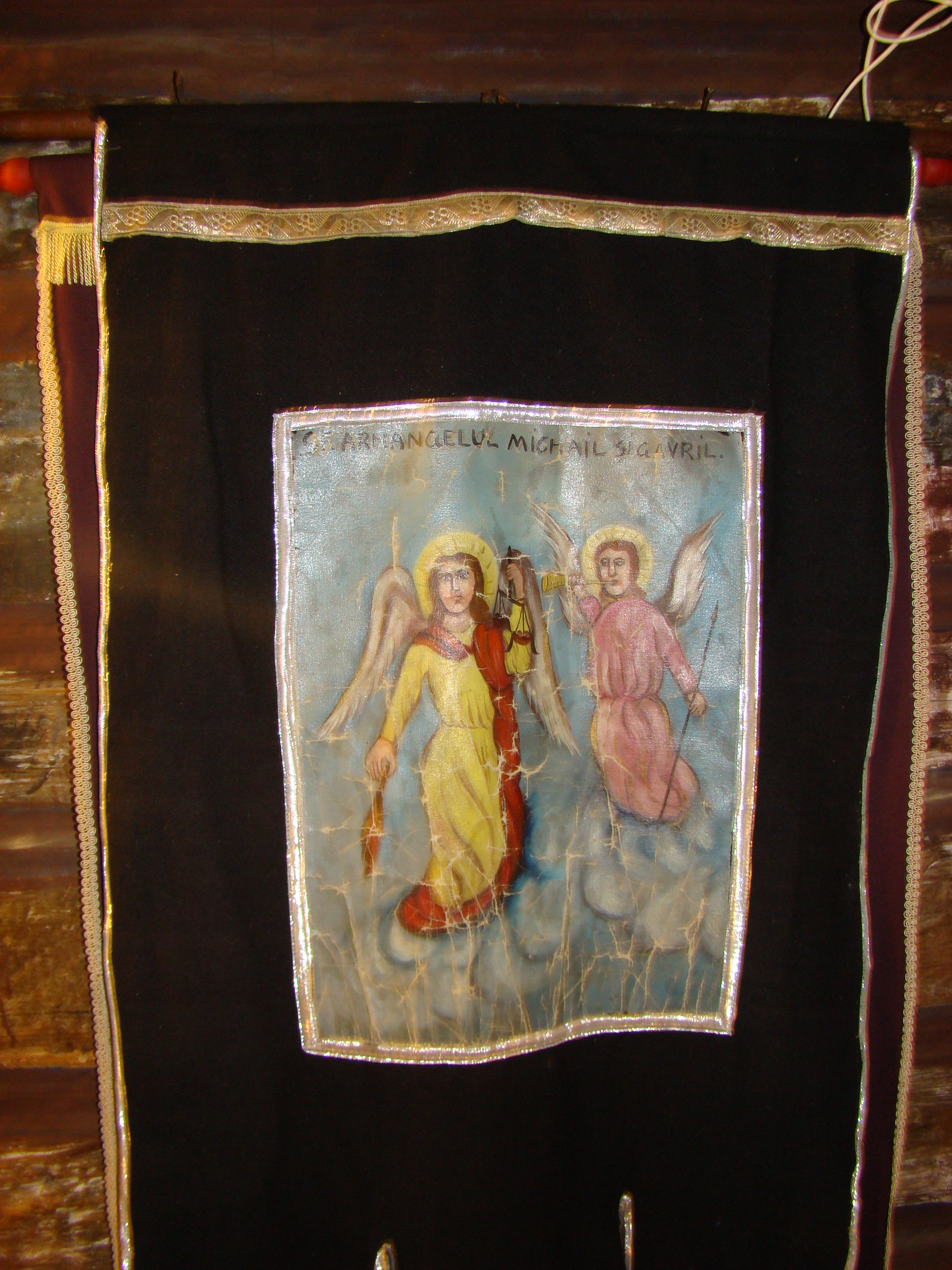
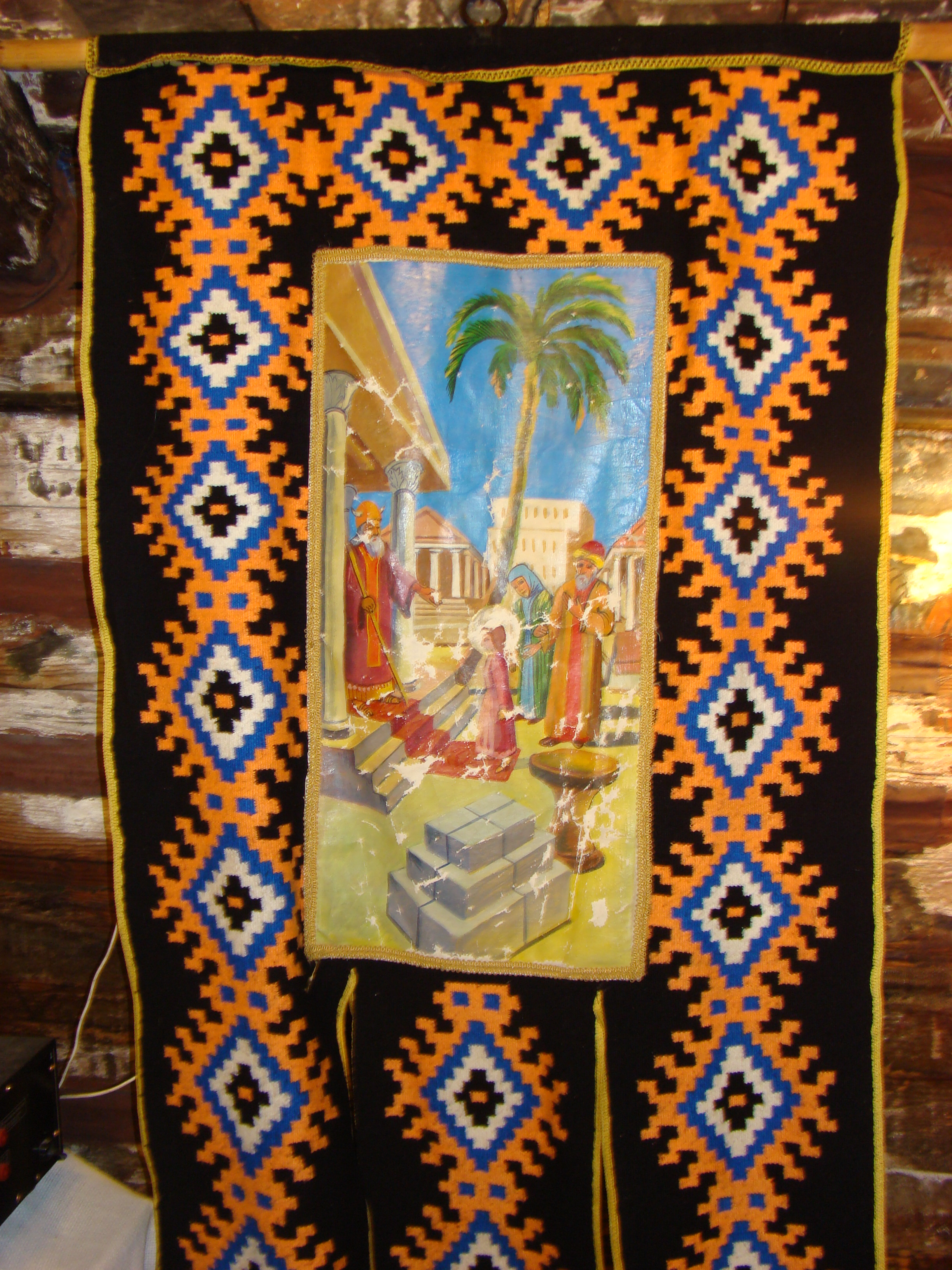

## Imagini din exterior

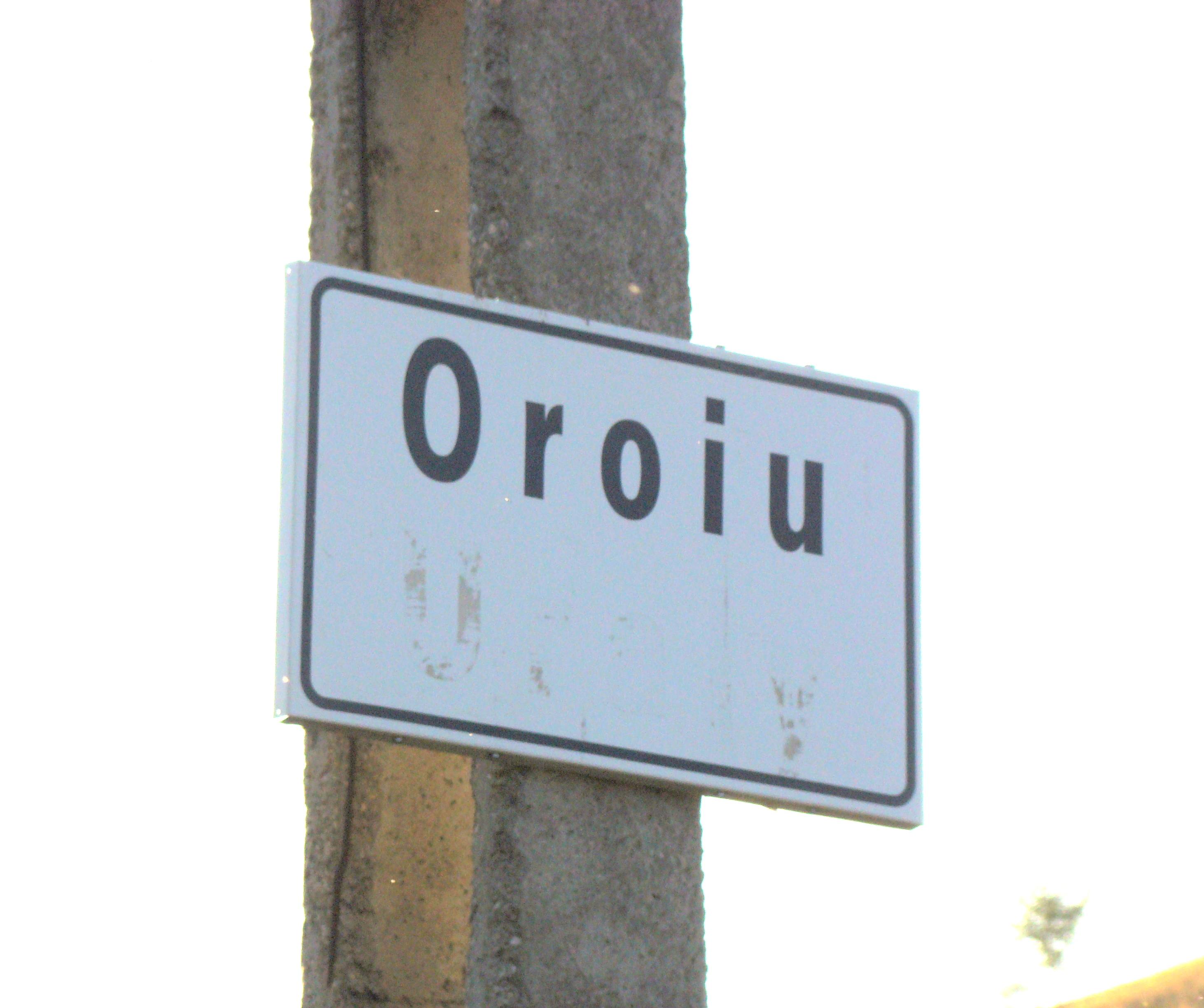
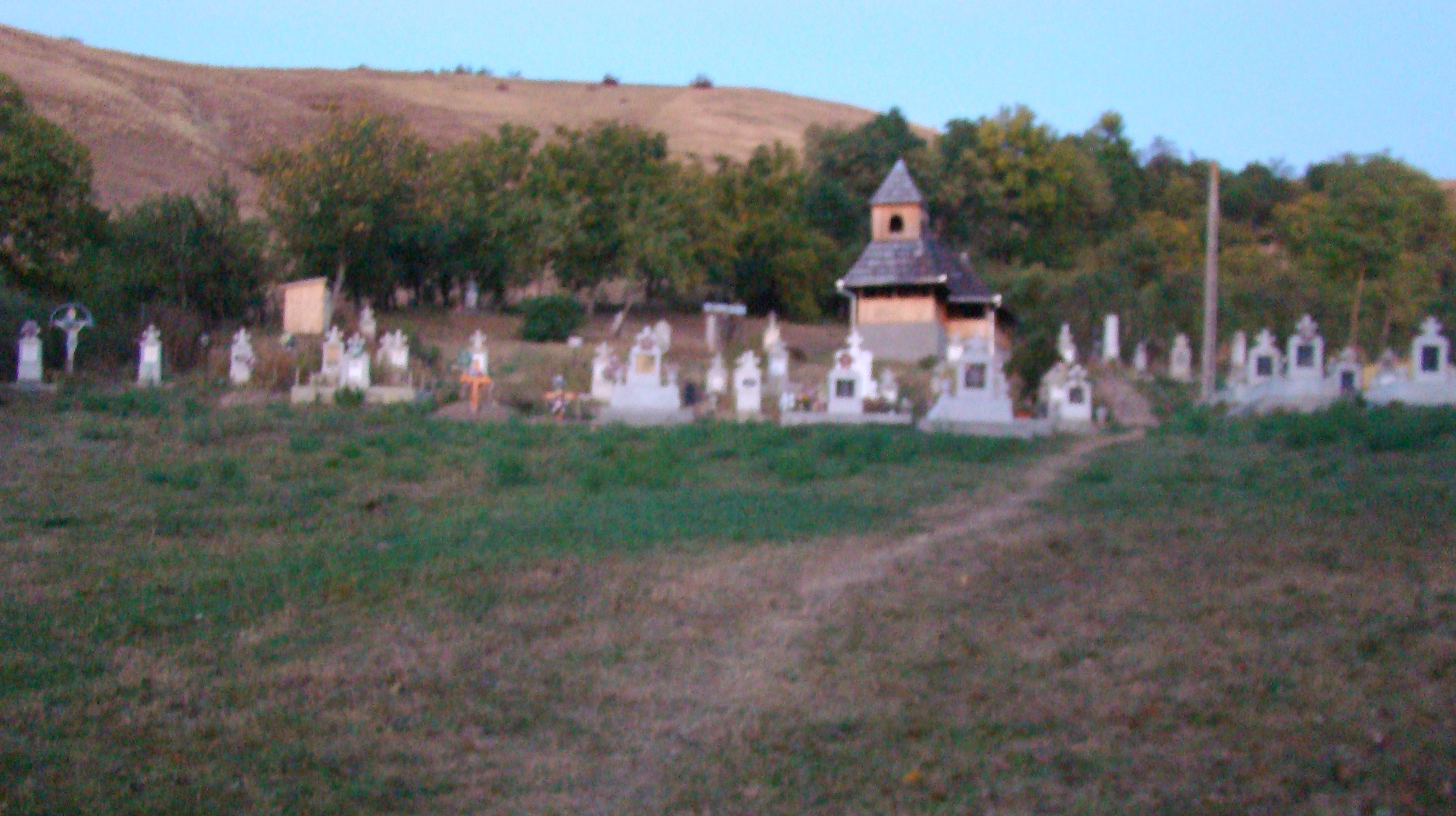
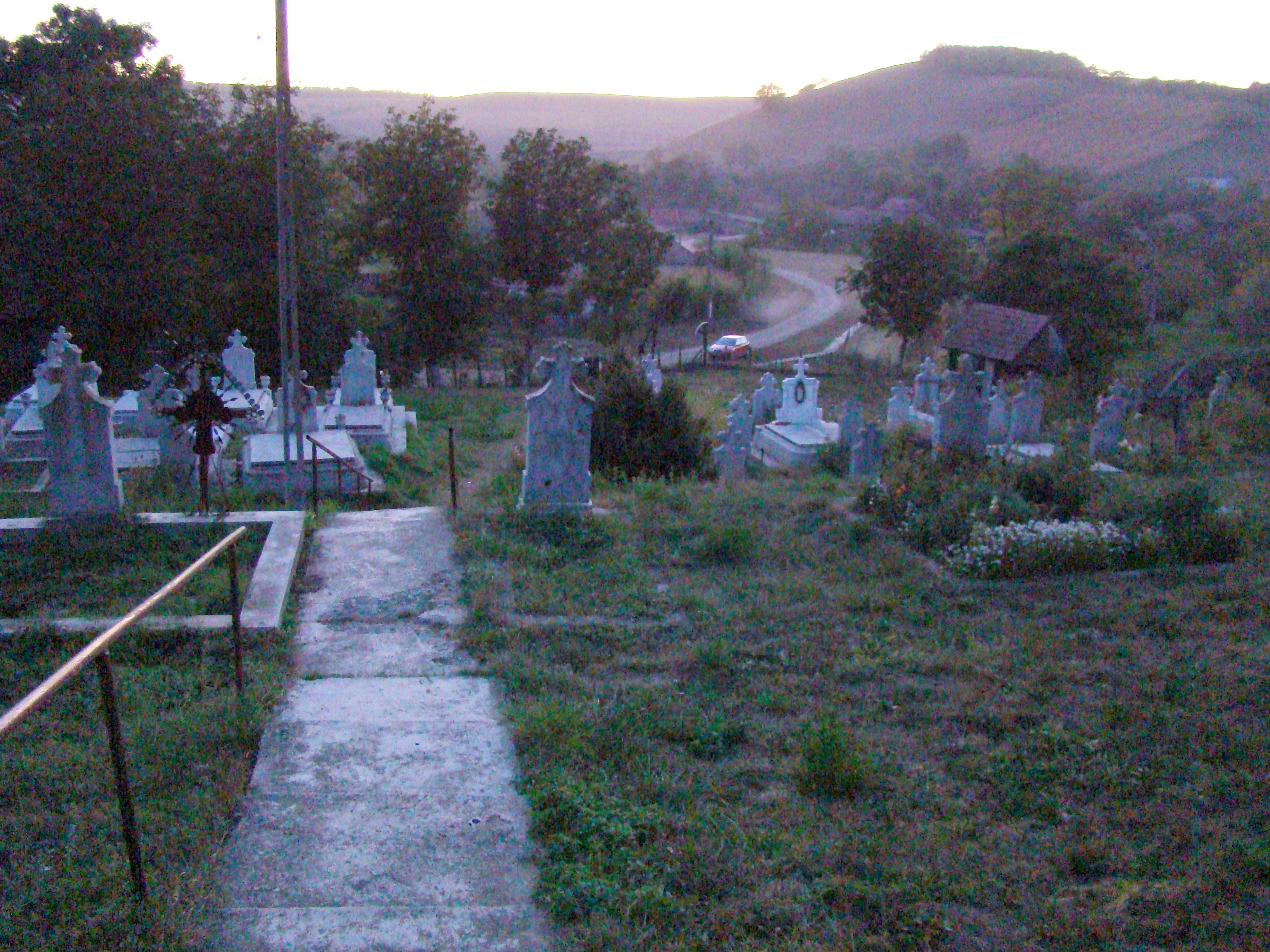
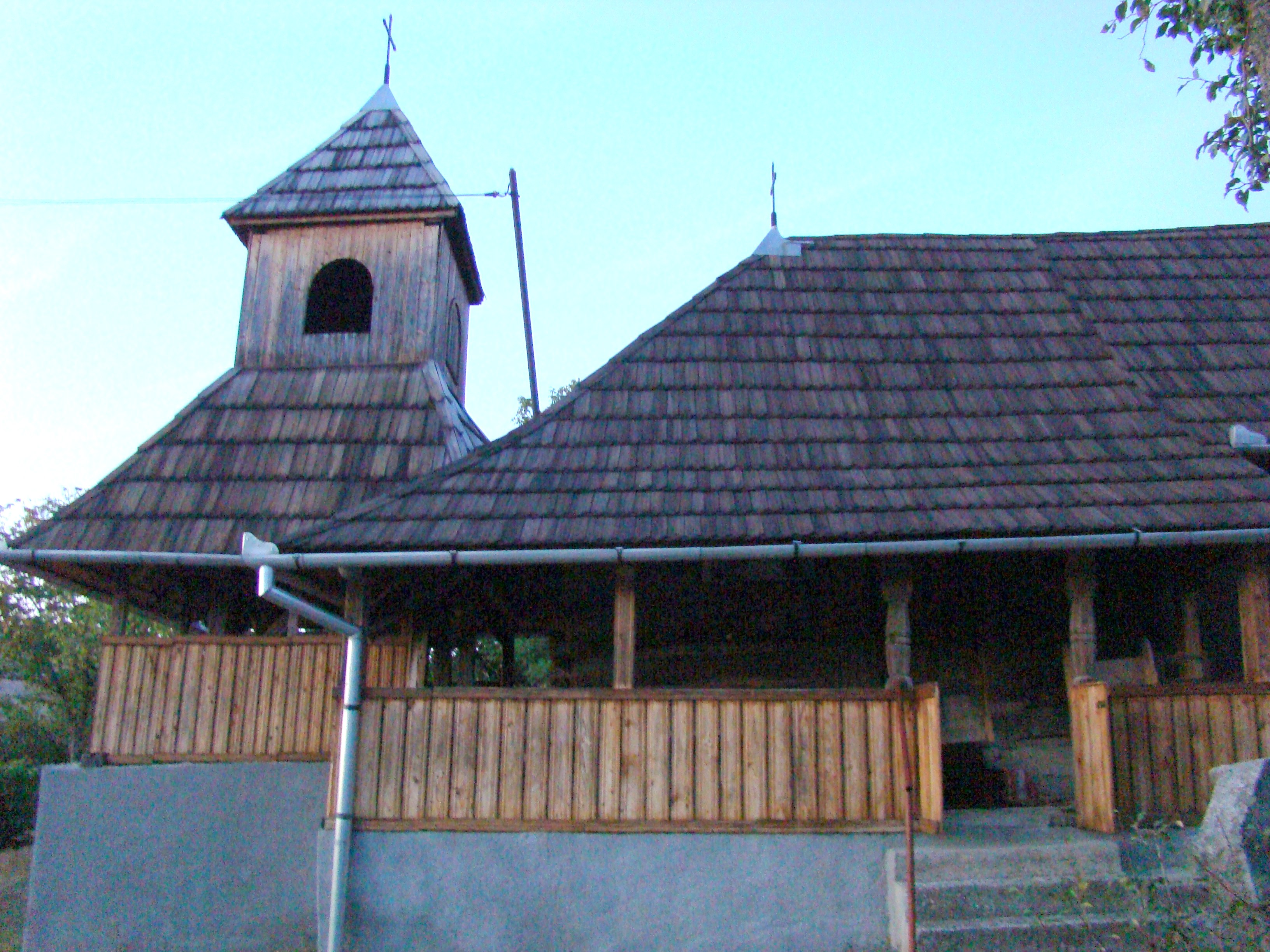
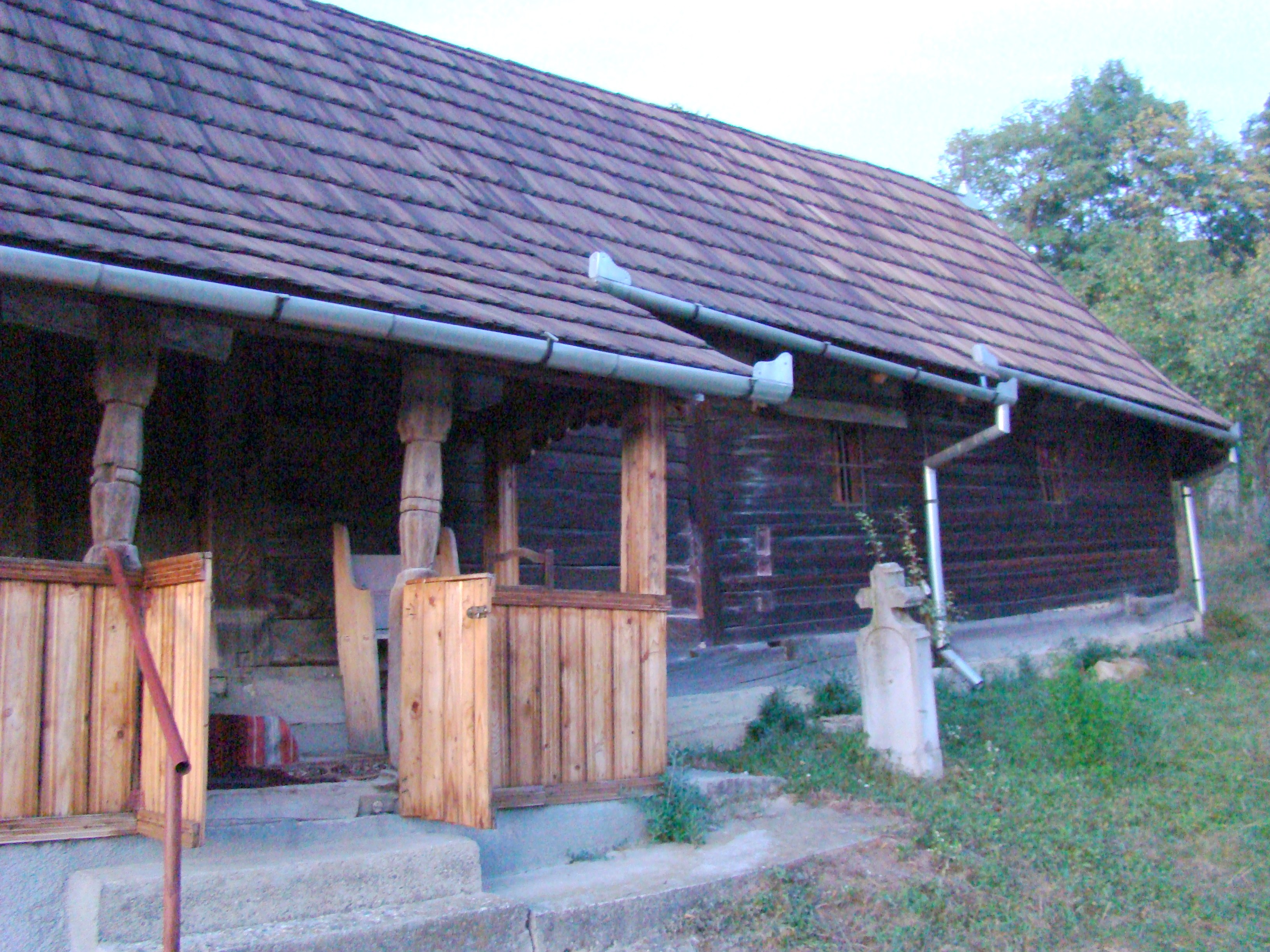
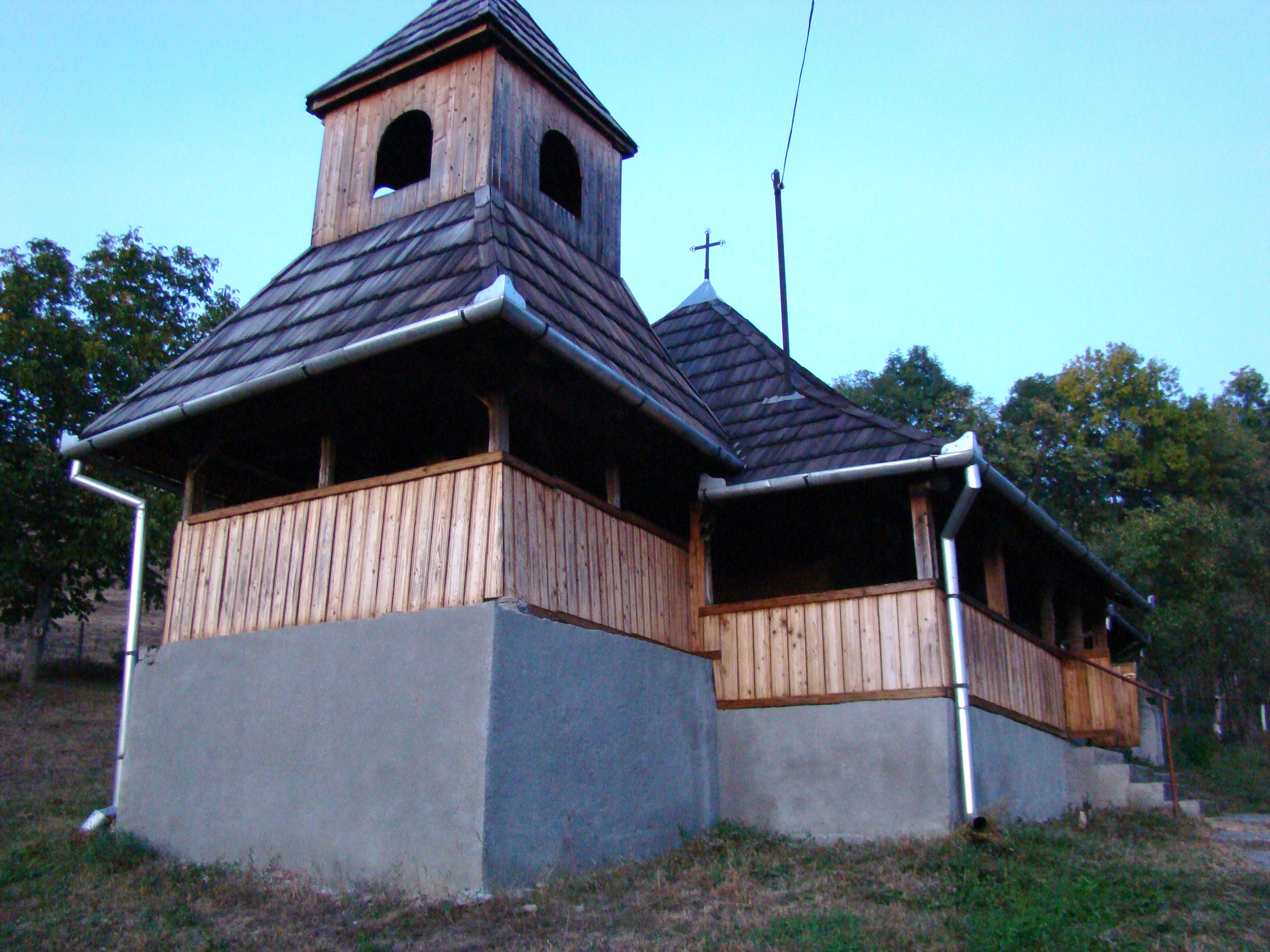
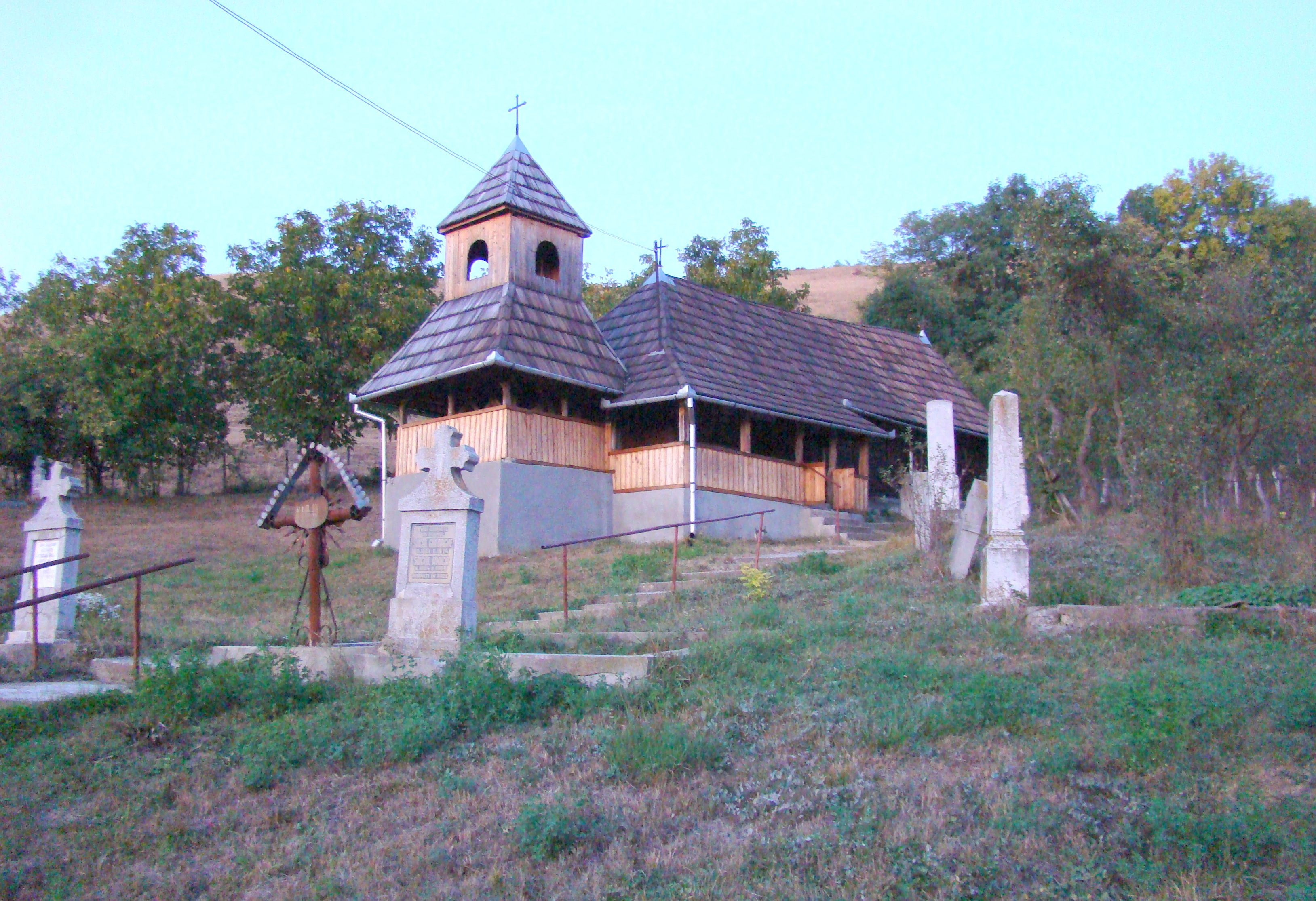
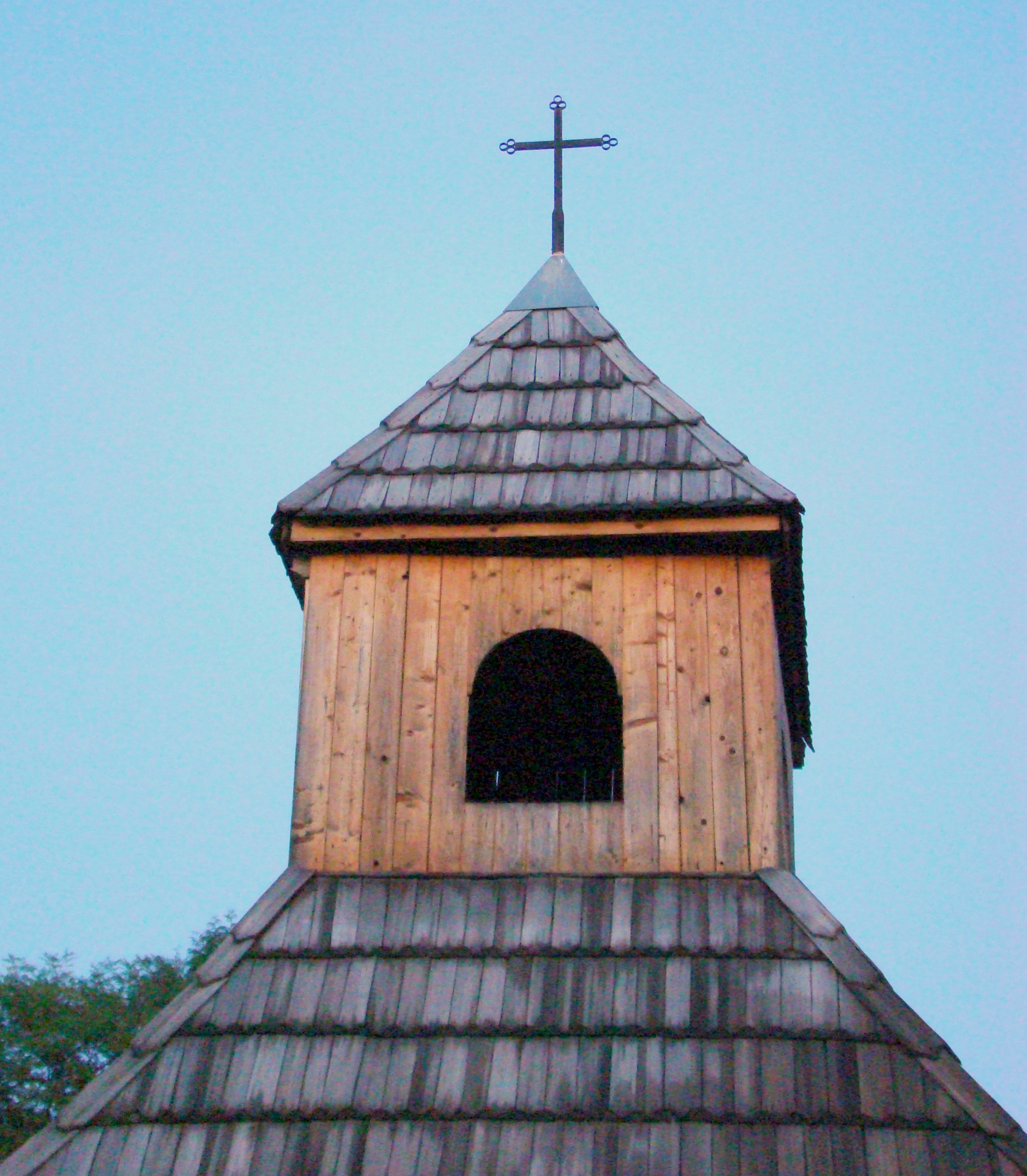
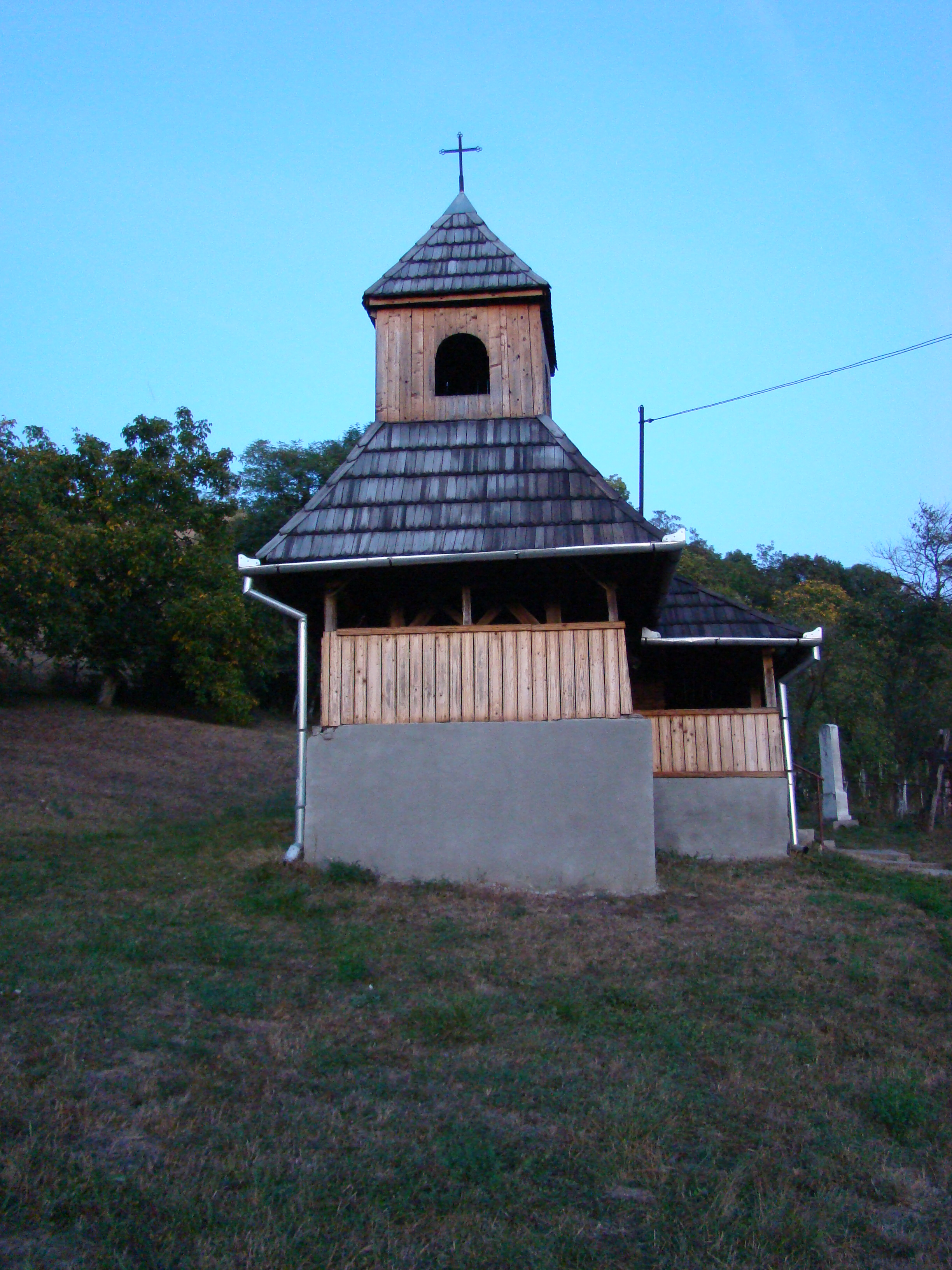
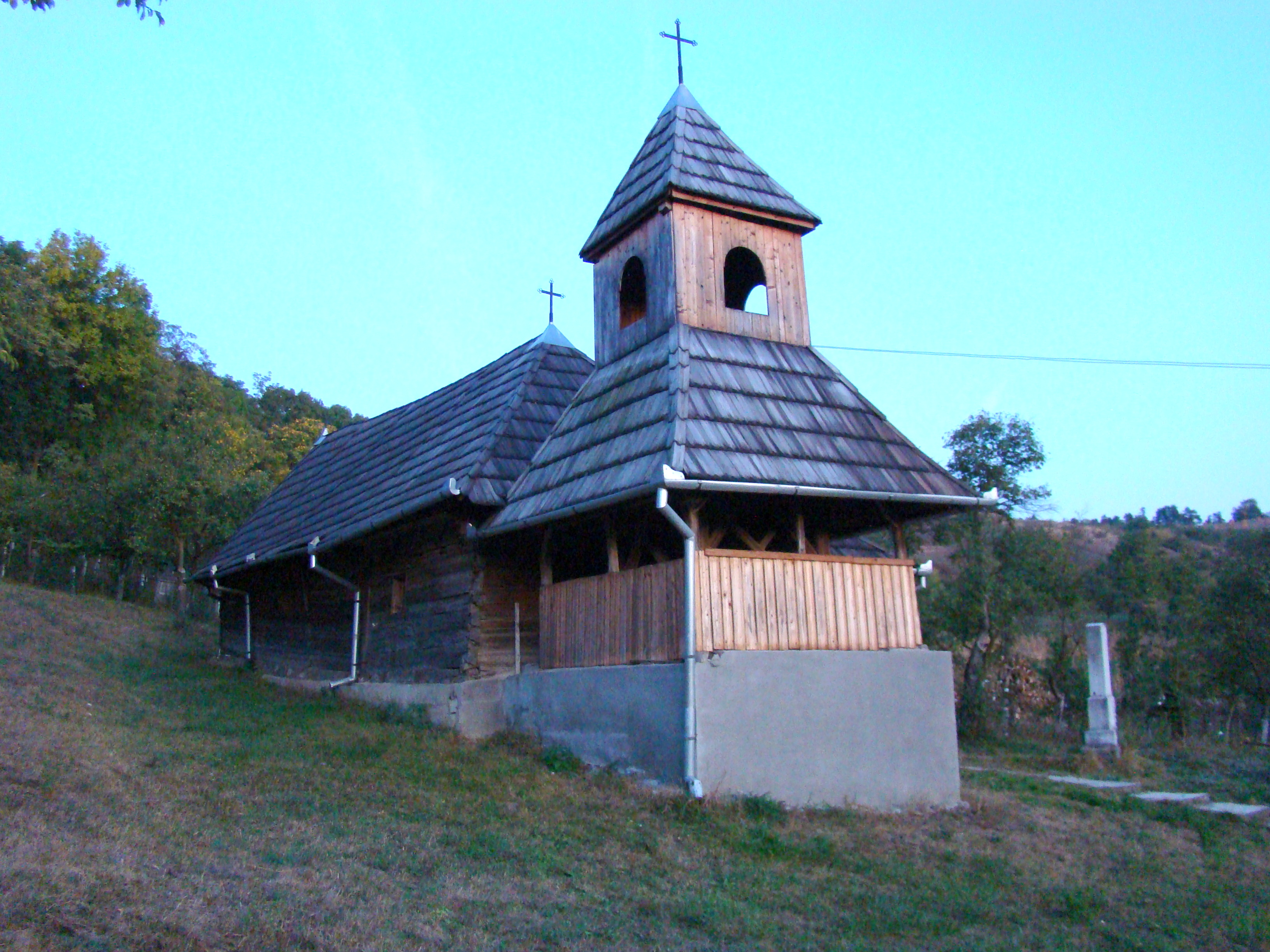
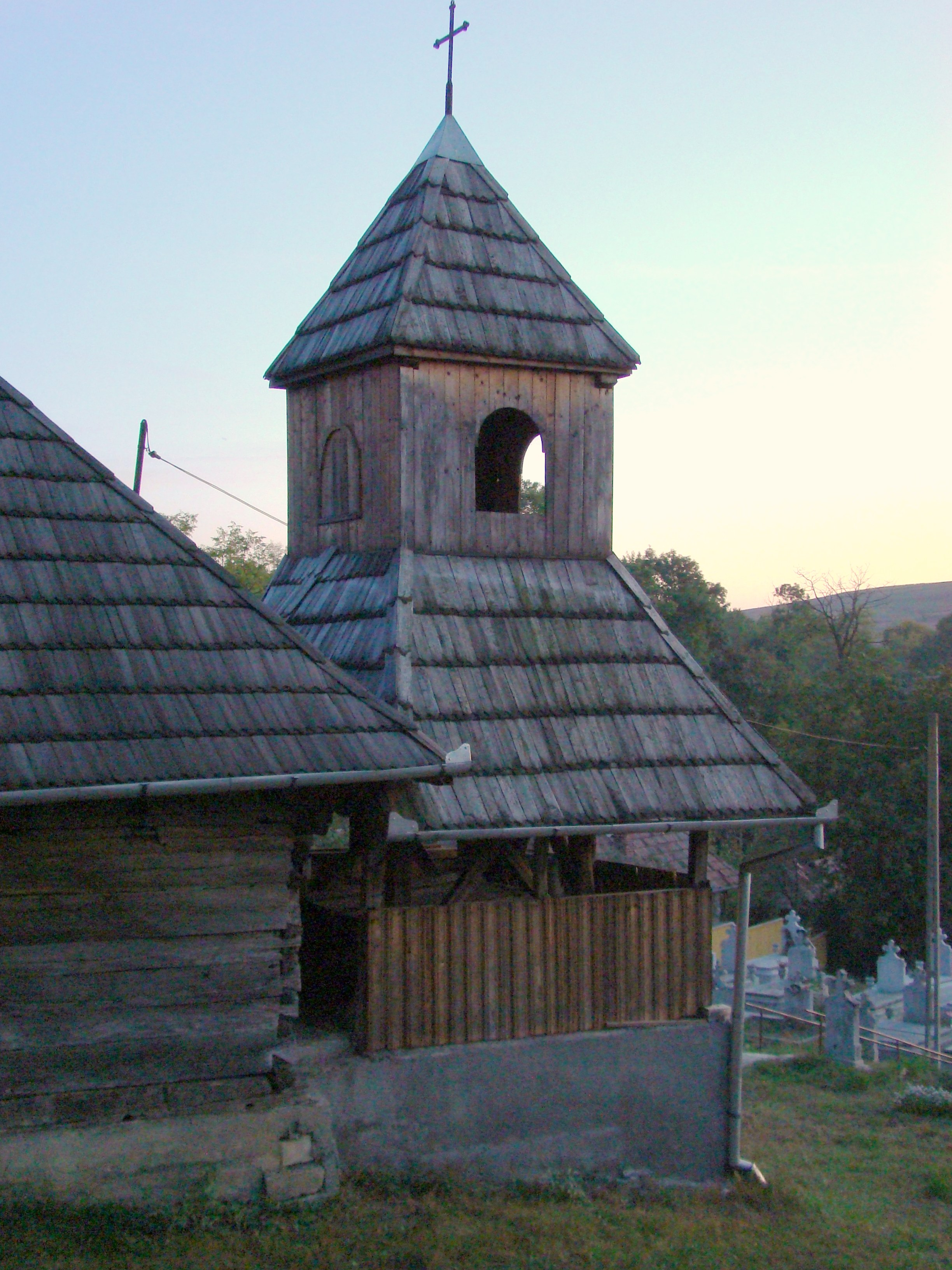
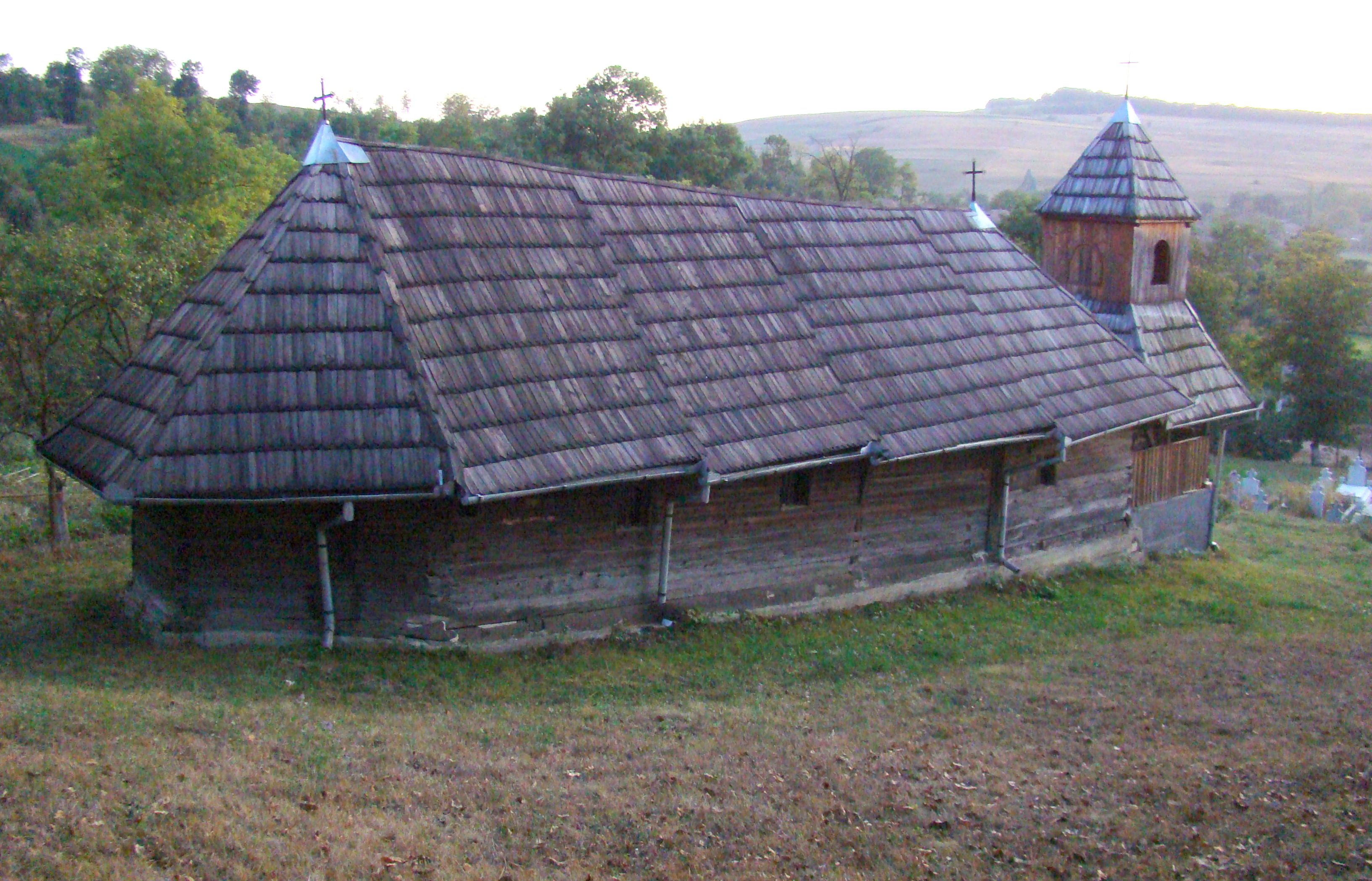
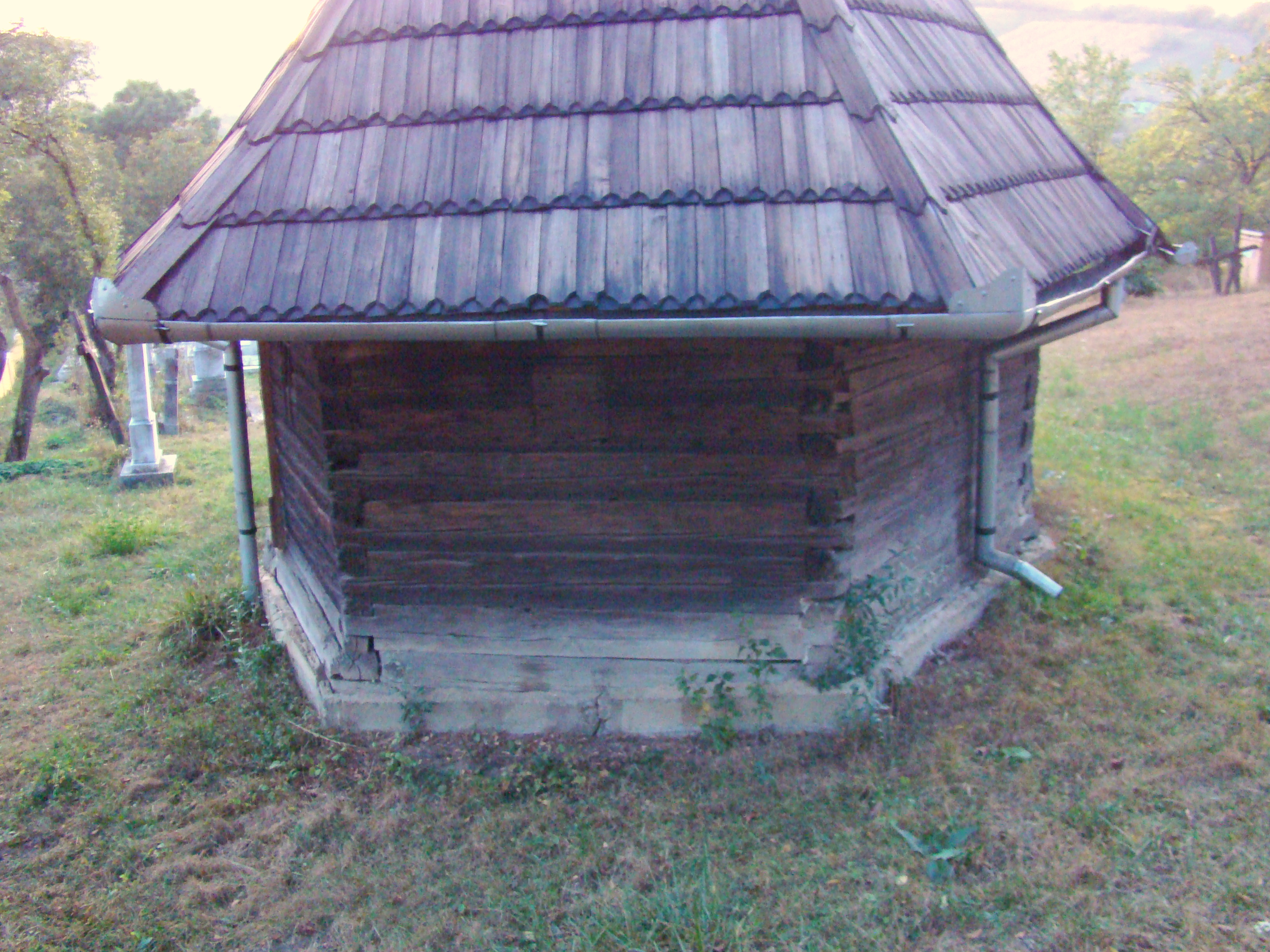
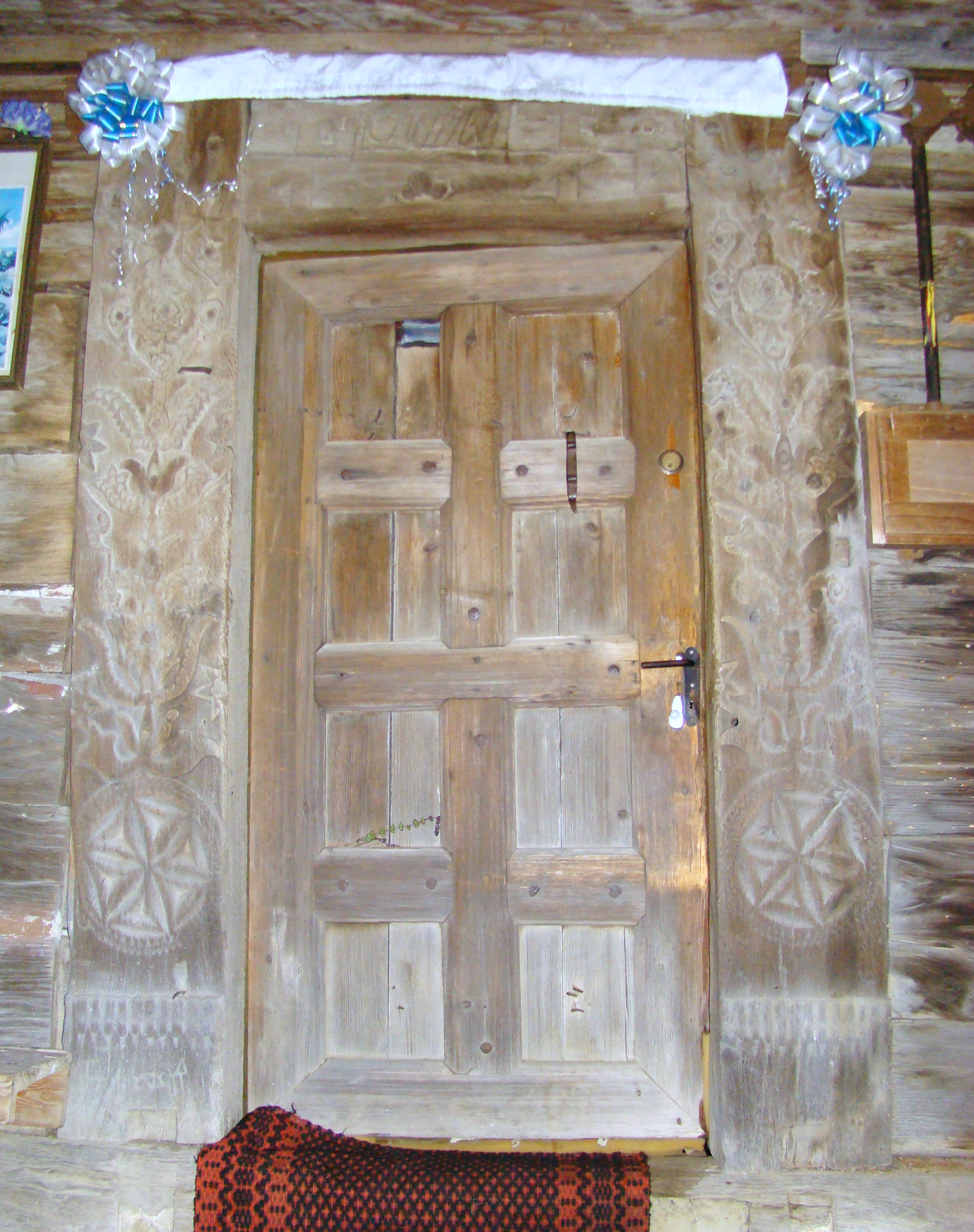
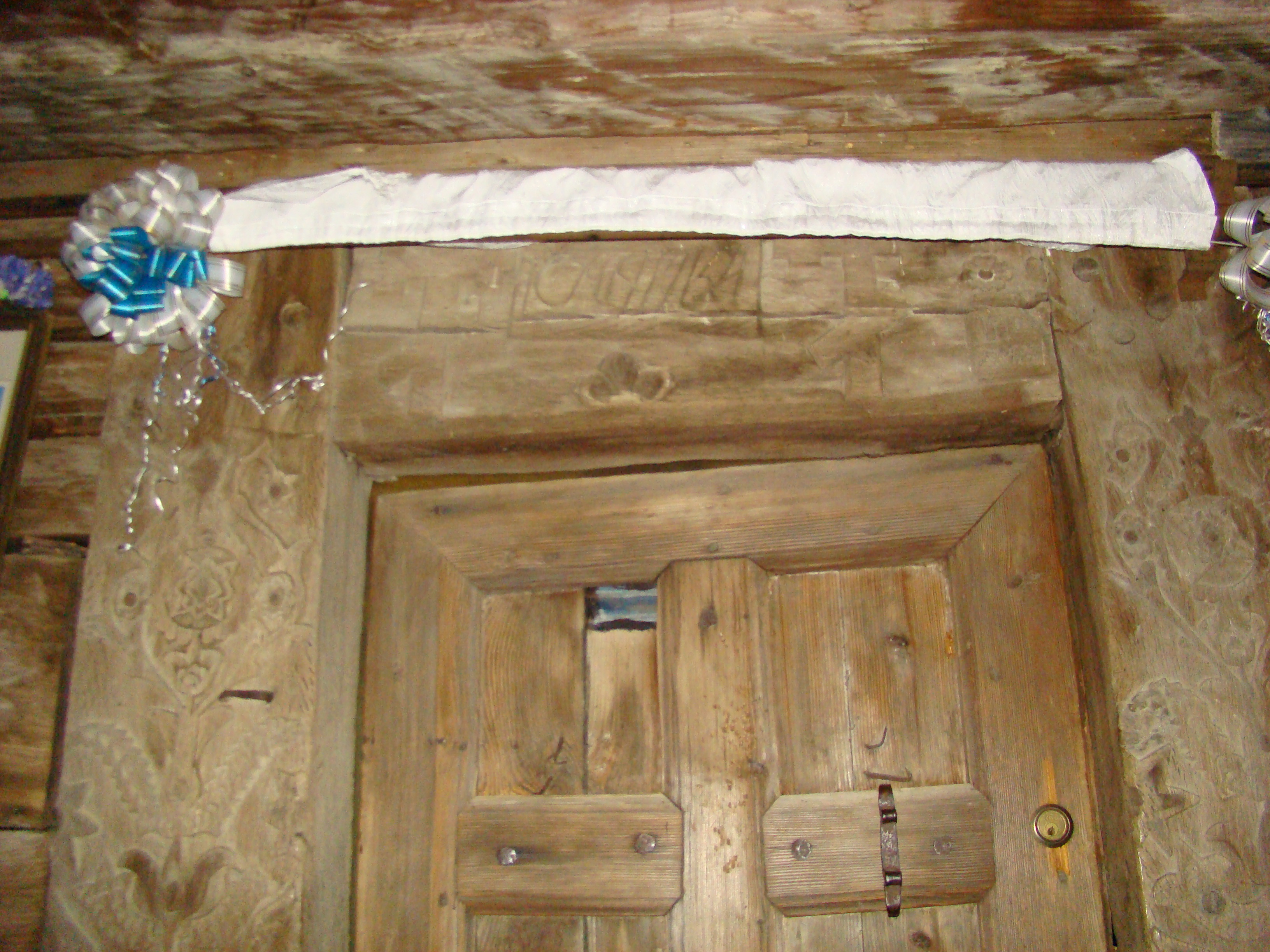
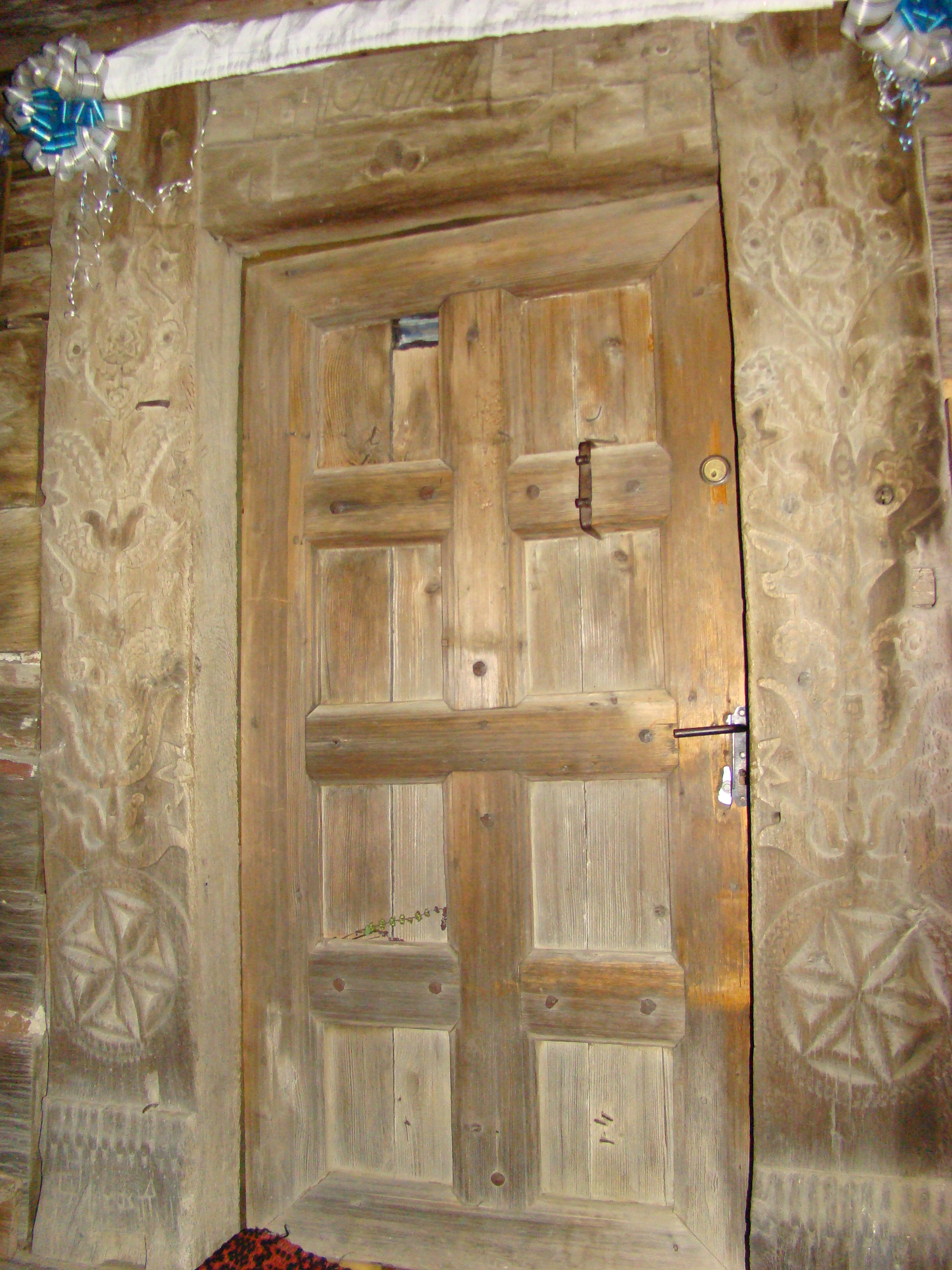
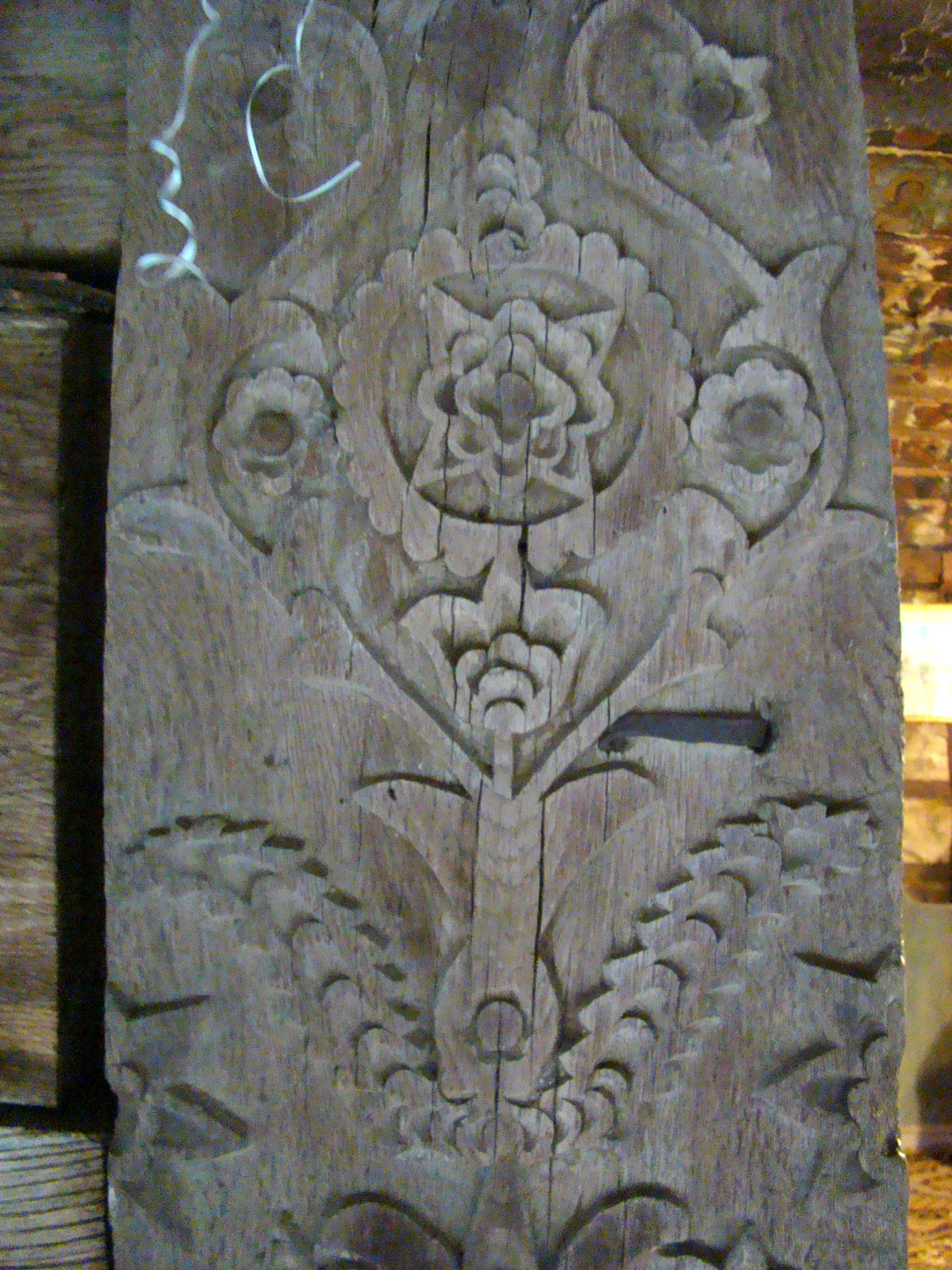
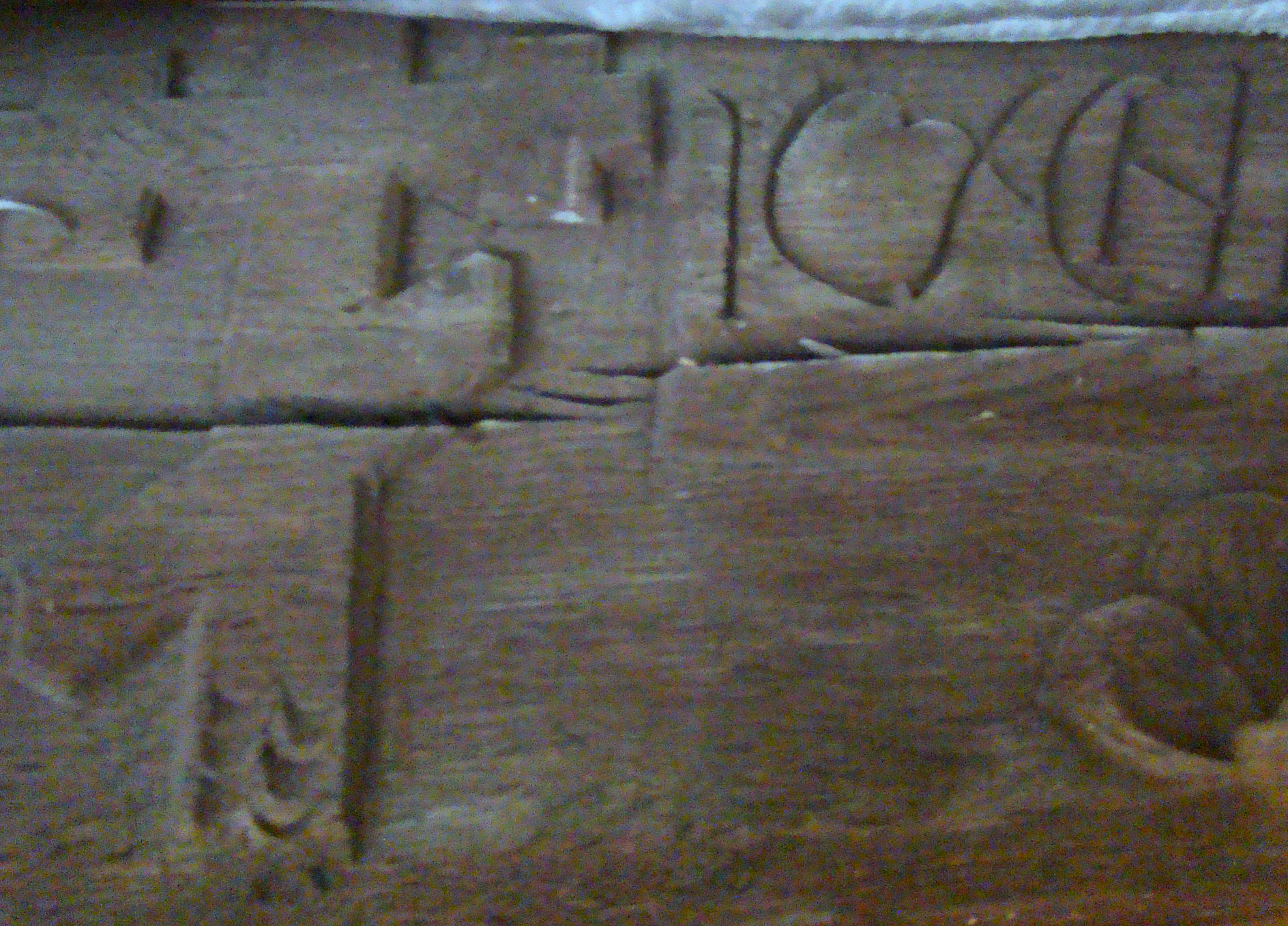